# 1. FC Nürnberg
Der 1. Fußball-Club Nürnberg, Verein für Leibesübungen e. V., allgemein bekannt als 1. FC Nürnberg (kurz: 1. FCN, Der Club bzw. fränkisch Der Glubb), ist ein Fußballverein aus Nürnberg, der am 4. Mai 1900 gegründet wurde. Mit neun Meisterschaftserfolgen sowie vier Titeln im DFB-Pokal zählt das Gründungsmitglied der Bundesliga zu den erfolgreichsten Vereinen des Landes. Als einem der letzten Vertreter im deutschen Profifußball gelingt es dem Club, seinen Spielbetrieb ohne Ausgliederung des Leistungsfußballbereichs in eine Kapitalgesellschaft zu organisieren, sondern wie seit jeher als mitgliedergeführter eingetragener Verein. Dieser hat 37.424 Mitglieder (Stand: 11. August 2025) und ist damit der größte Sportverein in Nürnberg und Franken sowie einer der größten Sportvereine in Deutschland. Die Vereinsfarben sind Rot und Weiß, die traditionelle Spielkleidung dagegen Weinrot und Schwarz.
Bis 1995 wurden im 1. Fußball-Club Nürnberg, Verein für Leibesübungen e. V. neben Fußball auch noch weitere Sportarten betrieben. Seitdem sind die ehemaligen Abteilungen eigenständige Vereine die, wie auch der Fußballverein, dem damals gegründeten 1. FCN Dachverein e. V. angehören. Alle Vereinsabteilungen tragen jedoch weiter die Bezeichnung 1. FC Nürnberg im Vereinsnamen: Box-Club 1. FC Nürnberg, 1. FC Nürnberg Handball 2009, Schach, Hockey, 1. FCN Roll- und Eissport, 1. FCN Schwimmen, 1. FCN Ski und Tennis-Club 1. FC Nürnberg. Zu den erfolgreichsten Mannschaften gehören die Handballfrauen mit zwölf deutschen Meisterschaften, zwei Pokalsiegen und einem Europapokalsieg, die jedoch 2009 insolvent gingen und seither nur noch in der Bayernliga spielen. In der Vergangenheit bestand zudem eine erfolgreiche Leichtathletikabteilung.
Die 1995 ebenfalls ausgegliederte Abteilung Frauen- und Mädchenfußball ist seit 2023 wieder Teil des Stammvereins und spielt aktuell in der Frauen-Bundesliga.
Mit neun Meisterschaften und drei Pokalsiegen war der Club sowohl bis 1987 über 64 Jahre lang deutscher Rekordmeister als auch bis 1969 über 34 Jahre lang deutscher Rekordpokalsieger, bevor ihn jeweils der FC Bayern München ablöste. Im Jahre 1968 gewann der Verein letztmals die deutsche Meisterschaft und stieg ein Jahr später erstmals ab. Seitdem wird der 1. FC Nürnberg oft als „Fahrstuhlmannschaft“ bezeichnet, denn es gelingt ihm nicht, sich dauerhaft in einer Liga zu etablieren; er stieg wiederholt ab und auf. Nach 39 Jahren ohne nationalen Titel gelang dem Verein 2007 mit dem DFB-Pokal-Sieg wieder ein Erfolg. In der Folgesaison stieg er aber wieder in die Zweitklassigkeit ab. Auf den sofortigen Wiederaufstieg folgte mit fünf Jahren die drittlängste Bundesliga-Zugehörigkeit der Vereinsgeschichte. Nach dem erneuten Abstieg 2013/14 spielte der Verein vier Jahre in der zweiten Liga, ehe 2018/19 wieder ein Jahr Bundesliga folgte. Mit dem neunten Abstieg aus der 1. Bundesliga wurde Nürnberg zum Rekordabsteiger. In der Ewigen Tabelle der Fußball-Bundesliga belegt der Verein Platz 15.
Die Heimspiele werden im Max-Morlock-Stadion ausgetragen, das 50.000 Zuschauer fasst. Das Trainingsgelände befindet sich rund einen Kilometer vom Stadion entfernt am Valznerweiher im Nürnberger Stadtteil Zerzabelshof.

## Geschichte
→ Ein ausführlicher historischer Überblick findet sich im Artikel Geschichte des 1. FC Nürnberg, eine tabellarische Übersicht unter Saisonbilanzen des 1. FC Nürnberg.

### Von der Gründung zum deutschen Spitzenverein

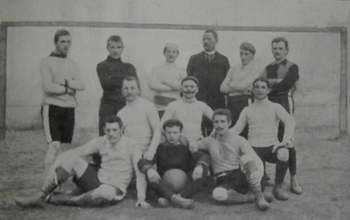
Erste Mannschaft aus dem Jahr 1902

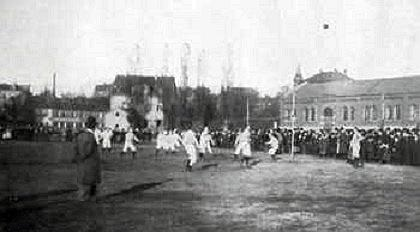
Erstes Fußballwettspiel gegen Bayern München 1901

| Saisonbilanzen 1905–1918 | Saisonbilanzen 1905–1918 | Saisonbilanzen 1905–1918 | Saisonbilanzen 1905–1918 |
| Saison | Platz                    | Tore                     | Punkte                   |
| --- | ------------------------ | ------------------------ | ------------------------ |
| 1905/06 | 1.                       |                          |                          |
| 1906/07 | 1.                       | 058:10                   | 16:0                     |
| 1907/08 | 1.                       | 037:06                   | 11:01                    |
| 1908/09 | 1.                       | 068:08                   | 15:01                    |
| 1909/10 | 1.                       | 073:08                   | 20:0                     |
| 1910/11 | 2.                       | 090:25                   | 30:06                    |
| 1911/12 | 4.                       | 055:35                   | 26:14                    |
| 1912/13 | 3.                       | 048:17                   | 18:10                    |
| 1913/14 | 2.                       | 038:23                   | 16:12                    |
| 1914/15 |                          |                          |                          |
| 1915/16 | 1.                       | 147:07                   | 34:0                     |
| 1916/17 | 1.                       | 071:09                   | 22:02                    |
| 1917/18 | 1.                       |                          |                          |
| 1905/06: Gau Nordbayern 1906/07–1909/10: Bezirksliga 1910/11–1913/14: Ostkreisliga 1914/15: Ostkreismeisterschaft nicht ausgetragen 1915/16: Gau Mittelfranken 1916/17: Bezirksliga |                          |                          |                          |

Den 1. FC Nürnberg gründeten im Mai 1900 18 Gymnasiasten als Rugby-Verein. Da hierfür jedoch 30 Spieler notwendig sind, beschloss man im Juni 1901, Fußball künftig nach den Regeln der englischen Football Association zu spielen. Am 29. September 1901 fand in Bamberg gegen den 1. FC 01 Bamberg das erste offizielle Spiel gegen einen anderen Fußballverein statt. Nürnberg gewann mit 2:0. Beim ersten Heimspiel auf der Deutschherrnwiese an der Pegnitz war ebenfalls 1901 der 1. FC Bamberg der Gegner, der am 20. Oktober mit 5:1 besiegt wurde. Am 6. November gab es schließlich die erste Niederlage der Vereinsgeschichte, ein 0:6 gegen den FC Bayern München. Ab diesem Zeitpunkt bemühten sich die Spieler unter Leitung ihres Mitspielers Fritz Servas aus Berlin um ein regelmäßiges und ernsthaftes Training. Ab 1904 nahm der 1. FC Nürnberg am erstmals organisierten regulären Spielbetrieb innerhalb der Stadt teil (Nürnberg-Fürther Meisterschaft) und gehörte 1905/06 zu den Gründungsmitgliedern der Bezirksliga Nordbayern, die bis 1909 die höchste Spielklasse war.
Die erste Saison beendete der 1. FC Nürnberg auf dem ersten Platz. 1906/07 gewann Nürnberg das Finale um die Ostkreismeisterschaft gegen den MTV München 1879 und war damit erstmals bayerischer Meister. Diesen Erfolg wiederholte der FCN 1907/08 und 1908/09. Angesichts der Dominanz in Bayern in diesen Jahren begann man, den 1. FCN nur noch als Club zu bezeichnen. Zum ganz großen Erfolg in Deutschland reichte es jedoch noch nicht.
Seit Februar 1908 spielten die Fußballer des FCN in Schweinau auf einem kleinen Sportplatz an der Maiachstraße, der eine kleine Holztribüne aufwies und ansonsten von Zuschauerwällen umgeben war. 1910 stellte der Club mit Ludwig „Fips“ Philipp seinen ersten Nationalspieler. Im selben Jahr ordnete der Süddeutsche Fußballverband den Spielbetrieb neu und gründete vier Ligen: Nord (Hessen), West (Pfalz), Süd (das heutige Baden-Württemberg) und Ost (Bayern). Die Nürnberger trafen auf weitere spielstarke Gegner und mussten sich daran gewöhnen, nicht mehr automatisch Erster zu werden. Stattdessen überflügelte Lokalrivale SpVgg Fürth als dreimaliger Ostkreismeister von 1912 bis zur süddeutschen Fußballmeisterschaft 1914 den FCN. Der Nachbar verfügte über ein modernes Stadion und war mit 3000 Mitgliedern größter Sportverein. Der 1. FC Nürnberg investierte daher in ein Fußballstadion. Am 24. August 1913 eröffnete der Verein im Nürnberger Vorort Zerzabelshof sein Sportgelände, das später nur noch Zabo genannt wurde. Das Stadion selbst fasste 8000 Zuschauer.
Nach dem Ausbruch des Ersten Weltkriegs fanden keine Endrunden mehr um die deutsche Meisterschaft statt. Somit bedeutete die süddeutsche Meisterschaft 1915/16, die der 1. FC Nürnberg gegen den FC Pfalz Ludwigshafen mit einem 4:1-Sieg errang, den damals höchstmöglichen Titelgewinn. Zum Erringen des „Eisernen Fußballs“ trugen bereits die späteren Meisterspieler Gustav Bark, Anton Kugler, Carl Riegel und Heiner Träg bei. Den Erfolg wiederholte das Team zwei Jahre später.

### Die Goldenen Zwanziger
| Saisonbilanzen 1918–1930 | Saisonbilanzen 1918–1930 | Saisonbilanzen 1918–1930 | Saisonbilanzen 1918–1930 |
| Saison | Platz                    | Tore                     | Punkte                   |
| --- | ------------------------ | ------------------------ | ------------------------ |
| 1918/19 | 1.                       |                          |                          |
| 1919/20 | 1.                       | 115:06                   | 36:0                     |
| 1920/21 | 1.                       | 085:08                   | 35:01                    |
| 1921/22 | 1.                       | 080:08                   | 26:02                    |
| 1922/23 | 2.                       | 039:12                   | 22:06                    |
| 1923/24 | 1.                       | 027:08                   | 20:08                    |
| 1924/25 | 1.                       | 044:13                   | 24:04                    |
| 1925/26 | 2.                       | 034:18                   | 18:10                    |
| 1926/27 | 1.                       | 064:17                   | 33:03                    |
| 1927/28 | 1.                       | 045:09                   | 23:05                    |
| 1928/29 | 1.                       | 051:15                   | 24:04                    |
| 1929/30 | 2.                       | 033:14                   | 22:06                    |
| grün: Gewinn der deutschen Meisterschaft 1918/19–1920/21: Bezirksliga 1921/22: Bezirksliga Gruppe 1 1922/23: Bezirksliga 1923/24–1926/27: Bayernliga 1927/28–1929/30:Bezirksliga |                          |                          |                          |

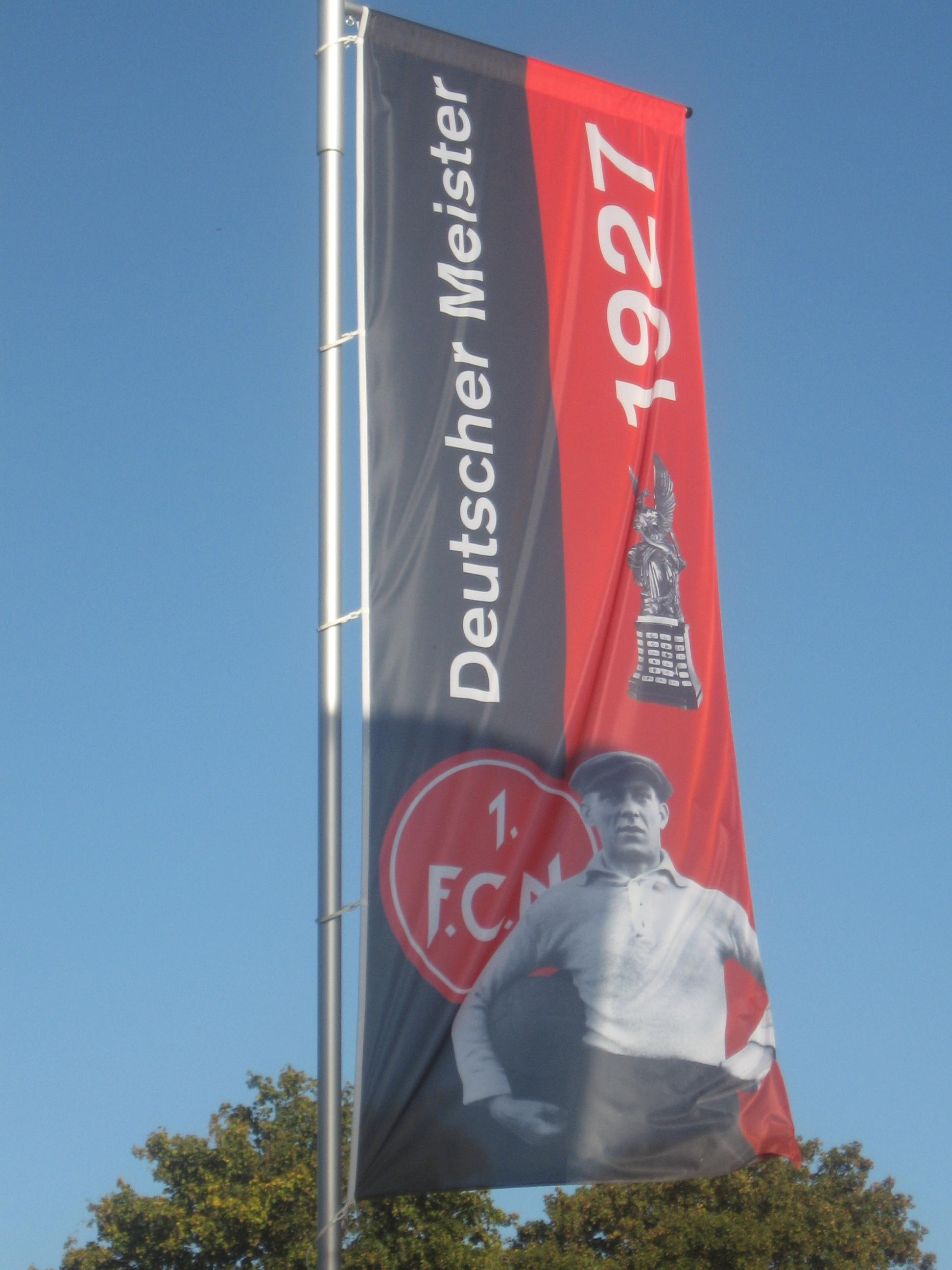
Heinrich Stuhlfauth stand bei allen Nürnberger Meisterschaften der 1920er Jahre im Tor.

Nach dem Ende des Ersten Weltkriegs gelang dem 1. FC Nürnberg der Start in das erfolgreichste Jahrzehnt seiner Vereinsgeschichte. Auslöser war ein Gastspiel des ungarischen Spitzenvereins MTK Budapest FC am 22. Juli 1919. In dessen Folge blieben Linksaußen Péter Szabó und Mittelstürmer Alfréd Spezi Schaffer in Nürnberg. Schaffer übernahm auch das Training und verfeinerte das ohnehin schon gute Nürnberger Fußballspiel mit ungarischer Raffinesse. Der Club gewann den süddeutschen Pokal 1919 und dominierte mit 115:6 Toren aus 18 Spielen seine Liga nach Belieben. Nach dem Sieg bei der süddeutschen Meisterschaft 1920 zog es Alfred Schaffer weiter. Doch auch ohne Schaffer waren die Nürnberger bei der Endrunde um die deutsche Meisterschaft 1920 nicht mehr zu bremsen. Ohne Gegentreffer zogen sie ins Finale gegen SpVgg Fürth ein und holten durch Treffer von Luitpold Popp und Péter Szabó mit einem 2:0 den ersten Meistertitel.
Dieser Erfolg konnte im folgenden Jahr wiederholt werden. Der FCN hatte sich noch mit dem Fürther Hans Sutor verstärkt und eigens für die Endrunde 1921 mit dem Ungarn Izidor „Dori“ Kürschner einen professionellen Trainer angestellt. Ohne Gegentor gelangte der Club ins Finale gegen Vorwärts 90 Berlin. Drei Treffer von Luitpold Popp und zwei Treffer von Heiner Träg ergaben in der Summe ein souveränes 5:0 und die Titelverteidigung.
1922 ging der Club als haushoher Favorit in die Endrundenspiele. Im Finale um die deutsche Meisterschaft 1922 fehlten Hans Sutor und der geniale Mittelläufer Hans Kalb verletzungsbedingt. Letzterer war nicht nur Kapitän, sondern auch Lenker des Spiels, was der Spruch „Club ohne Kalb – halb!“ ausdrückte. Nach über 180 Minuten stand es gegen den Hamburger SV nur 2:2. Das Spiel wurde abgebrochen und am 6. August wiederholt. Als die Nürnberger durch zwei Platzverweise gegen Willy Böß und Heiner Träg sowie Verletzungen von Anton Kugler und Luitpold Popp nur noch mit sieben Spielern auf dem Feld standen, wurde auch dieses Finalspiel nach 105 Minuten beim Stande von 1:1 abgebrochen. Später wurde der HSV zum Meister erklärt, verzichtete jedoch offiziell auf den Titel.

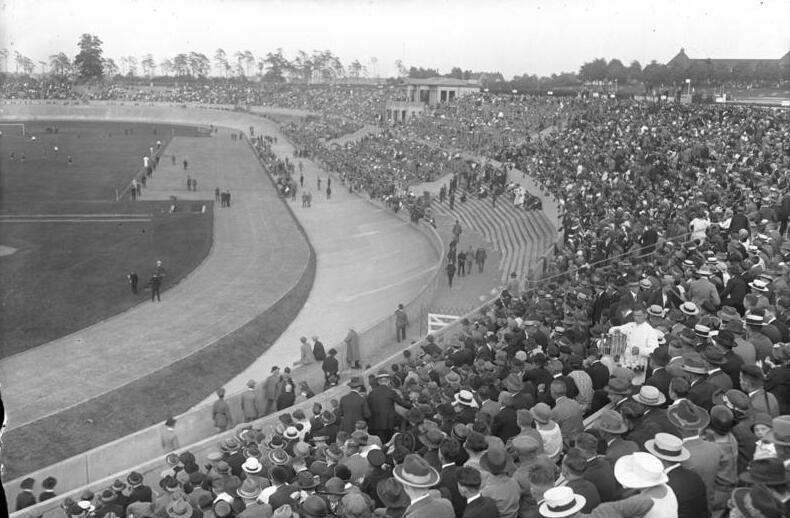
Meisterschaftsendspiel 1924 im Deutschen Stadion Berlin

Der HSV holte sich 1923 den Titel; die Endrunde 1924 führte schließlich zur Neuauflage des endlosen Endspiels von 1922. Der Club hatte sich inzwischen mit dem Ex-Fürther Hans „Bumbes“ Schmidt in der Abwehr und Georg Hochgesang als neuem Stürmer verstärkt. Das Finale gegen den HSV gewann der Club glatt mit 2:0. In der Endrunde brillierte die Mannschaft derart, dass die Fachzeitschrift Fußball urteilte: „Wohl noch nie hat ein Teilnehmer der Endrunde verdienter gewonnen, als … der 1. FCN.“
Auf internationaler Ebene dominierten die Spieler des 1. FCN und der SpVgg Fürth in diesem Jahr die deutsche Nationalelf. Sowohl beim in Nürnberg ausgetragenen Spiel gegen Österreich am 13. Januar (4:3-Sieg) als auch beim Auswärtsspiel gegen die Niederlande am 21. April in Amsterdam (1:0-Sieg) bestand diese nur aus Spielern der SpVgg und des Club. Angesichts der Fürther Konkurrenz war eine erneute Titelverteidigung kein Selbstläufer. Dennoch setzte man sich in der Liga erneut durch, wurde aber bei der Endrunde um die süddeutsche Meisterschaft nur Zweiter hinter dem VfR Mannheim. Doch in der Endrunde 1925 setzte sich der Club gegen alle Gegner durch und schlug schließlich im Finale auch den FSV Frankfurt. Die Nürnberger waren mit dieser vierten Meisterschaft alleiniger Rekordmeister vor dem VfB Leipzig.
Die erfolgreiche Clubelf kam in eine Phase des Umbruchs. Einige Meisterspieler wie Carl Riegel, und Hans Sutor beendeten in der Folge ihre Karriere oder hatten, wie Wolfgang Strobel und Anton Kugler, den Zenit überschritten. 1926 verpasste der 1. FC Nürnberg die Endrunde. Der Verein zog aus dem enttäuschenden Abschneiden die Konsequenzen und verpflichtete im Sommer 1926 mit dem Engländer Fred „Spiegelei“ Spiksley einen professionellen Trainer. Dieser integrierte erfolgreich Nachwuchsspieler wie Rechtsaußen Baptist Reinmann und Mittelstürmer Seppl Schmitt sowie die ehemaligen Reservespieler Georg Winter und Emil Köpplinger in der ersten Elf. Die Ostkreisliga gewann das neu formierte Team ebenso souverän wie die süddeutsche Meisterschaft und in der Endrunde um die deutsche Meisterschaft 1927 konnten weder der Hamburger SV noch 1860 München den Einzug ins Finale gegen den Berliner Verein Hertha BSC verhindern, das der Club mit 2:0 gewann.
Das Karriereende von Träg nach dem Gewinn der Meisterschaft läutete das langsame Ende der Goldenen Zwanziger für den FCN ein. 1928 wurde der FC Bayern München Ostkreis- und süddeutscher Meister. Den Wechsel von Georg Hochgesang zur Fortuna Düsseldorf konnte die Elf nach der Schwächephase 1928 zwar kompensieren, doch mit den alternden Größen wie Torwartlegende Stuhlfauth, Kapitän Kalb oder Verteidiger Popp reichte es bei der 1929er Endrunde nur zum Halbfinale, das gegen Hertha BSC verloren ging. Das in Nürnberg ausgetragene Finale gewannen dann ausgerechnet die Nachbarn aus Fürth. 1929/30 war dann erneut gegen die Berliner Hertha im Halbfinale Endstation (3:6).
Die 1920er Jahre sind bis heute die erfolgreichste Epoche in der Clubgeschichte. Fünf der neun Meisterschaften konnten in dieser Zeit errungen werden. Nur die Nachbarn von der SpVgg Fürth und der Hamburger SV im Norden konnten erfolgreich mit dem Club im Ringen um die deutsche Meisterschaft konkurrieren. Phasenweise stellte Nürnberg die halbe deutsche Nationalmannschaft, die mit Torwart Heiner Stuhlfauth und Kapitän Hans Kalb zwei ihrer wichtigsten Stützen beim FCN hatte. Die Spielkultur des FCN war unter anderem eine Motivation, weshalb Fußballpionier Walther Bensemann die Redaktion seines Fußballmagazins kicker nach Nürnberg verlegte, wo er freundschaftliche Kontakte zu zahlreichen Clubgrößen pflegte. Das erwähnte Aus gegen Hertha BSC 1930 kommentierte Bensemann: „Ich fürchte, daß den sieben fetten Jahren, sieben magere folgen werden.“

### Die 1930er Jahre und der Zweite Weltkrieg
| Saisonbilanzen 1930–1945 | Saisonbilanzen 1930–1945 | Saisonbilanzen 1930–1945 | Saisonbilanzen 1930–1945 |
| Saison | Platz                    | Tore                     | Punkte                   |
| --- | ------------------------ | ------------------------ | ------------------------ |
| 1930/31 | 2.                       | 050:14                   | 20:08                    |
| 1931/32 | 1.                       | 056:17                   | 30:06                    |
| 1932/33 | 1.                       | 068:19                   | 35:01                    |
| 1933/34 | 1.                       | 061:26                   | 34:10                    |
| 1934/35 | 2.                       | 043:26                   | 25:15                    |
| 1935/36 | 1.                       | 036:12                   | 31:05                    |
| 1936/37 | 1.                       | 047:16                   | 27:09                    |
| 1937/38 | 1.                       | 035:16                   | 27:09                    |
| 1938/39 | 5.                       | 028:33                   | 20:16                    |
| 1939/40 | 1.                       | 056:13                   | 29:07                    |
| 1940/41 | 2.                       | 052:24                   | 31:13                    |
| 1941/42 | 4.                       | 064:33                   | 29:15                    |
| 1942/43 | 1.                       | 125:17                   | 40:0                     |
| 1943/44 | 1.                       | 085:23                   | 28:08                    |
| 1944/45 | 2.                       |                          |                          |
| grün: Gewinn der deutschen Meisterschaft blau: Tschammerpokalsieg (das Finale 1935 lag zeitlich bereits in der Gauligasaison 1935/36) 1930/31–1932/33: Bezirksliga 1933/34–1941/42: Gauliga Bayern 1942/43–1943/44: Gauliga Nordbayern 1944/45: Gauliga Bayern/Mittelfranken; Saison nicht beendet |                          |                          |                          |

Walther Bensemanns Prophezeiung trat zunächst ein. Erst 1932 gelang wieder eine Endrundenteilnahme, doch war im Halbfinale gegen den FC Bayern München Schluss. Ein Jahr später kam das Aus für den Rekordmeister bereits in der Endrunde um die süddeutsche Meisterschaft. Weitaus wichtiger als diese sportliche Schwächephase des 1. FCN waren die politischen Entwicklungen. Die Stadt Nürnberg spielte beim Aufstieg der NSDAP unter Adolf Hitler eine zentrale Rolle. Ab 1927 veranstalteten die Nationalsozialisten dort ihre Reichsparteitage, zugleich erschien dort das nationalsozialistische Blatt Der Stürmer. Selbiges hetzte nach dem Halbfinalaus des Club von 1932 gegen dessen jüdischen Trainer Jenő Konrád: „Klub! Besinn Dich und wache auf. Gib Deinem Trainer eine Fahrkarte nach Jerusalem!“ Konrad floh daraufhin mit seiner Familie noch vor der Machtübernahme nach Wien. Vizepräsident Karl Müller bedauerte im Herbst 1932 noch Konrad als „untadeligen Menschen, dem bitteres Unrecht angetan worden ist.“ Wenige Monate später, nämlich bereits am 27. April 1933 und damit einige Monate vor der offiziellen Gleichschaltung der Vereine im Juli 1933, beschloss der Verein, mit Wirkung zum 1. Mai alle ihm angehörigen jüdischen Mitglieder auszuschließen, siehe auch Stuttgarter Erklärung (1933). Der zweite Vorsitzende Karl Müller, ab Mai 1935 auch neuer Präsident, sorgte für die Umsetzung des Beschlusses, der keine Spieler der ersten Mannschaft betraf. Betroffen waren mutmaßlich 143 und nachweislich (Stand 16. Juni 2021) 121 Mitglieder.
Der neue Reichssportführer Hans von Tschammer und Osten ordnete eine Neuordnung des Ligensystems an. Die Saison 1933/34 begann landesweit mit 16 Gauligen. Für die bayerischen Vereine bedeutete dies quasi eine Rückkehr zur 1927 abgeschafften Ostkreisliga. Zwar war dieser Beschluss politisch motiviert, er bedeutete jedoch aus sportlicher Sicht eine Verbesserung, da sich gleichwertigere Vereine in den Ligenspielen gegenüberstanden. Für die Fußballer des 1. FCN bedeutete dies aus sportlicher Sicht den Auftakt für vier hervorragende Jahre. Unter dem alten Lehrmeister Alfréd Schaffer als Trainer gelang der Aufbau einer neuen erfolgreichen Mannschaft, der mit Stürmer Seppl Schmitt und Verteidiger Luitpold Popp nur noch zwei Meister des Jahres 1927 angehörten. Insbesondere im Tor hatte Georg Köhl den großen Heiner Stuhlfauth ebenso erfolgreich abgelöst wie Heinz Carolin auf der Mittelläuferposition Hans Kalb. Hinzu kamen Verteidiger Willi Billmann, die Mittelfeldspieler Richard Oehm und Hans Uebelein sowie im Angriff Karl Gußner, Georg Friedel und Max Eiberger. Der FCN zog ins Finale um die deutsche Meisterschaft gegen den FC Schalke 04 ein. Das 2:1 für Schalke bedeutete die erste DM-Endspielniederlage in der Geschichte des Club.
Bereits im folgenden Jahr konnte sich der Club in einem neuen Wettbewerb revanchieren. Die Premiere des neuen Vereinspokals, des sogenannten Tschammer-Pokal, gewann der FCN im Finale gegen den FC Schalke 04. Treffer von Eiberger und „Schalke-Schreck“ Friedel brachten einen 2:0-Erfolg. Damit war der erste große Titel seit 1927 eingefahren und der deutsche Meister von 1934 und 1935 besiegt.
Das Pokalendspiel 1935 fand bereits mitten in der Saison 1935/36 statt. So dauerte es nur 7½ Monate, bis die Mannschaft nach dem 1935er Pokalsieg auch das Meisterschaftsendspiel 1936 gegen Fortuna Düsseldorf mit 2:1 nach Verlängerung gewann. Aus den goldenen Zwanzigern war nur noch Seppl Schmitt als Spieler der Meistermannschaft von 1927 verblieben.
Im Herbst 1936 übernahm Gyuri Orth das Training. Unter seiner Anleitung zog der Club erneut ins Finale um die deutsche Meisterschaft 1937 ein. Gegen die vom ehemaligen Club-Meisterspieler Hans „Bumbes“ Schmidt trainierten Schalker hatte der Club kaum Chancen und verlor am Ende verdient mit 0:2. Auf dieses verlorene Endspiel folgten für die verwöhnten Nürnberger wieder schlechtere Zeiten. Bei der DM-Endrunde 1938 war nach den Gruppenspielen Endstation, und in der Saison 1938/39 landete der FCN in der Gauliga nur auf dem fünften Tabellenplatz.
Der neue Trainer Alv Riemke organisierte erfolgreich einen erneuten Umbruch. Junge Spieler wie Alfred Pfänder im Sturm oder Wilhelm Sold als Mittelläufer rückten nach. Im Tschammer-Pokal, dessen 1939er Runde kriegsbedingt ins Jahr 1940 verlängert wurde, lief es für den Club sehr erfolgreich. Geführt vom überragenden Mittelläufer Sold gewann der 1. FC Nürnberg das im April 1940 ausgetragene Finale des 1939er Pokals gegen den SV Waldhof Mannheim mit 2:0.
Sechs Monate später stand der Club erneut im Pokalfinale, jedoch an entscheidender Stelle verändert. Mittelläufer Sold war nach Saarbrücken gewechselt, seinen Platz nahm George Kennemann ein. Das ausgeglichene Endspiel der Pokalrunde 1940 gegen den Dresdner SC unter Regie von Helmut Schön verlor der Club in der Verlängerung. Für die Nürnberger sollte dies das letzte Finalspiel für die nächsten acht Jahre sein.
Während des Zweiten Weltkrieges wurde der reguläre Spielbetrieb zwar weiter durchgeführt, angesichts der zahlreichen Soldaten in den Mannschaften fand dieser jedoch immer häufiger unter irregulären Bedingungen statt. Zwar war Hans „Bumbes“ Schmidt, der wieder das Training leitete, relativ erfolgreich in seinen Bemühungen, nicht nur die Club-Spieler immer wieder für Spiele von der Armee loszueisen, sondern gute Spieler aus ganz Deutschland nach Nürnberg zu locken. Dennoch blieben größere Erfolge aus, und das Zuschauerinteresse ging zurück. Dazu trug die Teilung der Gauliga Bayern in eine Nord- und eine Südgruppe ihr Übriges bei. Der letzte Höhepunkt vor dem Ende des Zweiten Weltkriegs war das Erreichen des Halbfinales bei der Endrunde um die deutsche Meisterschaft 1944. Wie 1940 beim Pokalfinale war der Dresdner SC Endstation. Zu diesem Zeitpunkt beklagte der Verein mit Alfred Pfänder, der bei Stalingrad vermisst wurde, und Stammtorwart Georg Köhl, bereits zwei gefallene Stammspieler. Die Saison 1944/45 wurde nicht mehr zu Ende gespielt. Das Stadion und Vereinsgelände in Zerzabelshof waren längst bei einem Bombenangriff zerstört worden, als mit dem 149. Derby gegen die SpVgg Fürth am 2. Februar 1945 das letzte Spiel vor Kriegsende ausgetragen wurde.
Bei einer Veranstaltung am 22. Januar 2013 wurden im Beisein der Tochter von Jenö Konrad symbolisch alle Vereinsausschlüsse nach dem 1933 erlassenen NS-„Arierparagrafen“ annulliert. Manager Martin Bader, der die Veranstaltung eröffnete, verlieh Jenö Konrad post mortem die Ehrenmitgliedschaft und nahm den Aufnahmeantrag von Tochter Evelyn entgegen.

### Die Nummer eins in der Oberliga Süd
| Saisonbilanzen 1945–1963                                     | Saisonbilanzen 1945–1963 | Saisonbilanzen 1945–1963 | Saisonbilanzen 1945–1963 |
| Saison                                                       | Platz                    | Tore                     | Punkte                   |
| ------------------------------------------------------------ | ------------------------ | ------------------------ | ------------------------ |
| 1945/46                                                      | 02.                      | 086:44                   | 45:15                    |
| 1946/47                                                      | 01.                      | 108:31                   | 62:14                    |
| 1947/48                                                      | 01.                      | 088:37                   | 60:16                    |
| 1948/49                                                      | 11.                      | 049:55                   | 27:33                    |
| 1949/50                                                      | 08.                      | 052:40                   | 31:29                    |
| 1950/51                                                      | 01.                      | 093:46                   | 47:21                    |
| 1951/52                                                      | 02.                      | 072:33                   | 43:17                    |
| 1952/53                                                      | 09.                      | 067:61                   | 29:31                    |
| 1953/54                                                      | 04.                      | 071:44                   | 38:22                    |
| 1954/55                                                      | 09.                      | 064:51                   | 29:31                    |
| 1955/56                                                      | 07.                      | 042:41                   | 31:29                    |
| 1956/57                                                      | 01.                      | 076:33                   | 47:13                    |
| 1957/58                                                      | 02.                      | 074:45                   | 41:19                    |
| 1958/59                                                      | 03.                      | 080:38                   | 43:17                    |
| 1959/60                                                      | 06.                      | 073:54                   | 34:26                    |
| 1960/61                                                      | 01.                      | 096:30                   | 48:12                    |
| 1961/62                                                      | 01.                      | 070:30                   | 43:17                    |
| 1962/63                                                      | 02.                      | 087:41                   | 41:19                    |
| grün: Gewinn der deutschen Meisterschaft blau: DFB-Pokalsieg |                          |                          |                          |

In den Jahren zwischen dem Ende des Zweiten Weltkriegs und der Gründung der Bundesliga 1963 gehörte der 1. FC Nürnberg ununterbrochen der damaligen Spitzenklasse, der insgesamt fünfgleisigen Oberliga, in der Süd-Staffel an. Mit der bereits 1945 ins Leben gerufenen Oberliga Süd gelang erstmals ein überregionaler Zusammenschluss der süddeutschen Spitzenvereine aus Bayern, Württemberg-Baden und Hessen. Der 1. FC Nürnberg rangiert in der ewigen Tabelle der Oberliga Süd auf Platz 1, wurde 1947 und 1948 als Meister der Liga auch gleichzeitig Amerikanischer Zonenmeister. Dennoch gelang es dem Club in diesen Jahren nicht, an die glorreichen Zeiten der 1920er anzuknüpfen. Zwischen der ersten Nachkriegsmeisterschaft 1948 und dem nächsten Titelgewinn 1961 liegen relativ magere Jahre in den 1950ern. Selbst ein Max Morlock in den eigenen Reihen, damals einer der besten Angreifer Deutschlands, und eine sehr kontinuierliche Trainerarbeit waren keine Garanten für den automatischen Erfolg. Franz „Bimbo“ Binder hatte allein von 1954 bis 1960 das Traineramt inne. Nürnberg setzte überwiegend auf Spieler aus Franken. Bei der Meisterschaft 1948 stammten mit Ausnahme von Torhüter Eduard „Edi“ Schaffer alle Spieler aus Franken.
Und auch 1961 stammten die meisten Spieler, auf die Binders Nachfolger Herbert Widmayer setzte, aus der eigenen Jugend: Zu nennen sind Stefan „Steff“ Reisch, Kurt Haseneder, Karl-Heinz Ferschl, Horst Leupold und Heinz Strehl sowie natürlich Senior Morlock als waschechter Nürnberger.
Die junge Nürnberger Mannschaft sorgte auch bei der erstmaligen Teilnahme am Europapokal der Landesmeister für Aufsehen. Im Viertelfinale scheiterte das Team zwar an Benfica Lissabon um Starspieler Eusébio; der 3:1-Hinspielsieg gilt allerdings bis heute als einer der Höhepunkte der Clubgeschichte. Im Rückspiel ging das Team jedoch mit 0:6 unter. Die Meisterschaft konnte die Club-Elf im Finale 1962 gegen den 1. FC Köln nicht verteidigen. Doch bereits drei Monate später gewann die Mannschaft im Niedersachsenstadion von Hannover den DFB-Pokal 1962 gegen die Fortuna aus Düsseldorf.
Die Qualifikation für die neu gegründete Bundesliga schaffte der 1. FC Nürnberg souverän. 1963 endete für den 1. FC Nürnberg die Zeit in der Oberliga Süd. In den 18 Jahren ihres Bestehens sammelte der Club insgesamt 739:381 Punkte und erzielte 1348:754 Tore. Damit führt er die ewige Tabelle der Liga an.

### Von der Bundesligagründung bis zum ersten Abstieg
| Saisonbilanzen 1963–1969                 | Saisonbilanzen 1963–1969 | Saisonbilanzen 1963–1969 | Saisonbilanzen 1963–1969 | Saisonbilanzen 1963–1969 | Saisonbilanzen 1963–1969 |
| Saison                                   | Platz                    | Tore                     | Punkte                   | Zuschauer                | Kader                    |
| ---------------------------------------- | ------------------------ | ------------------------ | ------------------------ | ------------------------ | ------------------------ |
| 1963/64                                  | 09.                      | 45:56                    | 29:31                    | 24.924                   | Kader                    |
| 1964/65                                  | 06.                      | 44:38                    | 32:28                    | 27.482                   | Kader                    |
| 1965/66                                  | 06.                      | 54:43                    | 39:29                    | 25.085                   | Kader                    |
| 1966/67                                  | 10.                      | 43:50                    | 34:34                    | 23.519                   | Kader                    |
| 1967/68                                  | 01.                      | 71:37                    | 47:21                    | 37.233                   | Kader                    |
| 1968/69                                  | 17.                      | 45:55                    | 29:39                    | 25.844                   | Kader                    |
| grün: Gewinn der deutschen Meisterschaft |                          |                          |                          |                          |                          |

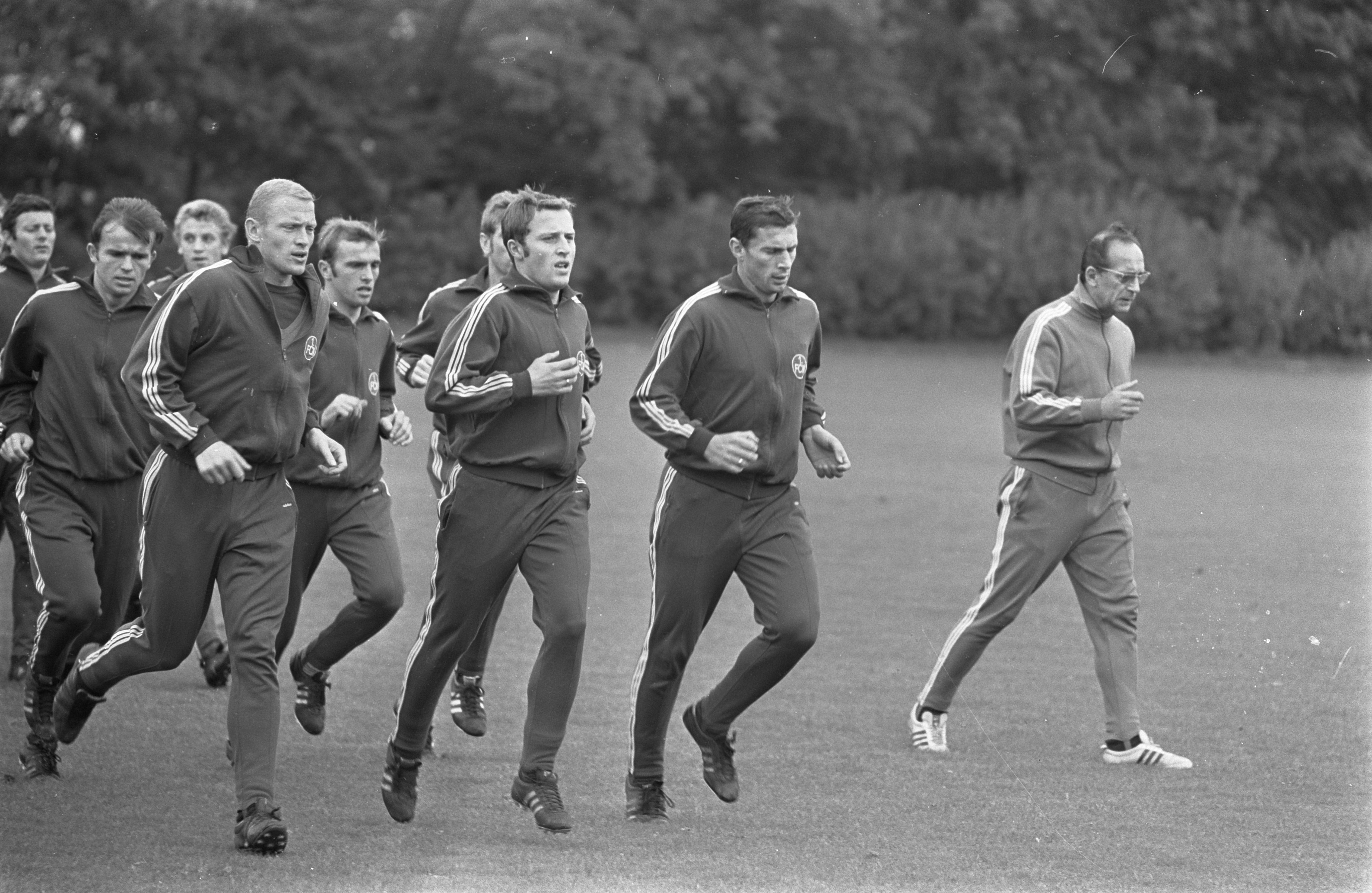
Training mit Max Merkel (rechts) vor dem Europapokalspiel in Amsterdam 1968

Die Vereinsführung des 1. FC Nürnberg stand der Gründung der Bundesliga, für die sich der Verein über die Zwölfjahreswertung qualifizierte, und der Einführung des Profitums skeptisch gegenüber. „Zur Struktur unserer Vereine passt das Profitum so wenig wie zum Journalismus das Pferdestehlen“, lautete ein Kommentar aus dem Vorstand. Dennoch hoffte man in Nürnberg nach den unmittelbar zuvor errungenen Erfolgen, eine gute Rolle in der Liga zu spielen. Die ersten vier Spielzeiten Bundesliga verliefen für den Club wenig erfolgreich. Zwei sechste Plätze waren die besten Ergebnisse, die die Mannschaft holte. Immerhin brachten diese die Qualifikation für den Messepokal, den Vorläufer des UEFA-Pokals. Doch der Club schied jeweils in der ersten Runde aus. Der 1. FCN verzeichnete auch die erste Trainerentlassung der Bundesligageschichte, als Widmayer 1963 gehen musste.
Mit dem Verkauf des vereinseigenen Stadions in Zerzabelshof finanzierte die Vereinsführung den Aufbau eines modernen Trainingsgeländes am Valznerweiher in unmittelbarer Nähe zur neuen Spielstätte, dem schon 1928 erbauten Städtischen Stadion. Damit sorgte der Verein für langfristig professionelle Trainingsbedingungen. Zugleich zeigte sich, dass die Meisterspieler von 1961 alleine kein Garant für einen Erfolg in der Bundesliga waren. Zudem hatte die große Integrationsfigur Max Morlock 1964 seine Karriere beendet. Es fehlte zunächst eine Führungspersönlichkeit. Nach einigen Transfers wie den Verpflichtungen von Georg Volkert und vor allem Franz Brungs, Zvezdan Čebinac und August Starek gelang 1968 unter Trainer Max Merkel die bisher einzige Meisterschaft in der Bundesliga. Diese war auch ein Ergebnis mannschaftlicher Geschlossenheit und eines eingespielten Teams. Lediglich fünfzehn Spieler kamen in dieser Saison für den Club in der Bundesliga zum Einsatz. Zugleich war diese Meisterschaft bis zum Pokalsieg 2007 der letzte Titelgewinn des 1. FC Nürnberg im Fußball.
1968 gab es auch einen internationalen Erfolg, als der 1. FC Nürnberg (zusammen mit 13 weiteren Mannschaften) den Intertoto-Cup gewann. In einer Gruppe mit dem RSC Anderlecht und Inter Mailand gewann der Club bis auf ein Unentschieden gegen die Belgier alle Spiele. Das damalige Turnier glich jedoch eher einer Testspielreihe als einem Europapokal.
In der folgenden Saison stieg der Club als Titelverteidiger aus der Bundesliga ab, was bis heute einmalig in der Bundesliga ist. Die Schuld wird meist bei Max Merkels großem Spielerumbruch ausgemacht, der vor der Saison 1968/69 zehn Spieler, darunter Meisterspieler wie Ferschl, Starek und Torjäger Brungs abgab. Mit den Neuverpflichtungen hatte Merkel den Club für den Europapokal konkurrenzfähig machen wollen. Stattdessen schied der FCN in der ersten Runde des Europapokals aus. Weitere Ursachen waren eine beispiellose Leistungsdichte im Verlauf der Saison 1968/69. Nürnberg als Absteiger landete nur neun Punkte hinter Vizemeister Aachen. Jedoch behauptet der Verteidiger Ferdinand Wenauer unbewiesen, dass der Nürnberger Torhüter Jürgen Rynio am vorletzten Spieltag beim 2:2 gegen die ebenfalls abstiegsbedrohten Dortmunder bestochen war:

„Bekannt ist, dass Borussia Dortmund unseren Torhüter Jürgen Rynio eingekauft hat, der im Schicksalsspiel, dem 2:2 gegen Dortmund, zumindest einen vermutlich haltbaren Treffer passieren ließ.“

Desaströs war der Abstieg nicht nur aus sportlicher, sondern auch aus finanzieller Sicht. Denn mit dem Bau des am 31. Oktober 1968 eingeweihten Trainingsgeländes hatte sich der Verein in der Hoffnung auf lukrative Einnahmen in Bundesliga und Europapokal verschuldet. Der 1. FC Nürnberg ging mit den modernsten Trainingsanlagen Europas in die Zweitklassigkeit; für sportliche Verstärkungen fehlten jedoch die finanziellen Mittel.

### Neun Jahre in der Zweitklassigkeit
| Saisonbilanzen 1969–1978                       | Saisonbilanzen 1969–1978 | Saisonbilanzen 1969–1978 | Saisonbilanzen 1969–1978 | Saisonbilanzen 1969–1978 | Saisonbilanzen 1969–1978 |
| Saison                                         | Platz                    | Tore                     | Punkte                   | Zuschauer                | Kader                    |
| ---------------------------------------------- | ------------------------ | ------------------------ | ------------------------ | ------------------------ | ------------------------ |
| 1969/70                                        | 3.                       | 64:29                    | 57:19                    | 12.184                   | –                        |
| 1970/71                                        | 1.                       | 81:39                    | 55:17                    | 13.278                   | –                        |
| 1971/72                                        | 9.                       | 49:62                    | 34:38                    | 13.944                   | –                        |
| 1972/73                                        | 5.                       | 61:52                    | 41:27                    | 14.353                   | –                        |
| 1973/74                                        | 2.                       | 63:42                    | 44:24                    | 18.588                   | –                        |
| 1974/75                                        | 6.                       | 70:52                    | 42:34                    | 13.131                   | Kader                    |
| 1975/76                                        | 2.                       | 78:42                    | 54:22                    | 19.586                   | Kader                    |
| 1976/77                                        | 5.                       | 77:51                    | 49:27                    | 10.799                   | Kader                    |
| 1977/78                                        | 2.                       | 75:46                    | 53:23                    | 16.340                   | Kader                    |
| orange: Regionalliga; ab 1974/75 2. Bundesliga |                          |                          |                          |                          |                          |

Nach nur sechs Jahren Zugehörigkeit zur Bundesliga musste der deutsche Rekordmeister wieder im regionalen Fußball antreten. Den zweitklassigen Unterbau der Bundesliga bildeten damals noch fünf Regionalligen (Süd, Südwest, West, Nord, Berlin), wobei die Regionalliga Süd das Gebiet der ehemaligen Oberliga Süd umfasste. Der sportliche Abstieg bedeutete, auf viele alte bekannte Gegner aus Oberligazeiten wie die SpVgg Fürth und den FC Schweinfurt, den Karlsruher SC und den VfR Mannheim zu treffen. Wie erwähnt, war der Verein finanziell schwer belastet, und der völlig unerwartete Abstieg traf die Führung schwer. Der Präsident Walter Luther musste sich mit dem Problem der Finanzierung des Wiederaufstiegs auseinandersetzen, statt den Verein wie geplant zu europäischen Erfolgen zu führen. Nach den ersten zwei Jahren in der Regionalliga wurde Luther durch den Handballer Hans Ehrt abgelöst, der in seiner Amtszeit bis 1977 den Schuldenberg von sechs Millionen D-Mark um zwei Millionen DM verkleinerte.

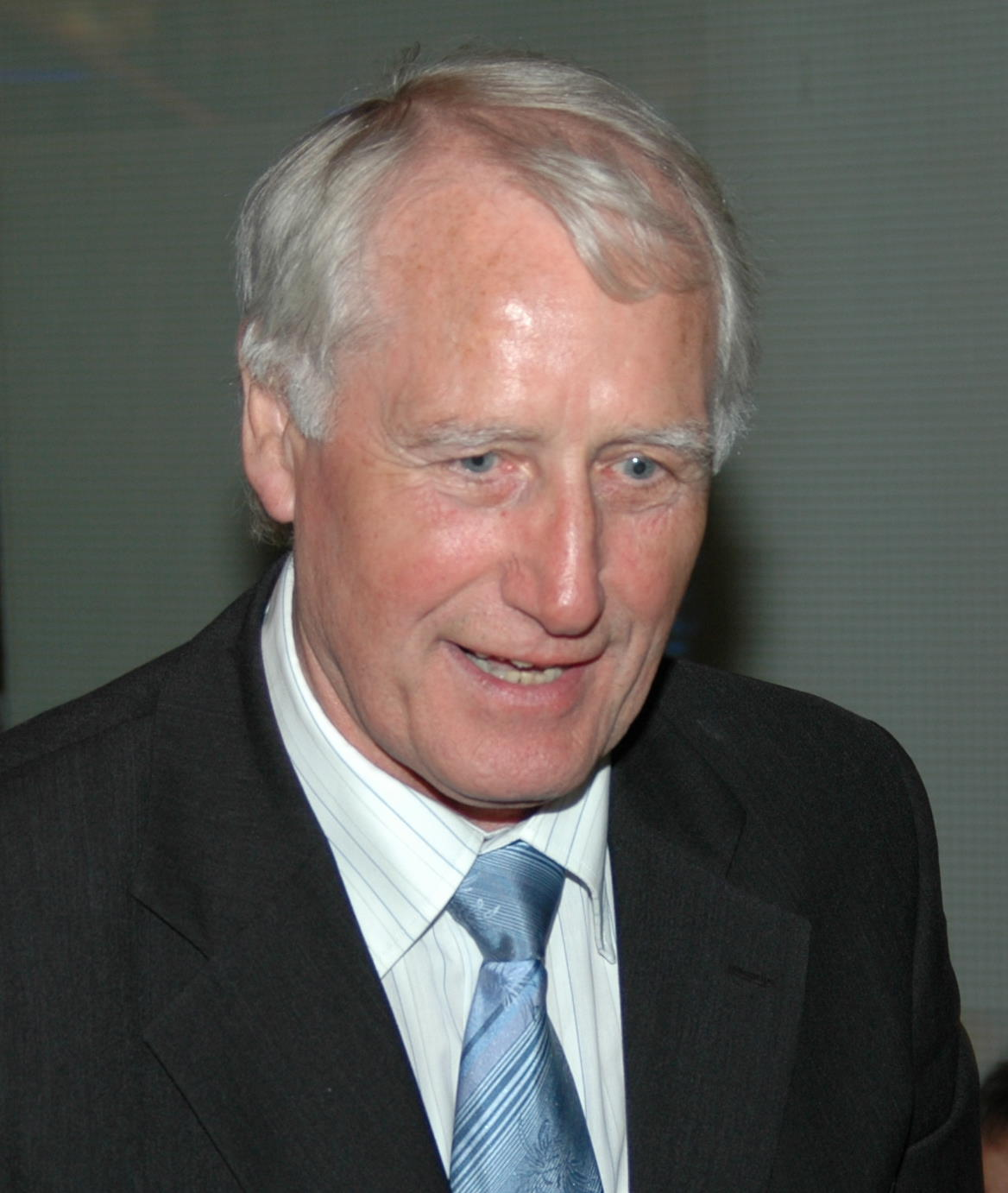
Hans Tilkowski 2005

In der Zweitklassigkeit verpasste der Club mehrmals den möglichen Wiederaufstieg in die Bundesliga. Die Mannschaft verfügte mit Dieter Nüssing, Kurt Geinzer und Slobodan Petrović Mitte der 1970er Jahre über ein Mittelfeld mit Bundesligaformat, und mit Hans Walitza stand ein treffsicherer Angreifer zur Verfügung, doch selbst die kontinuierliche Trainingsarbeit eines Hans Tilkowski von 1973 bis 1976 reichte nur für die Teilnahme an der Aufstiegsrunde und letztlich für die Qualifikation zur 1974 gegründeten (zu dieser Zeit in eine Nord- und eine Süd-Gruppe mit jeweils 20 Teams aufgeteilten) 2. Bundesliga. Dort fiel der Club für einige Zeit sogar hinter fränkische Konkurrenten wie Bayern Hof und den FC Schweinfurt 05 zurück. Nach acht Jahren Zweitklassigkeit resignierte auch das Publikum. So kamen zum letzten Heimspiel der Saison 1976/77 nur 1743 Zuschauer, die damit für den Minusrekord in der Vereinsgeschichte sorgten. Ohne seine Leistungsträger Nüssing, Geinzer, Pechthold und Hannakampf ging der Club ohne große Ambitionen in die Saison 1977/78, doch ausgerechnet am Ende dieser Saison gelang die langersehnte Rückkehr in das Fußballoberhaus. Aus der Jugend, die 1974 erstmals deutscher Jugendmeister wurde, hatten sich vielversprechende Talente wie Norbert Eder, Bertram Beierlorzer, Horst Weyerich, Peter Stocker und Reinhold Schöll entwickelt, die zusammen mit den verbliebenen Routiniers zunächst unter dem Trainer Horst Buhtz und dann unter Werner Kern den Aufstieg realisierten.

### Fahrstuhlmannschaft statt Europapokal
| Saisonbilanzen 1978–1994 | Saisonbilanzen 1978–1994 | Saisonbilanzen 1978–1994 | Saisonbilanzen 1978–1994 | Saisonbilanzen 1978–1994 | Saisonbilanzen 1978–1994 |
| Saison                   | Platz                    | Tore                     | Punkte                   | Zuschauer                | Kader                    |
| ------------------------ | ------------------------ | ------------------------ | ------------------------ | ------------------------ | ------------------------ |
| 1978/79                  | 17.                      | 36:67                    | 24:44                    | 34.422                   | Kader                    |
| 1979/80                  | 01.                      | 88:38                    | 61:19                    | 18.935                   | Kader                    |
| 1980/81                  | 14.                      | 47:57                    | 28:40                    | 28.122                   | Kader                    |
| 1981/82                  | 13.                      | 53:72                    | 28:40                    | 20.643                   | Kader                    |
| 1982/83                  | 14.                      | 44:70                    | 28:40                    | 17.821                   | Kader                    |
| 1983/84                  | 18.                      | 38:85                    | 14:54                    | 14.379                   | Kader                    |
| 1984/85                  | 01.                      | 71:45                    | 50:26                    | 14.388                   | Kader                    |
| 1985/86                  | 12.                      | 51:54                    | 29:39                    | 27.182                   | Kader                    |
| 1986/87                  | 09.                      | 62:62                    | 35:33                    | 25.275                   | Kader                    |
| 1987/88                  | 05.                      | 44:40                    | 37:31                    | 24.614                   | Kader                    |
| 1988/89                  | 14.                      | 36:54                    | 26:42                    | 17.458                   | Kader                    |
| 1989/90                  | 08.                      | 42:46                    | 33:35                    | 23.197                   | Kader                    |
| 1990/91                  | 15.                      | 40:54                    | 29:39                    | 21.929                   | Kader                    |
| 1991/92                  | 07.                      | 54:51                    | 43:33                    | 34.640                   | Kader                    |
| 1992/93                  | 13.                      | 30:47                    | 28:40                    | 31.135                   | Kader                    |
| 1993/94                  | 16.                      | 41:55                    | 28:40                    | 32.817                   | Kader                    |
| orange: 2. Bundesliga    |                          |                          |                          |                          |                          |

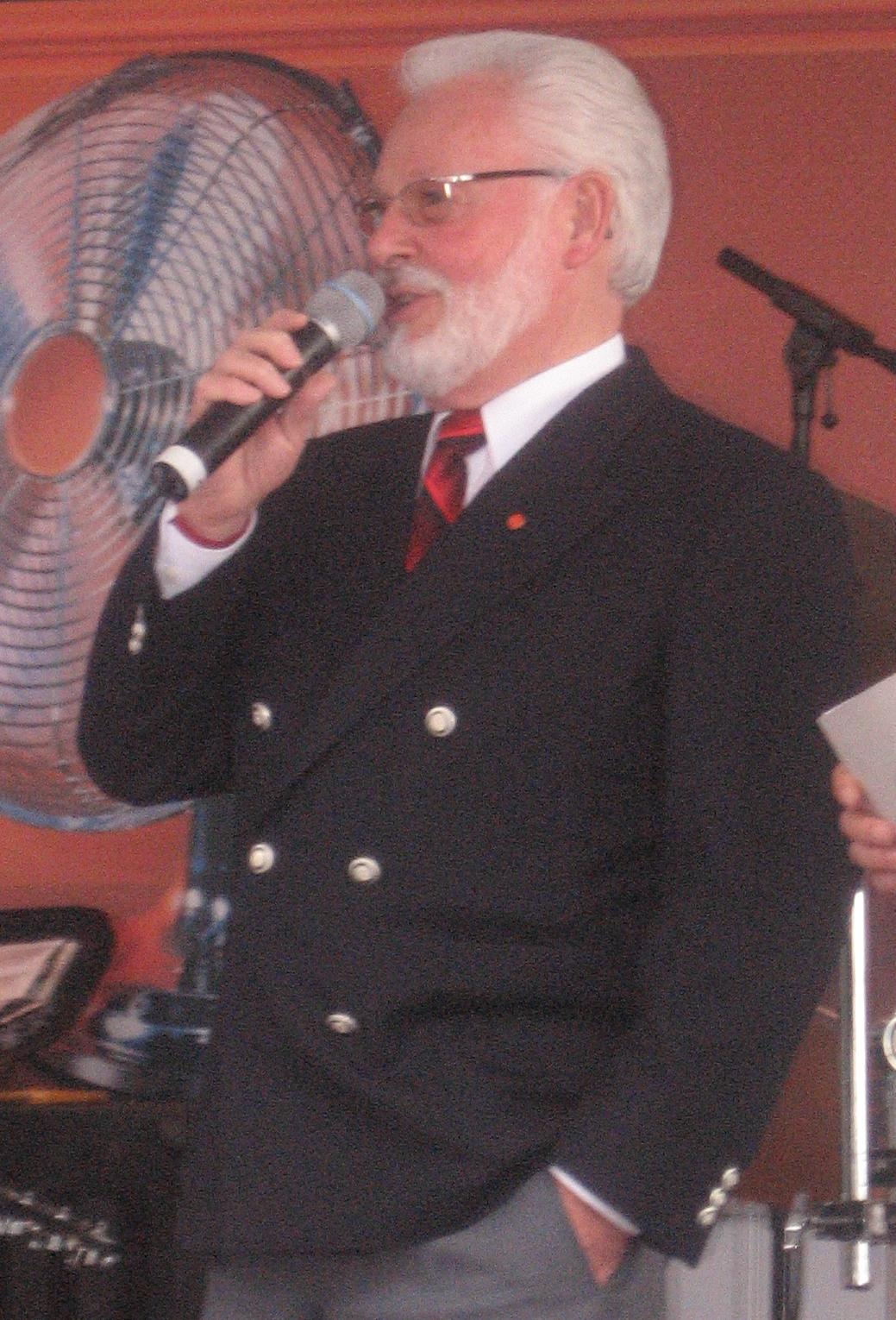
Michael A. Roth war – verteilt auf zwei Amtsperioden – über 19 Jahre Präsident des 1. FC Nürnberg.

Nach dem Ende der langen Zweitklassigkeit erfolgte 1979 gleich wieder der Abstieg aus der Bundesliga und 1980 der sofortige Wiederaufstieg. Aus dem Rekordmeister begann eine Fahrstuhlmannschaft zu werden. In der ersten Ära des Präsidenten Michael A. Roth, der 1979 auf Lothar Schmechtig folgte, plante dieser die Rückkehr in die Bundesligaspitze. Doch das Konzept mit Altstars wie Rudolf Kargus, Manfred Burgsmüller und Rüdiger Abramczik ging nicht auf. Spieler kamen und gingen, innerhalb von vier Spielzeiten verschliss der Verein zehn Trainer. Lediglich das verlorene DFB-Pokalfinale 1982 brachte Funktionären und Fans eine kurzzeitige Erinnerung an frühere Zeiten. Statt des geplanten internationalen Geschäfts folgte 1983/84 nach einer katastrophalen Saison ohne jeden Auswärtspunkt der erneute Abstieg.
Roth trat zurück und wurde durch Gerd Schmelzer abgelöst. Immerhin war der Verein zu diesem Zeitpunkt weitgehend schuldenfrei. Schmelzer verlängerte mit dem Abstiegstrainer Heinz Höher. Die folgende Zweitligasaison wurde zum Wendepunkt. Als im Oktober 1984 die erfahrenen Spieler wie Udo Horsmann und Rudi Kargus die weitere Zusammenarbeit mit Trainer Höher verweigerten, wurden diese entlassen. Um junge Spieler wie Hans Dorfner, Dieter Eckstein, Roland Grahammer und Stefan Reuter entstand die als Club-Fohlen bekannte Mannschaft, die nicht nur den sofortigen Wiederaufstieg schaffte, sondern in der Saison 1987/88 als Tabellenfünfter sogar die Qualifikation für den UEFA-Pokal. Neben den Aufstiegshelden waren die später hinzugekommenen Spieler wie Joachim Philipkowski und Anders Giske in der Abwehr, Manfred Schwabl im Mittelfeld, Jørn Andersen als Torjäger und schließlich Andreas Köpke im Tor wesentliche Garanten des Erfolgs. Die Jahre von 1985 bis 1988 waren eine der wenigen Phasen in der jüngeren Club-Geschichte, in der Trainer, Präsident und Mannschaft in einem ruhigen Umfeld arbeiten konnten.

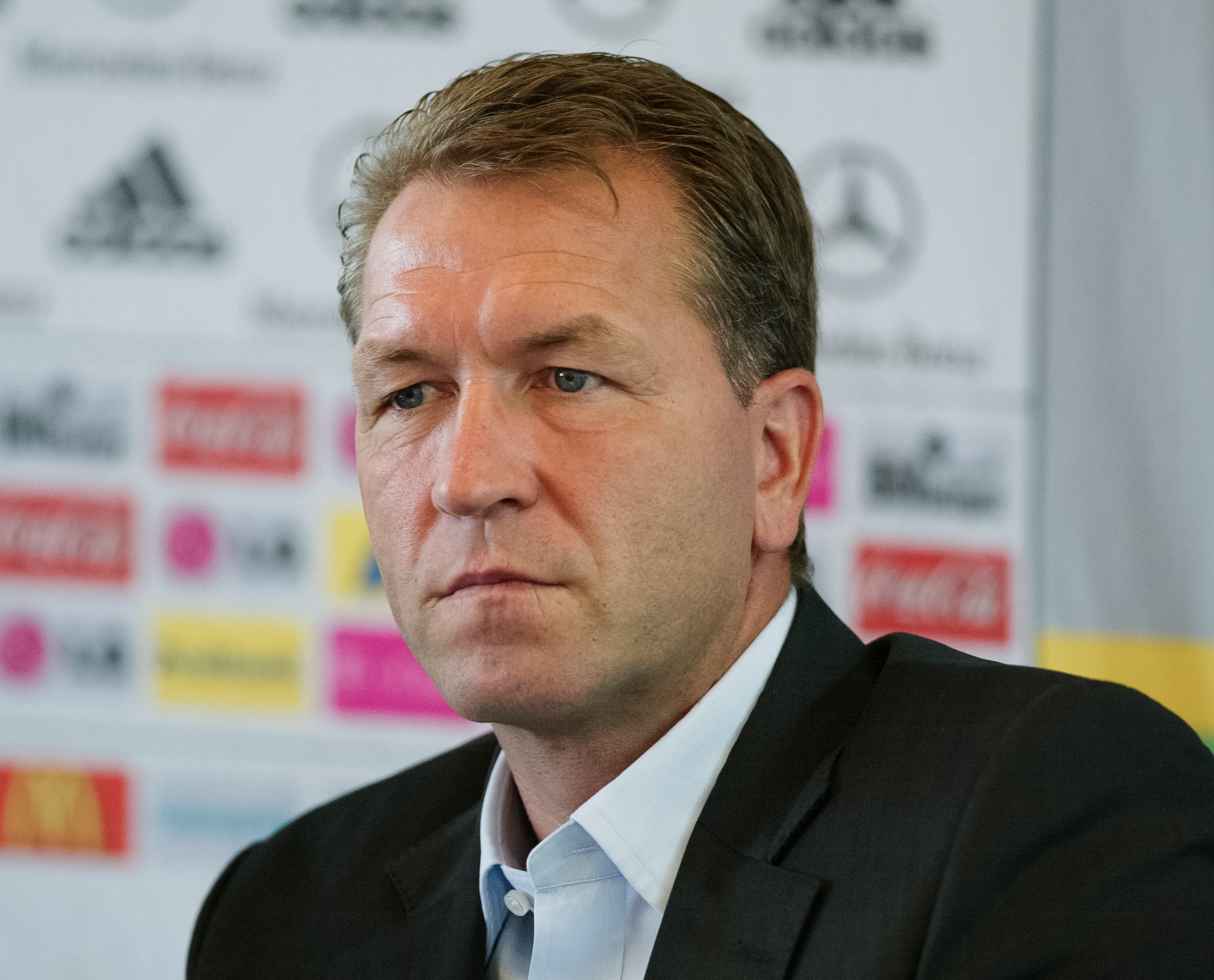
Andreas Köpke 2006

Parallel zum sportlichen Erfolg begann das Vereinspräsidium um den Präsidenten Schmelzer und den Schatzmeister Böbel sein Konzept des „Club 2000“ umzusetzen. Das sah nicht nur die Etablierung der Mannschaft in der Spitzenklasse vor, sondern auch einen Stadionneubau, die Sanierung des Vereinsgeländes und die Zukunftssicherung des Vereins durch die Verpachtung eines Grundstücks auf dem Vereinsgelände an eine Hotelkette. Die Kosten für die Modernisierung von Stadion und Trainingsgelände, eine ungeschickte Transferpolitik und schließlich Steuerhinterziehung und Schiedsrichterbestechung führten den Club bis 1994 zurück in die 2. Bundesliga und kurz vor den finanziellen Ruin. Lediglich die Paraden des Nationaltorhüters Andreas Köpke verhinderten einen frühzeitigeren Absturz. Der siebte Tabellenplatz 1991/92 unter Willi Entenmann blieb nur ein kurzzeitiger Erfolg. Das neue Präsidium um Sven Oberhof, Schmelzers Nachfolger, hatte diesen durch hohe Ablösesummen für die Rückkehrer Dorfner, Eckstein und Zárate teuer erkauft. Nach dieser Saison mussten die Leistungsträger abgegeben werden. Als schließlich der Schuldenstand mit 23 Millionen D-Mark einen neuen Rekord erreicht hatte, war innerhalb kurzer Zeit nicht nur Oberhofs Amtszeit vorüber. Sein Schatzmeister Böbel musste wegen Unterschlagung von Vereinsvermögen und Steuerhinterziehung sogar ins Gefängnis. Der neue Präsident Gerhard Voack trug nicht dazu bei, den Verein zur Ruhe zu bringen. Zwar galt der Kader der Saison 1993/94 dank der Rückkehr Zarates, Golkes und Schwabls sowie der Verpflichtung von Alain Sutter und Luboš Kubík durchaus als konkurrenzfähig. Voack verkaufte aber zunächst den Publikumsliebling Eckstein und entließ dann den Trainer Entenmann nach einem 2:0-Sieg über Bayern München. Das Saisonfinale mit dem Phantomtor im Spiel beim FC Bayern München brachte den vierten Abstieg. Damit endete die längste ununterbrochene Bundesligazugehörigkeit des 1. FC Nürnberg.

### Von der Regionalliga zum DFB-Pokal-Sieg
| Saisonbilanzen 1994–2007                                                       | Saisonbilanzen 1994–2007 | Saisonbilanzen 1994–2007 | Saisonbilanzen 1994–2007 | Saisonbilanzen 1994–2007 | Saisonbilanzen 1994–2007 |
| Saison                                                                         | Platz                    | Tore                     | Punkte                   | Zuschauer                | Kader                    |
| ------------------------------------------------------------------------------ | ------------------------ | ------------------------ | ------------------------ | ------------------------ | ------------------------ |
| 1994/95                                                                        | 15.                      | 38:47                    | 30:38                    | 14.954                   | Kader                    |
| 1995/96                                                                        | 17.                      | 33:40                    | 33                       | 15.158                   | Kader                    |
| 1996/97                                                                        | 01.                      | 75:26                    | 80                       | 15.328                   | –                        |
| 1997/98                                                                        | 03.                      | 52:35                    | 59                       | 22.010                   | Kader                    |
| 1998/99                                                                        | 16.                      | 40:50                    | 37                       | 34.994                   | Kader                    |
| 1999/00                                                                        | 04.                      | 54:46                    | 55                       | 17.279                   | Kader                    |
| 2000/01                                                                        | 01.                      | 58:35                    | 65                       | 20.356                   | Kader                    |
| 2001/02                                                                        | 15.                      | 34:57                    | 34                       | 29.736                   | Kader                    |
| 2002/03                                                                        | 17.                      | 33:60                    | 30                       | 27.533                   | Kader                    |
| 2003/04                                                                        | 01.                      | 68:45                    | 61                       | 14.702                   | Kader                    |
| 2004/05                                                                        | 14.                      | 55:63                    | 38                       | 29.549                   | Kader                    |
| 2005/06                                                                        | 08.                      | 49:51                    | 44                       | 30.756                   | Kader                    |
| 2006/07                                                                        | 06.                      | 43:32                    | 48                       | 41.015                   | Kader                    |
| orange: 2. Bundesliga gelb: drittklassige Regionalliga Süd blau: DFB-Pokalsieg |                          |                          |                          |                          |                          |

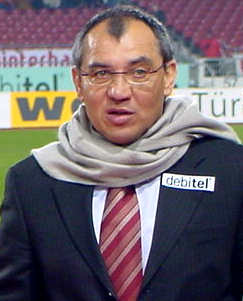
Felix Magath 2006

Nach dem Rücktritt Voacks und einem kurzen Intermezzo von Georg Haas als Vereinspräsident kehrte im Oktober 1994 Michael A. Roth in das Präsidentenamt (offiziell im März 1995) zurück. Er setzte zunächst seinen Plan durch, aus dem 1. FC Nürnberg einen Dachverband zu machen, dem die bisherigen Abteilungen als eigenständige Vereine angehören. Damit trennte er die finanziellen Risiken des Profifußballs von den anderen Abteilungen. Zugleich gelang es ihm, dank langfristiger Werbeverträge für seinen Teppichkonzern sowie persönlicher Bürgschaften bis Oktober 1995 die Schulden auf 11,6 Millionen D-Mark zu drücken und den Verein vor einem Lizenzentzug zu bewahren. Der zwischenzeitliche Tiefpunkt des Abstiegs in die drittklassige Regionalliga Süd wurde jedoch zum Wendepunkt.
Finanziell besser aufgestellt, gelang unter Trainer Willi Entenmann der sofortige Wiederaufstieg in die 2. Bundesliga. Mit Felix Magath als Übungsleiter gelang der Durchmarsch durch die 2. Bundesliga in die Bundesliga. Magath warf noch vor Saisonstart das Handtuch, und auch Nachfolger Willi Reimann blieb nur kurz. Unter Friedel Rausch und mit Rückkehrer Andreas Köpke verpasste der Club im dramatischen Finale der Saison 1998/99 nur wegen der geringeren Anzahl geschossener Tore den Klassenerhalt. Der 1. FC Nürnberg pendelte nun als typische Fahrstuhlmannschaft zwischen erster und zweiter Liga. Allerdings setzte der Verein nicht mehr auf Hau-Ruck-Aktionen, sondern stellte finanzielle Solidität vor den erzwungenen Erfolg. Mit Trainer Klaus Augenthaler und einem Team mit jungen Talenten wie David Jarolím, Nils-Eric Johansson und Frank Wiblishauser gelang zwei Jahre später der erneute Aufstieg.

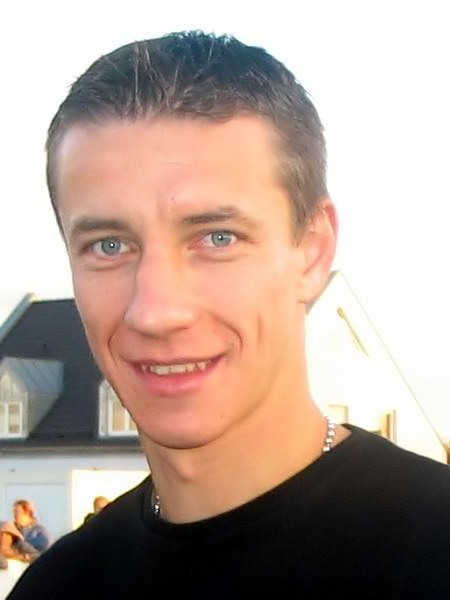
Torschützenkönig Marek Mintál

Aus dem jährlichen Wechsel der Liga seit 1996 wurde nun ein Zwei-Jahres-Rhythmus. Dem Aufsteiger gelang 2001/02 der Klassenerhalt, doch in der folgenden Saison konnten weder Klaus Augenthaler noch sein kurz vor Saisonende verpflichteter Nachfolger Wolfgang Wolf den insgesamt sechsten Abstieg verhindern. Von fünf Spielern aus dem ehemaligen Jugoslawien hatte lediglich Rückkehrer Saša Ćirić die notwendige Klasse bewiesen.
Trotz der erneuten vorzeitigen Trainerentlassung war der 1. FC Nürnberg deutlich mehr um Kontinuität bemüht. Das Duo Augenthaler/Geenen hatte immerhin fast drei Jahre die sportliche Verantwortung innegehabt, und auch Nachfolger Wolf sollte mit zweieinhalb Jahren eine für Nürnberger Verhältnisse lange Amtszeit haben. Ihm gelang mit einer Mannschaft, die er gemeinsam mit Sportdirektor Martin Bader um zumeist wenig bekannte Spieler verstärkte, der Aufstieg und dann der Klassenerhalt. Insbesondere das slowakische Duo Marek Mintál und Róbert Vittek erwies sich als absoluter Glücksgriff. Mintál gelang das Kunststück, sowohl in der 2. Bundesliga als auch in der Bundesliga Torschützenkönig zu werden.

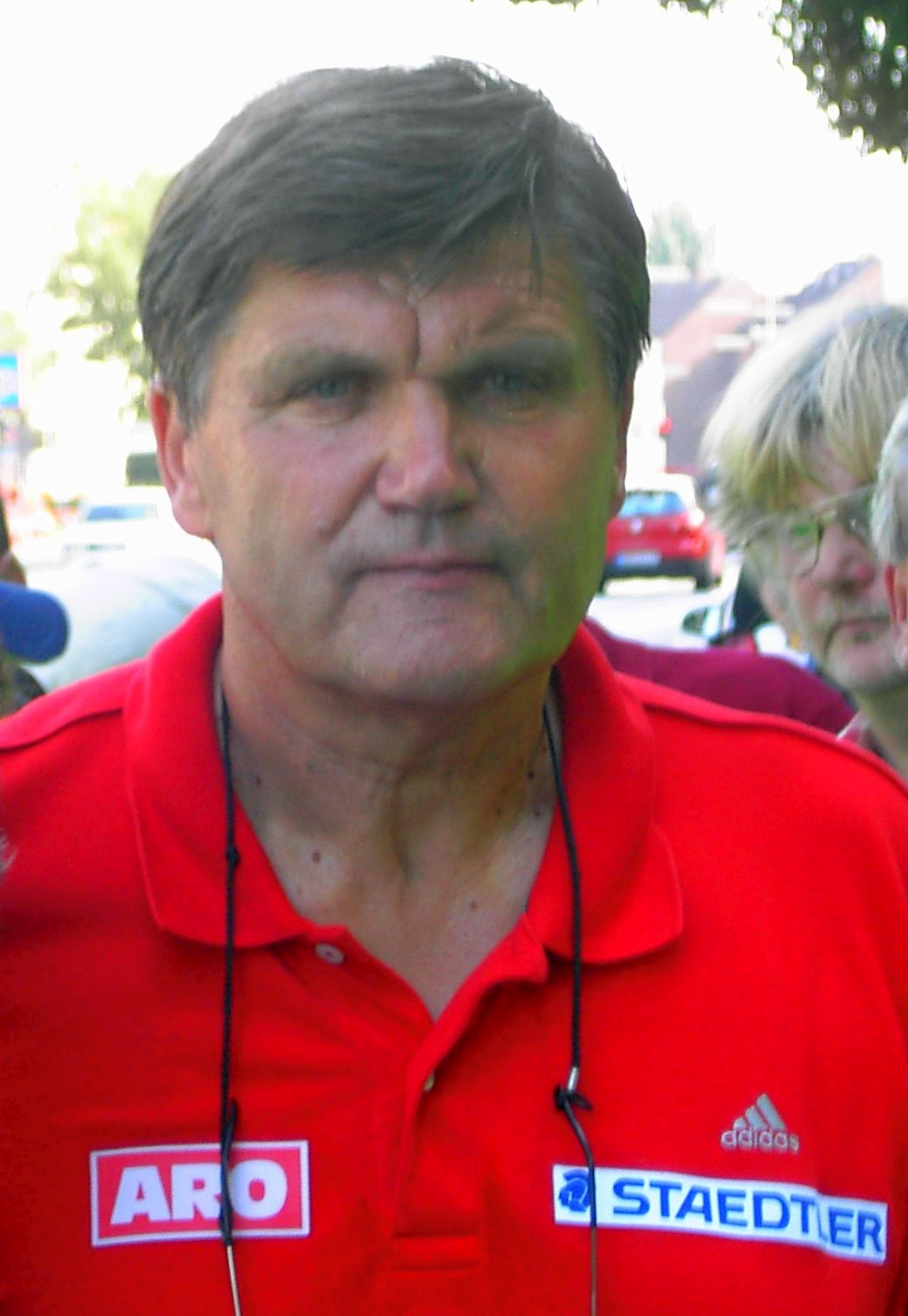
Hans Meyer, Trainer 2005 bis 2008

In der Saison 2005/06 gelang es dank des erneuten Klassenerhalts, dass der 1. FC Nürnberg erstmals seit den frühen 1990ern drei Spielzeiten hintereinander in derselben Spielklasse spielt. Ermöglicht hatte diesen Erfolg der neue Trainer Hans Meyer. Nachdem er am 13. Spieltag den Tabellenletzten übernommen hatte, gelang es ihm, die Mannschaft zu stabilisieren und noch in der Vorrunde auf einen Nichtabstiegsplatz zu führen. Dank des aufblühenden Sturms um Róbert Vittek, der in der Rückrunde 16 Tore erzielte, Iwan Sajenko und Stefan Kießling wurde Nürnberg zum viertbesten Rückrundenteam.
Nach der Spielzeit blieb der Großteil der Stammspieler beim Verein. Lediglich Publikumsliebling Stefan Kießling verließ den Club für eine Ablösesumme von 5 Millionen Euro. Mit diesem Transfer hatte der Verein nach dieser Saison endlich wieder eine solide finanzielle Basis erreicht und konnte mit dem Kapitän der tschechischen Nationalmannschaft, Tomáš Galásek von Ajax Amsterdam, einen spektakulären Neuzugang vermelden. 2006/07 konnte das Team unter Meyer nahtlos an die Vorsaison anknüpfen. Am Saisonende stand der 1. FC Nürnberg auf dem sechsten Platz. Wichtiger noch war der Gewinn des DFB-Pokals 2006/07. Dieser bedeutete den ersten nationalen Titel seit 1968 und die Qualifikation für den UEFA-Pokal sowie erstmals in der Vereinsgeschichte für den DFL-Ligapokal.

### Erneuter Abstieg, direkter Wiederaufstieg und fünf Jahre Bundesliga (2007–2014)
| Saisonbilanzen 2007–2014 | Saisonbilanzen 2007–2014 | Saisonbilanzen 2007–2014 | Saisonbilanzen 2007–2014 | Saisonbilanzen 2007–2014 | Saisonbilanzen 2007–2014 |
| Saison                   | Platz                    | Tore                     | Punkte                   | Zuschauer                | Kader                    |
| ------------------------ | ------------------------ | ------------------------ | ------------------------ | ------------------------ | ------------------------ |
| 2007/08                  | 16.                      | 35:51                    | 31                       | 43.300                   | Kader                    |
| 2008/09                  | 03.                      | 51:29                    | 60                       | 33.544                   | Kader                    |
| 2009/10                  | 16.                      | 32:58                    | 31                       | 42.335                   | Kader                    |
| 2010/11                  | 06.                      | 47:45                    | 47                       | 42.020                   | Kader                    |
| 2011/12                  | 10.                      | 38:49                    | 42                       | 41.968                   | Kader                    |
| 2012/13                  | 10.                      | 39:47                    | 44                       | 41.518                   | Kader                    |
| 2013/14                  | 17.                      | 37:70                    | 26                       | 40.412                   | Kader                    |
| orange: 2. Bundesliga    |                          |                          |                          |                          |                          |

Der DFB-Pokalsieg und die anschließenden guten Spiele im UEFA-Pokal 2007/08, in dem die Runde der letzten 32 erreicht wurde, waren nur ein kurzer Höhenflug. Obwohl bis auf Stammtorhüter Raphael Schäfer und Angreifer Markus Schroth der Kern der Pokalsiegermannschaft in Nürnberg blieb und die Mannschaft mit Spielern wie Angelos Charisteas, Zvjezdan Misimović und Peer Kluge verstärkt worden war, lief es in der Saison 2007/08 schon zur Hinrunde nicht. Nach verpatztem Rückrundenstart wurde Trainer Hans Meyer entlassen. Doch auch sein Nachfolger Thomas von Heesen konnte den Abstieg nicht verhindern, der nach dem letzten Spieltag feststand. Neben Verletzungspech war vor allem die mit Abstand schlechteste Chancenverwertung der Liga die Ursache für den siebten Bundesligaabstieg der Vereinsgeschichte. In der Saison gab es auch zwei außersportliche Vorfälle: Das Spiel bei Eintracht Frankfurt wurde unterbrochen, da Nürnberger Fans Feuerwerkskörper auf das Spielfeld geworfen hatten; das darauf folgende Heimspiel gegen den VfL Wolfsburg wurde zum ersten Spiel in der Bundesligageschichte, das wegen zu starken Regens abgebrochen wurde.

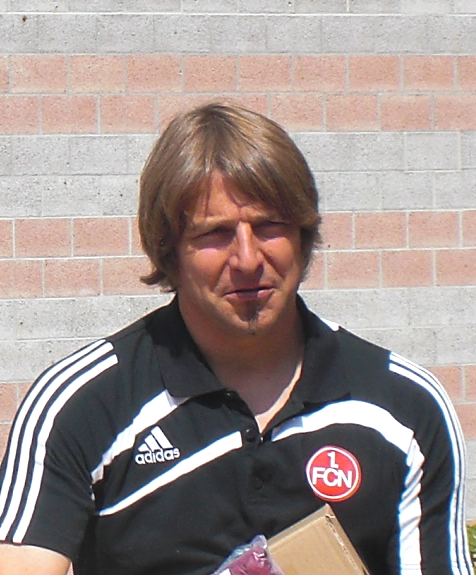
Aufstiegstrainer Michael Oenning

Für die folgende Zweitligasaison 2008/09 plante der Verein, mit erfahrenen Bundesligaspielern den sofortigen Wiederaufstieg zu erreichen. Nachdem man durch die Einnahmen aus dem Pokalsieg und den UEFA-Cup-Spielen schuldenfrei geworden war, stemmte man nun einen 17,8-Millionen-Euro-Etat, der länger als eine Spielzeit nicht möglich gewesen wäre. Das Konzept ging jedoch nur zum Teil auf. Bereits nach dem zweiten Spieltag erklärte Thomas von Heesen am 28. August 2008 nach interner Kritik seinen Rücktritt als Cheftrainer. Sein Nachfolger wurde dessen Co-Trainer Michael Oenning. Nach einem schwachen Saisonstart erreichte Nürnberg durch eine Mannschaft, in der viele junge Spieler eingesetzt wurden, noch den dritten Tabellenplatz, der zu zwei Relegationsspielen gegen den Sechzehnten der Bundesliga, Energie Cottbus, berechtigte. In diesen Spielen konnte sich der Club mit 3:0 und 2:0 durchsetzen, womit die Rückkehr in die erste Liga gelang. Zudem wurde Marek Mintál mit 16 Treffern erneut Torschützenkönig, und Raphael Schäfer überstand 945 Minuten ohne Heimgegentor, was einen neuen Rekord für die 2. Bundesliga bedeutete. Finanziell hatte das Zweitligajahr einen Fehlbetrag von 5,8 Millionen Euro nach Steuern verursacht, darunter 1,2 Millionen Euro Bankschulden.
Acht Tage nach dem erfolgreichen Aufstieg legte Präsident Michael A. Roth sein Amt nach 14 Jahren mit sofortiger Wirkung nieder. Sein Nachfolger wurde zunächst kommissarisch Franz Schäfer, den die Mitgliederversammlung am 13. Oktober 2009 im Amt bestätigte. Am selben Tag wurde bei der Mitgliederversammlung eine Satzungsänderung vorgenommen, wodurch es seit Oktober 2010 keine ehrenamtlichen Präsidenten mehr, sondern einen hauptamtlichen Vorstand gibt.
In die Saison 2009/10 startete Nürnberg mit dem kaum veränderten Aufstiegskader; jedoch ohne Leistungsträger Stefan Reinartz. Da der Club die Hinrunde auf dem vorletzten Platz beendete, wurde Michael Oenning am 21. Dezember 2009 entlassen. Sein Nachfolger wurde Dieter Hecking. Als Verstärkungen wurden mehrere Spieler geliehen, etwa die Bayern Andreas Ottl und Breno; am Ende erreichte der Verein noch den 16. Tabellenplatz. In den erneuten Relegationsspielen sicherte sich der 1. FC Nürnberg mit zwei Siegen über den FC Augsburg (1:0 und 2:0) den Klassenerhalt.
Am 7. Oktober 2010 trat die ein Jahr zuvor beschlossene Satzungsreform in Kraft. Das bisherige Präsidium um Franz Schäfer wurde aufgelöst; an seine Stelle trat ein hauptamtlicher Vorstand mit den Mitgliedern Martin Bader und Ralf Woy, die bis dahin hauptamtliche Vizepräsidenten waren. Gleichzeitig wurde der Aufsichtsrat von sechs auf neun Mitglieder vergrößert.
Für die Saison 2010/11 setzte der Verein erneut auf zahlreiche Leihspieler. Als feste Verpflichtung sollte hingegen Timmy Simons für mehr Stabilität sorgen. Auffällig war vor allem das Dreieck aus İlkay Gündoğan, Mehmet Ekici und Julian Schieber, das entscheidenden Anteil daran hatte, dass sich der 1. FCN schon frühzeitig den Klassenerhalt sicherte und die Spielzeit schließlich auf dem sechsten Platz abschloss. Neben dem Offensivtrio verließen am Saisonende auch die langjährigen Publikumslieblinge Mintál und Wolf den Verein, sodass erneut ein größerer Umbruch bevorstand.
In der darauffolgenden Saison 2011/12 setzte der Verein weniger auf Leihspieler. Stattdessen zahlte er für Stürmer Tomáš Pekhart zwei Millionen Euro Ablösesumme. Zwar hatte die Mannschaft zum Teil Schwierigkeiten mit den vielen Umstellungen, am Ende bedeuteten jedoch Rang 10 und der Klassenerhalt nach dem 32. Spieltag erneut einen großen Erfolg. In der gesamten Saison war der Verein nie auf einem direkten Abstiegsplatz, lediglich zweimal fand man sich am Ende eines Spieltages auf dem Relegationsplatz 16 wieder. Nach der Spielzeit zahlte Bayer 04 Leverkusen sieben Millionen Euro für den Abwehrspieler Philipp Wollscheid, die höchste Summe, die je für einen Nürnberger gezahlt wurde.
Die Vorrunde der Saison 2012/13 schloss der mit dem japanischen Nationalspieler Hiroshi Kiyotake, Timo Gebhart und Leihspieler Sebastian Polter verstärkte FCN nach wechselhaftem Verlauf auf Platz 14 und acht Punkten Vorsprung vor dem Relegationsplatz ab. In der Winterpause wechselte Trainer Hecking aber gegen eine Ablösesumme zum Liga-Konkurrenten VfL Wolfsburg. Neues Trainergespann wurden kurz darauf der bisherige U23-Trainer Michael Wiesinger und der bisherige Co-Trainer Armin Reutershahn. Die Rückrunde verlief in weiten Teilen gut für den Club; bitter für die Fans war hingegen eine Heimniederlage gegen Fürth. Am letzten Spieltag verbesserten sich die Franken durch ein 3:2 über Werder Bremen noch um drei Plätze und schlossen so die Saison wie im Vorjahr auf dem zehnten Platz ab. Insgesamt waren in der Spielzeit 44 Punkte errungen worden.
Nachdem der Leistungsträger Timmy Simons kurz vor Beginn der Saison 2013/14 gegangen war, lief die Spielzeit wenig erfolgreich. Nach fünf Punkten aus den ersten acht Spielen und einer 0:5-Heimniederlage gegen den HSV wurden Wiesinger und Reutershahn beurlaubt und durch den Niederländer Gertjan Verbeek ersetzt. Unter ihm spielte der Club bald attraktiver, jedoch nicht erfolgreicher. Zur Winterpause gab es für den Club zwei neue Negativrekorde zu vermelden: Als erste Mannschaft in der Geschichte der Bundesliga konnte der 1. FC Nürnberg kein einziges Hinrundenspiel gewinnen, jedoch ganze elf Unentschieden einfahren. Dies ergab zur Saisonhälfte den vorletzten Tabellenplatz. Der Start in die Rückrunde verlief deutlich besser. In den ersten fünf Spielen errang Nürnberg zwölf Punkte; jedoch zogen sich mit Timothy Chandler und Daniel Ginczek zwei der stärksten Spieler langwierige Verletzungen zu. Wohl auch, da noch weitere Verletzungen hinzu kamen, konnten die Franken in der ganzen restlichen Saison nur noch drei Punkte einspielen und stiegen dadurch als Tabellenvorletzter nach fünf Jahren Erstklassigkeit wieder ab.

### Gegenwart (seit 2014)
| Saisonbilanzen seit 2014 | Saisonbilanzen seit 2014 | Saisonbilanzen seit 2014 | Saisonbilanzen seit 2014 | Saisonbilanzen seit 2014 | Saisonbilanzen seit 2014 |
| Saison                   | Platz                    | Tore                     | Punkte                   | Zuschauerschnitt         | Kader                    |
| ------------------------ | ------------------------ | ------------------------ | ------------------------ | ------------------------ | ------------------------ |
| 2014/15                  | 09.                      | 42:47                    | 45                       | 30.743                   | Kader                    |
| 2015/16                  | 03.                      | 68:41                    | 65                       | 30.709                   | Kader                    |
| 2016/17                  | 12.                      | 46:52                    | 42                       | 28.834                   | Kader                    |
| 2017/18                  | 02.                      | 61:39                    | 60                       | 30.522                   | Kader                    |
| 2018/19                  | 18.                      | 26:68                    | 19                       | 40.372                   | Kader                    |
| 2019/20                  | 16.                      | 45:58                    | 37                       | 22.649                   | Kader                    |
| 2020/21                  | 11.                      | 46:51                    | 44                       | 00781                    | Kader                    |
| 2021/22                  | 08.                      | 49:49                    | 51                       | 20.515                   | Kader                    |
| 2022/23                  | 14.                      | 32:49                    | 39                       | 30.335                   | Kader                    |
| 2023/24                  | 12.                      | 43:64                    | 40                       | 34.416                   | Kader                    |
| 2024/25                  | 10.                      | 60:57                    | 48                       | 37.593                   | Kader                    |
| orange: 2. Bundesliga    |                          |                          |                          |                          |                          |

Zur neuen Zweitligasaison 2014/15 gab es beim Club einen kompletten Umbruch. Nahezu alle Stammspieler der vorherigen Erstligasaison verließen den Verein. Teuerster Abgang war Josip Drmic, der für 6,8 Millionen Euro zu Bayer Leverkusen wechselte. Zusammen mit dem neuen Cheftrainer Valérien Ismaël kaufte Martin Bader somit eine neue Mannschaft zusammen. Dieses zusammengewürfelte Team konnte die Erwartungen der Fans von Beginn an nicht erfüllen. Negative Höhepunkte waren eine 1:5-Niederlage am zweiten Spieltag im Derby bei Greuther Fürth sowie eine 0:3-Niederlage beim Karlsruher SC, in dessen Folge die mitgereisten Fans die Spieler dazu aufforderten, ihre Trikots abzugeben, da sie ihrer Meinung nach nicht würdig waren, diese zu tragen. Nach einer 1:2-Niederlage beim SV Sandhausen am 13. Spieltag beendete der Club die Zusammenarbeit mit Ismaël und der Schweizer René Weiler wurde verpflichtet. Mit ihm erreichte man zum Ende der Saison den neunten Platz.
Die folgende Saison verlief erfolgreicher. Mithilfe der Leistungsträger Guido Burgstaller (13 Tore, 9 Vorlagen) und Niclas Füllkrug (14 Tore, 6 Vorlagen) erreichte man hinter Freiburg und Leipzig mit 65 Punkten den dritten Platz und sicherte sich somit die Teilnahme an der Relegation. Diese ging allerdings gegen Eintracht Frankfurt mit 1:1 im Hinspiel und 0:1 im Rückspiel verloren und somit blieb man in der 2. Bundesliga.
Noch vor Saisonstart 2015/16 sicherte sich der belgische Erstligist RSC Anderlecht die Dienste von Trainer Weiler. Bei der Suche nach einem neuen Cheftrainer wurde man beim Ligakonkurrenten aus Sandhausen fündig und verpflichtete Alois Schwartz. Es folgte eine enttäuschende Saison, bei der der einzige Nürnberger Lichtblick Guido Burgstaller (14 Tore in 16 Spielen) auch noch in der Winterpause vom Erstligisten Schalke 04 weggekauft wurde. Am 5. März 2017 verlor man auch noch im Frankenderby in Fürth nach einer katastrophalen Leistung mit 0:1, woraufhin Schwartz entlassen wurde und der bisherige U21-Trainer Michael Köllner die Profimannschaft übernahm. Mit ihm erreichte man zum Saisonende den zwölften Platz und lag damit erstmals seit 64 Jahren hinter dem Derbykonkurrenten aus Fürth (Platz 8).
In der Saison 2017/18 lief es deutlich besser für den Club. Besonders Hanno Behrens und Mikael Ishak wussten mit 14 bzw. 12 Toren zu überzeugen. So konnte man auch die Abgänge der beiden Eigengewächse Teuchert und Kammerbauer im Winter verkraften und sicherte sich schließlich durch einen 2:0-Auswärtserfolg über den SV Sandhausen einen direkten Aufstiegsplatz in die Bundesliga 2018/19. Die Meisterschaft der 2. Bundesliga verpasste man auf Grund einer 2:3-Niederlage am letzten Spieltag gegen Mitaufsteiger und Meister Fortuna Düsseldorf.
Erneut in der Bundesliga angekommen, versuchte man die Aufstiegsmannschaft größtenteils zusammen zu halten und lediglich einige kostengünstige Verstärkungen zu holen. Der einzige Stammspieler der Vorsaison, der den Verein verließ, war Kevin Möhwald Richtung Bremen. Teuerster Neuzugang war Virgil Misidjan für 3 Millionen Euro. Am 26. September 2018 kassierte der 1. FC Nürnberg im Westfalenstadion in Dortmund mit 0:7 seine höchste Bundesliga-Niederlage. Nach dem Absturz in die Abstiegszone, die man seit dem 16. Spieltag nicht mehr verlassen hatte, und dem Aus im Achtelfinale des Pokals (0:1 in Hamburg) entschied sich der Aufsichtsrat am 12. Februar 2019, Sportvorstand Andreas Bornemann freizustellen. In der Folge wurde auch der Cheftrainer Michael Köllner durch seinen bisherigen Co-Trainer Boris Schommers ersetzt, neuer Sportvorstand wurde Robert Palikuća. Am Saisonende musste der Club mit nur 19 Zählern als Tabellenletzter direkt wieder absteigen und wurde so mit dem achten Bundesliga-Abstieg der Vereinsgeschichte zum alleinigen Negativrekordhalter.
Die neue Saison begann der Club mit einem neuen Trainer, dem Österreicher Damir Canadi. Die offizielle Zielsetzung war die Rückkehr ins Oberhaus innerhalb von zwei Saisons. Mit Iuri Medeiros und Nikola Dovedan kamen zwei vergleichsweise teure und namhafte Neuzugänge, die allerdings ihre Erwartungen in der kompletten Spielzeit nicht erfüllen konnten. Schon der Start in die Saison verlief ganz und gar nicht wie geplant, weswegen die Zusammenarbeit mit Canadi nach nur 12 Spieltagen beendet wurde. Zu diesem Zeitpunkt belegte der FCN Platz 11 und war den Abstiegsplätzen wesentlich näher als den angestrebten Aufstiegsrängen. Nachfolger wurde Jens Keller, nachdem U21-Trainer Marek Mintál die Mannschaft für ein Spiel betreut hatte. Unter Keller beendete der FCN die Saison auf dem 16. Platz. Noch vor der Relegation wurde Keller freigestellt und übergangsweise durch den NLZ-Leiter Michael Wiesinger ersetzt. Nach einem 2:0-Sieg im Hinspiel gegen den FC Ingolstadt 04 lag der FCN im Rückspiel im Ingolstädter Audi-Sportpark bis in die Nachspielzeit mit 0:3 zurück, ehe Fabian Schleusener in der 96. Spielminute das Tor zum Klassenerhalt erzielte.
Vor der Saison 2020/21 löste Dieter Hecking, der in der Vorsaison den Hamburger SV trainiert hatte, Robert Palikuća als Sportvorstand ab. Neuer Cheftrainer wurde Robert Klauß, der zuvor als Jugend- und Co-Trainer bei RB Leipzig gearbeitet hatte. Nach einem katastrophalen Januar 2021 mit einem Punkt aus sechs Spielen sah es zunächst erneut nach einem harten Abstiegskampf für den Club aus. Allerdings fand man nach einem 2:2 im Frankenderby am 26. Spieltag mit drei Siegen aus vier Spielen rechtzeitig in die Erfolgsspur zurück und konnte sich so am 31. Spieltag mit einem 3:1-Sieg gegen den 1. FC Heidenheim den vorzeitigen Klassenerhalt sichern. Man beendete die Saison 2020/21 mit 44 Punkten auf dem 11. Tabellenplatz.
Zur neuen Saison wurde Mats Møller Dæhli vom belgischen Erstligisten KRC Genk fest verpflichtet, der zur Rückrunde 20/21 bereits ausgeliehen war und sich in der Zeit zum Leistungsträger entwickelte. Außerdem wurden mit Christopher Schindler und Florian Hübner zwei erfahrene Innenverteidiger ablösefrei verpflichtet. Allerdings verlor man mit Robin Hack einen wichtigen Offensivspieler der letzten zwei Jahre an den Erstligisten Arminia Bielefeld. An den ersten elf Spieltagen wurde kein Spiel verloren (5 Siege, 6 Remis). Nachdem man sich bis zum 30. Spieltag noch berechtigte Hoffnung auf einen Aufstiegsplatz machen durfte, schloss man die Saison letztendlich nach nur einem Punkt aus den letzten 4 Spielen auf dem 8. Tabellenplatz ab.
Sowohl Stamm-Innenverteidiger Asger Sørensen wie auch der häufig eingesetzte Offensivakteur Nikola Dovedan verließen im Sommer 2022 den Verein, Verstärkung fand man hingegen im Stürmer Christoph Daferner, der von Dynamo Dresden, das in die 3. Liga abgestiegen war, kam, oder im zweitligaerfahrenen Abwehrspieler James Lawrence. Nach nur drei Siegen an den ersten zehn Spieltagen entbanden die Vereinsverantwortlichen Trainer Klauß von seinen Aufgaben und holten als Ersatz Markus Weinzierl, der zuletzt mit dem FC Augsburg den Klassenerhalt geschafft hatte. Doch weder der Trainerwechsel noch die Verpflichtung innerhalb der Winterpause von Spielern wie Keeper Peter Vindahl Jensen brachten die erhoffte Konstanz, weshalb Weinzierl nach drei Siegen, drei Remis und fünf Niederlagen seinerseits gehen musste. Als interimistischer Nachfolger wurde daraufhin Sportvorstand Dieter Hecking, der den Glubb selbst von 2009 bis 2012 von der Bank aus betreut hatte, bis zum Saisonende bestimmt. Ihm zur Seite stellte man Cristian Fiél, welcher bis dato die vereinseigene U23 verantwortet hatte. Zu diesem Zeitpunkt stand das Team mit zwei Punkten Abstand auf den letzten Platz auf Rang 13 und hatte in 21 Zweitligaspielen gerade einmal 17 Tore erzielt, die mit Abstand schlechteste Ausbeute aller 18 Teams. Allerdings konnte der FCN noch die Chance, im April das Halbfinale des DFB-Pokals zu erreichen, wahren.
Nach dem erfolgten Klassenerhalt beförderte Hecking seinen Assistenten Cristian Fiél zum Cheftrainer und kehrte ins Management zurück. Ein Großteil des Kaders wurde ausgetauscht, wobei allein sechs Akteure Leihspieler gewesen waren. Da in der Vorsaison vor allem die Torausbeute (gemeinsam mit Hansa Rostock hatte man die wenigsten Saisontore vorzuweisen) ein Problem gewesen war, verpflichtete Nürnberg unter anderem drei Stürmer, die hauptsächlich durch die Verkäufe der Angreifer Kwadwo Duah und Erik Shuranov finanzierbar waren. In einer durchwachsenen Hinrunde verlor der Club beispielsweise mit 1:5 gegen den späteren Aufsteiger FC St. Pauli oder mit 0:5 gegen den Aufstiegsreleganten Fortuna Düsseldorf. Über die gesamte Saison gesehen gelang es dem Team auch nur dreimal, jeweils drei Partien in Folge ohne Niederlage zu bleiben, ehe es ab dem 26. Spieltag schließlich einbrach und aus sieben Spielen nur einen Punkt holte. Anfang Mai erfolgte dementsprechend die Trennung von Sportvorstand Hecking, nachdem die Entwicklung unter seiner Führung „rückläufig und im Rückblick auf die vergangenen vier Jahre auf unbefriedigendem Niveau konstant“ gewesen war. Zu diesem Zeitpunkt war der 1. FC Nürnberg die zweitschlechteste Rückrundenmannschaft und stand fünf Punkte vor dem Abstiegsrelegationsrang. Durch einen 3:0-Heimsieg gegen die SV Elversberg am vorletzten Spieltag schaffte es Nürnberg aber dann letztendlich doch noch, die Klasse erneut zu halten. Der zu Saisonbeginn aus der eigenen Jugend fest ins Profiteam integrierte Can Uzun war mit Abstand bester Torschütze des Club, gab aber bereits im März bekannt, den Verein im Sommer verlassen zu wollen.
Im Vorfeld der Spielzeit 2024/25 verpflichtete der 1. FC Nürnberg mit Joti Chatzialexiou einen neuen Sportvorstand. Der Deutschgrieche hatte zuvor das Amt des sportlichen Leiters aller Nationalmannschaften beim DFB bekleidet. Auch auf der Trainerbank gab es erneut eine Veränderung. Trainer Cristian Fiél wechselte zum Ligakonkurrenten Hertha BSC, woraufhin der ehemalige Nationalstürmer und bisherige Coach des SCR Altach, Miroslav Klose, sein Nachfolger im Amt wurde. Neben einem Wechsel auf der Trainerbank ging auch aus der Saisonvorbereitung auch ein neuer Stammkeeper hervor. Nach dem Abgang von Carl Klaus machte im Duell mit Christian Mathenia, der in der Hinrunde der Vorsaison noch die erste Wahl zwischen den Pfosten gewesen war, Jan Reichert aus der eigenen U23 das Rennen. Eine wie gewohnt in großen Teilen umgebaute Mannschaft startete durchwachsen in die Spielzeit. Nach einem Erfolg in der 1. Runde des DFB-Pokals im Elfmeterschießen schied Nürnberg in der 2. Runde mit 1:2 gegen den Bundesligisten Hoffenheim aus. Zwischenzeitlich gelang eine Serie von drei Siegen, darunter ein deutliches 4:0 im Auswärts-Frankenderby sowie die torreichste Partie der Zweitligasaison, ein 8:3 gegen den späteren Absteiger Jahn Regensburg. Dies wurde unter anderem begünstigt durch eine Umstellung auf eine Dreierabwehrkette sowie einen Zweiersturm. Hierauf folgten sechs Spiele ohne Sieg, immerhin waren darunter aber auch Remis gegen Teams aus der oberen Tabellenhälfte wie den HSV oder Fortuna Düsseldorf. Innerhalb des Wintertransferfensters generierte der Verein laut dem Portal Transfermarkt.de allein mit dem Verkauf von Finn Jeltsch – der Stamminnenverteidiger war seit 2015 beim Club – und des Sommerneuzugangs und besten Torschützen Stefanos Tzimas – der allerdings erst im Sommer 2025 in die Premier League wechselte – über 30 Mio. Euro an Ablöse. Im neuen Jahr wurde auch das zweite Derby gegen Fürth ohne Gegentreffer (0:3) gewonnen und das Team hatte immer wieder die Chance, zumindest auf den Aufstiegsrelegationsplatz vorzudringen. Zwischen dem 30. und dem 33. Spieltag folgte allerdings erneut eine Sieglosserie, weshalb letztendlich Rang 10 zu Buche stand. Im Anschluss an die Spielzeit verließ unter anderem Kapitän und Zweitliga-Rekordspieler Enrico Valentini in Folge seines Karriereendes den Verein.

### Vereinswappenhistorie

1900–1918
1918–1940
1940 bis 1961
1961 bis 1968
1968 bis 1977
1977 bis 1991 oder früher
1991 oder früher
1990er bis 2011
Seit 2011

## Namen und Zahlen
Der 1. FC Nürnberg spielte seit Einführung des Ligabetriebs in Nürnberg von 1905 bis 1969 stets oberklassig. Von hier an bis heute spielte Der Club mit nur einer Ausnahme immer erst- und zweitklassig. Insgesamt stehen neunzig Jahre Erstklassigkeit, 22 Jahre Zweitklassigkeit und ein Jahr Drittklassigkeit zu Buche. Bis zur Saison 1985/86 war der FCN über 64 Jahre lang deutscher Rekordmeister mit bis dahin neun Titeln, wurde jedoch in der Saison 1986/87 vom FC Bayern München mit dessen zehnter Meisterschaft abgelöst. Zwischenzeitlich teilte sich Der Club den Titel des Rekordmeisters noch mit dem VfB Leipzig (ein Jahr lang) und dem FC Schalke 04 über neun Jahre hinweg. Auf Grund der neun errungenen Meistertitel müsste der 1. FC Nürnberg eigentlich zwei Meistersterne auf dem Trikot führen dürfen. Da der FCN jedoch dem Aufgabenbereich der DFL angehört und diese nur errungene Meisterschaften in der Bundesliga wertet, werden acht dieser nicht offiziell anerkannt. Nur bei einer Teilnahme an einer Liga, die nicht der DFL angehört, also erst ab der 3. Liga, dürfte Der Club die Sterne auf dem Trikot führen.
Bis 1969 war der 1. FC Nürnberg auch über 34 Jahre lang deutscher Rekordpokalsieger, bevor ihn der FC Bayern München ablöste. Den Titel des Rekordpokalsiegers teilte sich Der Club noch mit dem SK Rapid Wien (ein Jahr lang), dem FC Schalke 04 sowie dem FC Bayern München (beide zwei Jahre), dem VfB Leipzig (drei Jahre), dem VfB Stuttgart (vier Jahre), dem Karlsruher SC (sechs Jahre) und dem Dresdner SC über 21 Jahre hinweg.
International kann man außer dem Gewinn des Intertoto-Cups 1968 keine Titelgewinne vorweisen, erreichte jedoch in den internationalen Wettbewerben je einmal ein Halb- und ein Viertelfinale.

### Erfolge

13 Fahnen mit Gedenktafeln erinnern am Stadion an die nationalen Titel des Clubs.

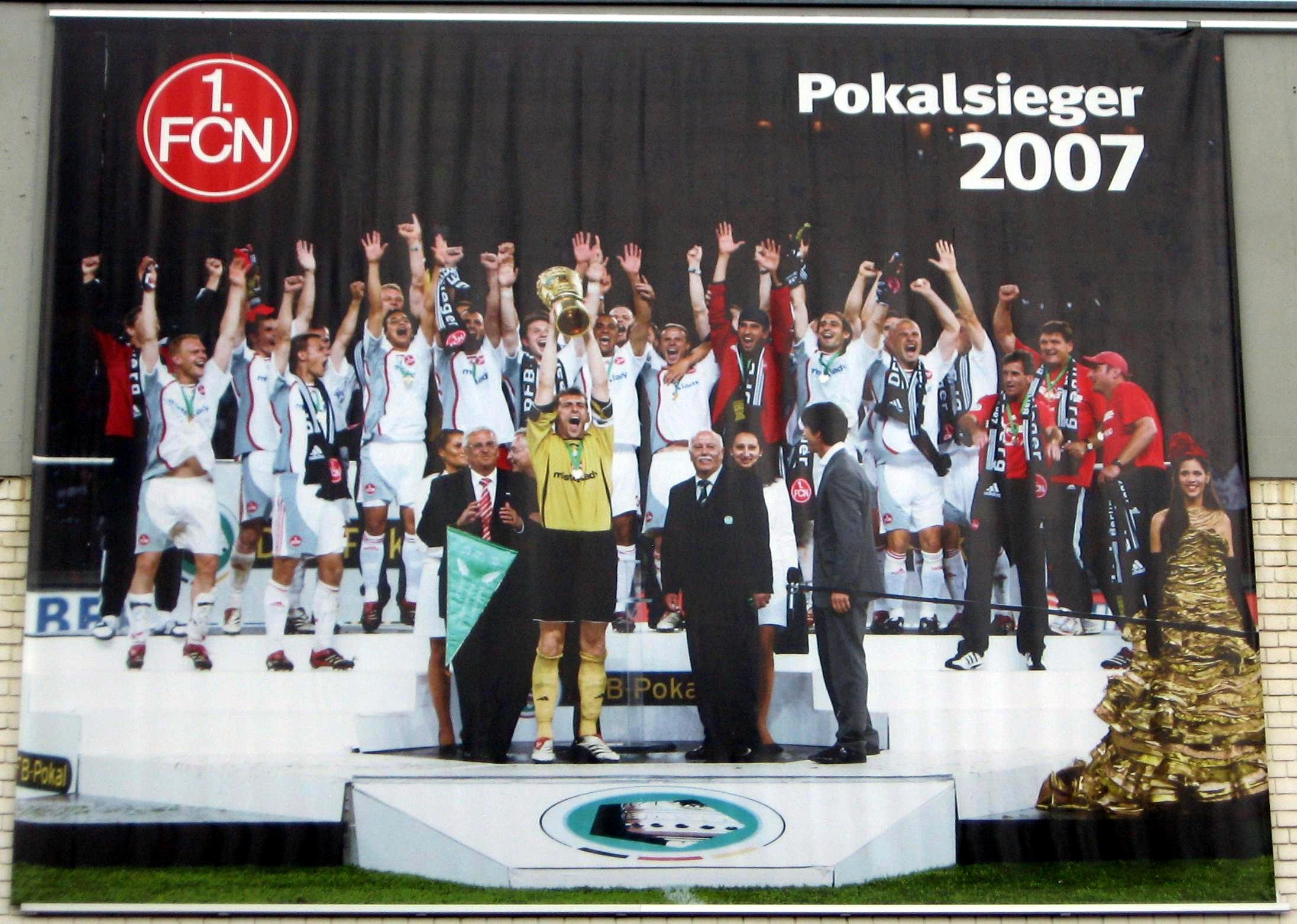
Foto zum Gewinn des DFB-Pokals 2006/07 an einer Fahne am Valznerweiher

#### National
Titelgewinn
| Deutsche Fußballmeisterschaft (9)                                 | Deutsche Fußballmeisterschaft (9) | Deutsche Fußballmeisterschaft (9) | Deutsche Fußballmeisterschaft (9) | Deutsche Fußballmeisterschaft (9) |
| ----------------------------------------------------------------- | --------------------------------- | --------------------------------- | --------------------------------- | --------------------------------- |
| 1920                                                              | 1921                              | 1924                              | 1925                              | 1927                              |
| 1936                                                              | 1948                              | 1961                              | 1968                              |                                   |
| DFB-Pokal (4)                                                     |                                   |                                   |                                   |                                   |
| 1935                                                              | 1939                              | 1962                              | 2007                              |                                   |
| Alle Jahresangaben beziehen sich auf den Zeitpunkt des Endspiels. |                                   |                                   |                                   |                                   |

→ alle nationalen Erfolge des 1. FC Nürnberg

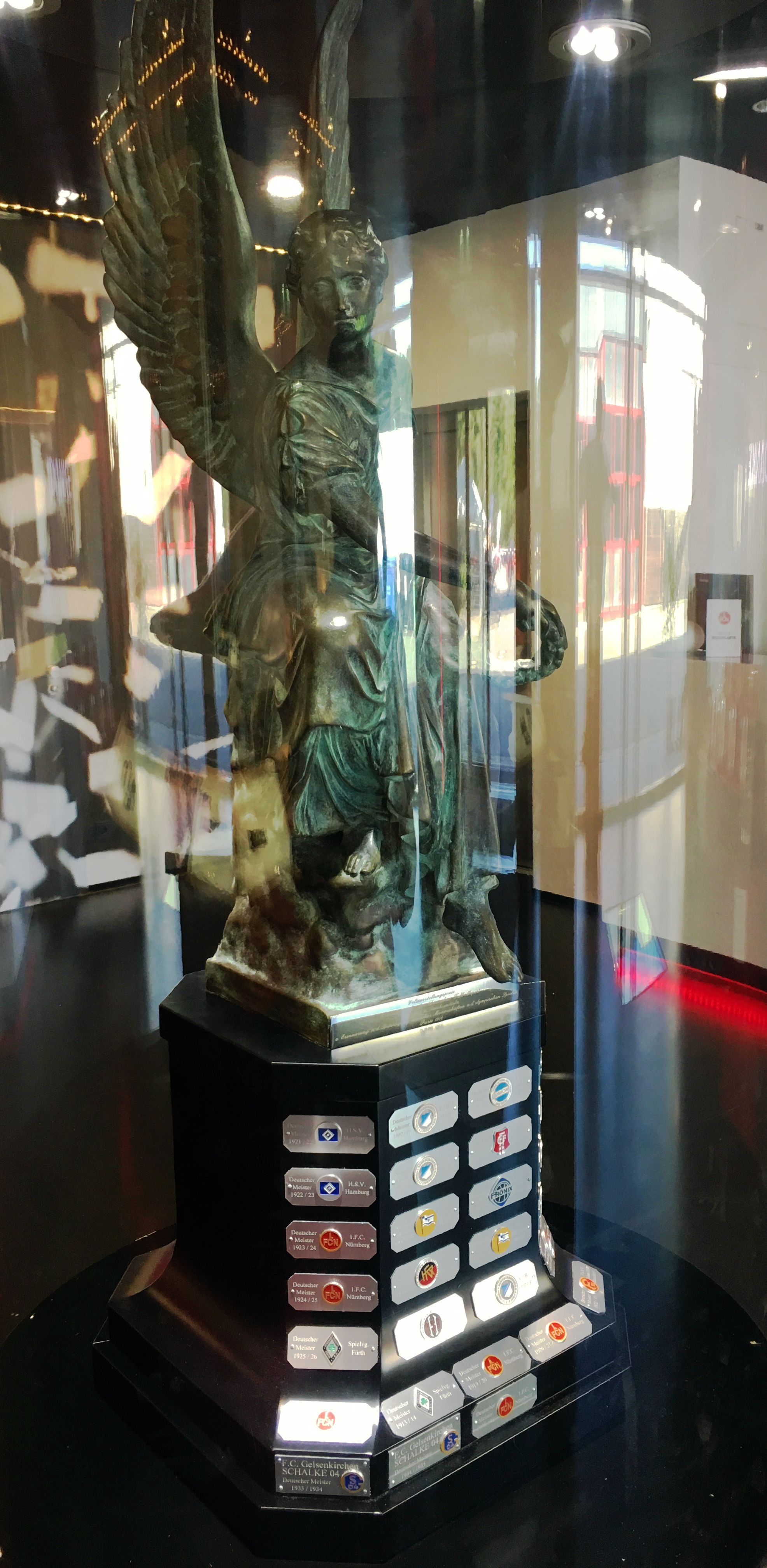
Victoria-Pokal
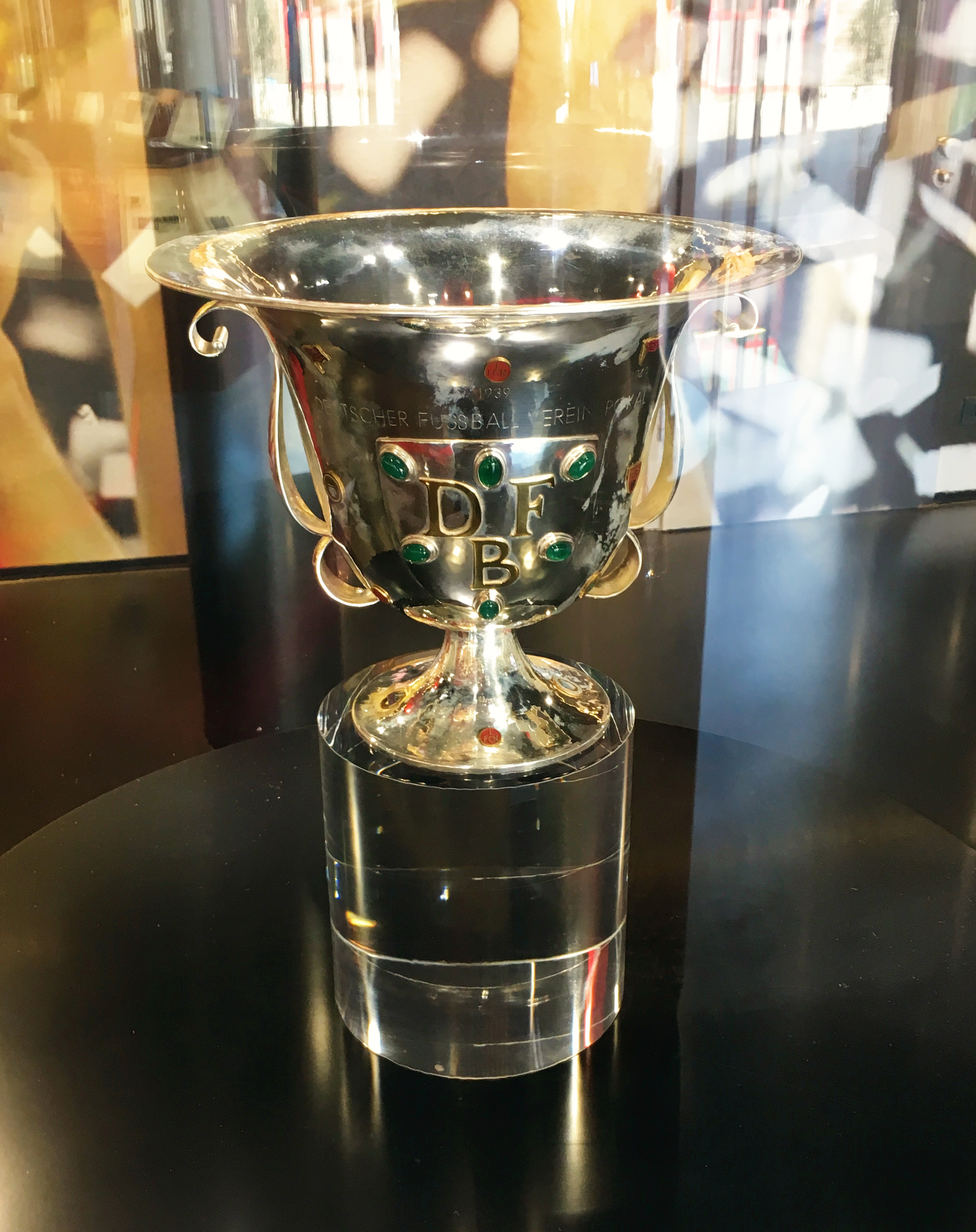
Goldfasanen-Pokal

#### International
Teilnahmen:
- Europapokal der Landesmeister: Viertelfinale 1961/62, 1. Runde 1968/69
- Europapokal der Pokalsieger: Halbfinale 1962/63
- Messestädte-Pokal: Teilnahme 1965/66, 1966/67
- UEFA-Pokal: 1. Runde 1988/89, Sechzehntelfinale/3. Runde 2007/08
- Intertoto Cup: 1968

| Saison  | Wettbewerb                    | Runde             | Gegner               | Gesamt    | Hin     | Rück          |
| ------- | ----------------------------- | ----------------- | -------------------- | --------- | ------- | ------------- |
| 1961/62 | Europapokal der Landesmeister | Vorrunde          | Drumcondra FC        | 9:1       | 5:0 (H) | 4:1 (A)       |
| 1961/62 | Europapokal der Landesmeister | 1. Runde          | Fenerbahçe Istanbul  | 3:1       | 2:1 (A) | 1:0 (H)       |
| 1961/62 | Europapokal der Landesmeister | Viertelfinale     | Benfica Lissabon     | 3:7       | 3:1 (H) | 0:6 (A)       |
| 1962/63 | Europapokal der Pokalsieger   | 2. Runde          | AS Saint-Étienne     | 3:0       | 0:0 (A) | 3:0 (H)       |
| 1962/63 | Europapokal der Pokalsieger   | Viertelfinale     | B 1909 Odense        | 7:0       | 1:0 (A) | 6:0 (H)       |
| 1962/63 | Europapokal der Pokalsieger   | Halbfinale        | Atlético Madrid      | 2:3       | 0:2 (A) | 2:1 (H)       |
| 1965/66 | Messestädte-Pokal             | 1. Runde          | FC Everton           | 1:2       | 1:1 (H) | 0:1 (A)       |
| 1966/67 | Messestädte-Pokal             | 1. Runde          | FC Valencia          | 1:4       | 1:2 (H) | 0:2 (A)       |
| 1968/69 | Europapokal der Landesmeister | 1. Runde          | Ajax Amsterdam       | 1:5       | 1:1 (H) | 0:4 (A)       |
| 1988/89 | UEFA-Pokal                    | 1. Runde          | AS Rom               | 3:4       | 2:1 (A) | 1:3 n. V. (H) |
| 2007/08 | UEFA-Pokal                    | 1. Runde          | Rapid Bukarest       | (a)2:2(a) | 0:0 (H) | 2:2 (A)       |
| 2007/08 | UEFA-Pokal                    | Gruppenphase      | FC Everton           | 0:2       | 0:2 (H) | 0:2 (H)       |
| 2007/08 | UEFA-Pokal                    | Gruppenphase      | Zenit St. Petersburg | 2:2       | 2:2 (A) | 2:2 (A)       |
| 2007/08 | UEFA-Pokal                    | Gruppenphase      | AZ Alkmaar           | 2:1       | 2:1 (H) | 2:1 (H)       |
| 2007/08 | UEFA-Pokal                    | Gruppenphase      | AE Larisa            | 3:1       | 3:1 (A) | 3:1 (A)       |
| 2007/08 | UEFA-Pokal                    | Sechzehntelfinale | Benfica Lissabon     | 2:3       | 0:1 (A) | 2:2 (H)       |

Gesamtbilanz: 28 Spiele, 12 Siege, 7 Unentschieden, 9 Niederlagen, 44:38 Tore (Tordifferenz +6)

### Spieler
In der langen Geschichte des 1. FC Nürnberg prägten verschiedenste Spieler das Spiel des Clubs. Deutschlandweit am bekanntesten sind sicherlich die beiden mit dem Titel des Fußballer des Jahres geehrten Max Morlock (1961) und Andreas Köpke (1993). Mit dem slowakischen Nationalspieler Marek Mintál stellte der Club 2005 erstmals den Torschützenkönig der Bundesliga. Ein Jahr zuvor war Mintal bereits bester Torjäger der 2. Bundesliga geworden, was ihm 2008/09 nochmals gelang. Einen ähnlichen Erfolg erreichte Heinz Strehl, als er 1962 Torschützenkönig des Europapokals der Landesmeister wurde.
In Nürnberg selbst fiel die angemessene Ehrung der einzelnen Spielerpersönlichkeiten lange Zeit schwer. Zwar wurden im Umfeld um das Nürnberger Stadion einzelne Straßen nach herausragenden Spielern wie Hans Kalb und eben Max Morlock benannt, doch erst 2006 entschloss sich der Verein zu einer systematischen Würdigung von 35 Spielern. Auslöser war die Umbenennung des Stadions, das den Namen eines Produktes eines Sponsors bekommen hatte. Die Fans reagierten darauf aus Protest mit einer symbolischen Umbenennung in Max-Morlock-Stadion. Als Kompromiss benannte der 1. FC Nürnberg zur Saison 2006/07 35 Stadionblöcke nach verdienten Spielern aus der Vereinsgeschichte, die mindestens zwei der folgenden drei Kriterien erfüllen: 400 Einsätze für den Club, Nationalspieler, Deutscher Meister mit dem Club.
Zu den solchermaßen geehrten Spielern gehören zunächst einmal die Nationalspieler der erfolgreichen 1920er Jahre wie Georg Hochgesang, Hans Kalb, Anton Kugler, Luitpold Popp, Baptist Reinmann, Carl Riegel, Hans „Bumbes“ Schmidt, Wolfgang Strobel, Heinrich Stuhlfauth, Hans Sutor und Heinrich Träg. Abgeschlossen wird diese Gruppe durch den Schweizer Nationalspieler Gustav Bark sowie durch Nationalspieler Josef „Seppl“ Schmitt, der auch für den Übergang zwischen den goldenen 1920ern und den Erfolgen in den 1930er Jahren steht. Aus der Periode der 1930er Jahre würdigte der Verein seine Nationalspieler Willi Billmann, Georg Köhl, Willi Kund, Andreas Munkert und Richard Oehm sowie Karl Gußner aus der Meistermannschaft von 1936.
Zu dieser Gruppe gehört auch der 1936er Meisterspieler Hans Uebelein, der auch zu der kleinen Gruppe der Spieler der Nachkriegszeit gehört, die ebenfalls gewürdigt wurden. Unter ihnen ragt besonders Max Morlock heraus, der 1948 und 1961 Meister mit dem Club wurde. Hinzu kommen die Nationalspieler Ludwig Müller, Stefan Reisch, Georg Volkert und Ferdinand Wenauer. Zusätzlich erfüllten noch Gerhard Bergner, Helmut Herbolsheimer, Eduard Schaffer sowie Konrad Winterstein als Meister von 1948 sowie Horst Leupold, Fritz Popp, Heinz Strehl, Kurt Ucko und Roland Wabra aus den Meisterteams der 1960er Jahre die Kriterien für die Benennung eines Stadionblocks. Im Juni 2015 wurde Javier Pinola als erster Spieler der jüngeren Vergangenheit mit einem eigenen Blocknamen bedacht.

#### Aktueller Kader 2025/26
Kapitän der Mannschaft ist Robin Knoche. Seine Stellvertreter sind Florian Flick und Jan Reichert.
Stand: 19. August 2025
| Nr.        | Nat.           | Name                    | Geburtsdatum      | Im Verein seit | Vorheriger Verein             |
| ---------- | -------------- | ----------------------- | ----------------- | -------------- | ----------------------------- |
| Torwart    |                |                         |                   |                |                               |
| 01         | Deutschland    | Jan Reichert            | 28. Juni 2001     | 2021           | 1. FC Schweinfurt 05          |
| 13         | Polen          | Robin Lisewski II       | 13. Februar 2006  | 2025           | Borussia Dortmund [Jugend]    |
| 26         | Deutschland    | Christian Mathenia      | 31. März 1992     | 2018           | Hamburger SV                  |
| 47         | Slowakei       | Michal Kukučka          | 12. April 2002    | 2024           | FK AS Trenčín                 |
| Abwehr     |                |                         |                   |                |                               |
| 03         | Brasilien      | Danilo Soares           | 29. Oktober 1991  | 2024           | VfL Bochum                    |
| 04         | Deutschland    | Fabio Gruber            | 3. September 2002 | 2025           | SC Verl                       |
| 08         | Deutschland    | Henri Koudossou         | 3. September 1999 | 2025           | FC Augsburg                   |
| 21         | Turkei         | Berkay Yılmaz           | 25. Februar 2005  | 2024           | SC Freiburg                   |
| 24         | Georgien       | Luka Lotschoschwili     | 29. Mai 1998      | 2025           | US Cremonese                  |
| 28         | Deutschland    | Tarek Buchmann          | 28. Februar 2005  | 2025           | FC Bayern München             |
| 31         | Deutschland    | Robin Knoche            | 22. Mai 1992      | 2024           | 1. FC Union Berlin            |
| 32         | Deutschland    | Tim Janisch             | 12. August 2005   | 2016           | JFG Wendelstein [Jugend]      |
| 36         | Kroatien       | Kristian Mandić II/ U19 | 2. Oktober 2007   | 2025           | Eintracht Frankfurt [Jugend]  |
| 41         | Deutschland    | Eric Porstner II/ U19   | 9. Mai 2007       | 2018           | SpVgg Greuther Fürth [Jugend] |
| 44         | Tschechien     | Ondrej Karafiat         | 1. Dezember 1994  | 2024           | FK Mladá Boleslav             |
| Mittelfeld |                |                         |                   |                |                               |
| 05         | Deutschland    | Tom Baack               | 13. März 1999     | 2025           | SC Verl                       |
| 06         | Deutschland    | Florian Flick           | 1. Mai 2000       | 2023           | FC Schalke 04                 |
| 10         | Deutschland    | Julian Justvan          | 2. April 1998     | 2024           | TSG 1899 Hoffenheim           |
| 17         | Deutschland    | Ayoub Chaikhoun         | 22. Januar 2006   | 2025           | Eintracht Frankfurt [Jugend]  |
| 18         | Deutschland    | Rafael Lubach           | 11. Januar 2005   | 2024           | Borussia Dortmund [Jugend]    |
| 19         | Polen          | Eryk Grzywacz           | 24. März 2006     | 2025           | VfL Wolfsburg [Jugend]        |
| 20         | Deutschland    | Caspar Jander           | 23. März 2003     | 2024           | MSV Duisburg                  |
| 27         | Deutschland    | Justin von der Hitz     | 22. Oktober 2006  | 2025           | 1. FC Köln [Jugend]           |
| 38         | Deutschland    | Winners Osawe           | 29. Dezember 2006 | 2024           | RB Leipzig [Jugend]           |
| Sturm      |                |                         |                   |                |                               |
| 07         | Martinique     | Mickaël Biron           | 26. August 1997   | 2025           | RWD Molenbeek                 |
| 09         | Deutschland    | Semir Telalović         | 23. Dezember 1999 | 2025           | SSV Ulm 1846                  |
| 11         | Ukraine        | Artem Stepanow U19      | 10. August 2007   | 2025           | Bayer 04 Leverkusen           |
| 14         | Deutschland    | Benjamin Goller         | 1. Januar 1999    | 2023           | Werder Bremen                 |
| 23         | Elfenbeinküste | Mohamed Alì Zoma        | 15. März 2003     | 2025           | UC AlbinoLeffe                |
| 37         | Kongo Republik | Noah Maboulou           | 16. Januar 2005   | 2023           | Stade Rennes B                |
| 39         | Deutschland    | Piet Scobel II          | 22. April 2005    | 2025           | Eimsbütteler TV               |
| 42         | Kroatien       | Tino Kusanović II/ U19  | 8. März 2008      |                |                               |

#### Transfers der Saison 2025/26
Stand: 19. August 2025
| Zugänge | Abgänge |
| Sommerpause 2025 | Sommerpause 2025 |
| --- | --- |
| - Tom Baack (SC Verl) - Mickaël Biron (RWD Molenbeek) - Ayoub Chaikhoun (Eintracht Frankfurt U19) - Justin von der Hitz (1. FC Köln U19) - Robin Lisewski (Borussia Dortmund U19) - Luka Lotschoschwili (US Cremonese) - Noah Maboulou (Stade Rennes B) - Artem Stepanow (Bayer 04 Leverkusen; Leihe) - Semir Telalović (SSV Ulm 1846) | - Janis Antiste (US Sassuolo Calcio; Leihende) - Jens Castrop (Borussia Mönchengladbach) - Tim Drexler (TSG 1899 Hoffenheim; Leihende) - Mahir Emreli (1. FC Kaiserslautern) - Dustin Forkel (SSV Jahn Regensburg; Leihe) - Jannik Hofmann (Rot-Weiss Essen; Leihe) * - Jannes Horn (SK Rapid Wien) * - Ali Loune (RWD Molenbeek) *** - Iván Márquez (Fortuna Sittard) **** - Nicolas Ortegel (BFC Dynamo; Leihe) - Lukas Schleimer (SV Wehen Wiesbaden) - Nick Seidel (SSV Jahn Regensburg; Leihe) - Janni Serra (Aarhus GF; Leihende) - Stefanos Tzimas (Brighton & Hove Albion; Leihende) ***** - Enrico Valentini (Karriereende) - Oliver Villadsen (Brøndby IF) - Manuel Wintzheimer (1. FC Schweinfurt 05) ****** |
| nach Saisonbeginn | |
| - Tarek Buchmann (FC Bayern München; Leihe) - Henri Koudossou (FC Augsburg; Leihe) - Mohamed Alì Zoma (UC AlbinoLeffe) | |

#### Trainerstab
- Stand: 9. August 2024

| Funktion             | Name                   | Geburtstag (Alter) | Funktion seit |
| -------------------- | ---------------------- | ------------------ | ------------- |
| Cheftrainer          | Miroslav Klose         | 9. Juni 1978 (47)  | 2024          |
| Co-Trainer           | Javier Pinola          | 24. Feb. 1983 (42) | 2024          |
| Co-Trainer           | Jens Bauer             | 7. Juni 1992 (33)  | 2024          |
| Torwarttrainer       | Dennis Neudahm         | 2. Apr. 1987 (38)  | 2020          |
| Chef-Athletiktrainer | Hannes Wieber          | 9. Sep. 1972 (52)  | 2024          |
| Athletik-Trainer     | Gerald Stürzenhofecker | 18. Nov. 1987 (37) | 2017          |
| Videoanalyst         | Jérôme Polenz          | 7. Nov. 1986 (38)  | 2024          |
| Übergangskoordinator | Dominik Schmitt        | 7. Apr. 1992 (33)  | 2022          |

#### Die Jahrhundert(+10)elf
→ Für Details siehe 1. FC Nürnberg/Die „Jahrhundert(+10)elf“ 2010
Vor der Saison 2010/11 wählten die Clubfans per Internetabstimmung eine Mannschaft aus 110 Jahren Vereinsgeschichte:
| Torhüter                                                   | Abwehr | Mittelfeld                                                                                                | Stürmer                                                                        |
| ---------------------------------------------------------- | --- | --- | ------------------------------------------------------------------------------ |
| Andreas Köpke 0 Ersatz Heinrich Stuhlfauth Raphael Schäfer | Ferdinand Wenauer Thomas Brunner Andreas Wolf Stefan Reuter 0 Ersatz Horst Leupold Luitpold Popp Horst Weyerich | Hans Dorfner Reinhold Hintermaier Marek Mintál Max Morlock 0 Ersatz Marc Oechler Hans Kalb Dieter Nüssing | Saša Ćirić Dieter Eckstein 0 Ersatz Stefan Kießling Heinz Strehl Sergio Zárate |

### Trainer
→ Für Details siehe 1. FC Nürnberg/Trainer seit 1910
Seit der Vereinsgründung wechselten 66 Mal die Inhaber des Trainerpostens. Diese Zahl ist umso bemerkenswerter, da der Club erst seit Mitte der 1920er Jahre überhaupt regelmäßig Trainer beschäftigte. Zumeist leiteten Spieler wie Alfréd Schaffer das Training, der später von 1933 bis 1935 den Club zum ersten Pokalsieg führte. Mit dem ehemaligen englischen Nationalspieler Fred Spiksley war 1913 kurzzeitig der erste richtige Übungsleiter engagiert worden. Er kehrte 1926/27 noch einmal zurück und beendete mit seinem zweiten Engagement die trainerlose Zeit des FCN. Zwischendurch hatte der Club nur Izidor Kürschner mehrmals als Übungsleiter für Meisterschaftsendrunden engagiert. Mehrmals war auch sein Nachfolger Karl Michalke Trainer (1927 bis 1928, 1935 bis 1936, 1946 bis 1947). Überhaupt kehrten viele Trainer bis in die Gegenwart zu einem wiederholten Engagement zum 1. FC Nürnberg zurück. Aus der Vorkriegszeit bemerkenswert sind noch Jenő Konrád, der als Jude wie oben erwähnt auf Grund der Hetze der NSDAP die Stadt verließ sowie Gyuri Orth (1936 bis 1939), Alv Riemke (1939 bis 1941 und 1952 bis 1954) und während des Krieges dann der ehemalige Meisterspieler Hans „Bumbes“ Schmidt (1941 bis 1945 und Dezember 1949 bis 1952). Mit Josef „Seppl“ Schmitt (1947 bis 1949) war es einem anderen Meisterspieler vorbehalten, als erster und bislang einziger mit dem 1. FCN sowohl als Spieler wie als Trainer erfolgreich zu sein.
Während der Oberligazeit schaffte Franz Binder durch seine Amtszeit von 1955 bis 1960 die bisher längste kontinuierliche Verweildauer auf dem Trainerstuhl des Club. Sein Nachfolger Herbert Widmayer, Meistertrainer von 1961, war am 30. Oktober 1963 dann der erste Trainer, der in der Bundesliga entlassen wurde. In der Bundesliga probierten sich zwei Mal Jenő Csaknády (1963 bis 1964 und 1965 bis 1966) sowie Gunther Baumann und Jenő Vincze ohne großen Erfolg als Trainer, ehe Max Merkel es in 26 Monaten Amtszeit (3. Januar 1967 bis 24. März 1969) den Club zunächst vor dem Abstieg bewahrte, zur neunten Meisterschaft führte und dann wieder in den Abstiegskampf verstrickte, aus dem auch Ex-Spieler Robert Körner sowie Kuno Klötzer den Club nicht mehr retten konnten.
In der Zweitklassigkeit durfte Hans Tilkowski drei volle Spielzeiten Trainer bleiben. Sein Nachfolger Horst Buhtz wurde nach dem vorletzten Spieltag der Saison 1977/78 entlassen, nachdem sich der Club für die Aufstiegsspiele qualifiziert hatte. Durch diese führte der junge Trainer Werner Kern den Club erfolgreich. Als es anschließend in der Bundesliga weniger gut lief, trat zunächst Präsident Lothar Schmechtig zurück, damit sein Nachfolger einen Tag später Kern entlassen konnte. Mit Robert Gebhardt saß erneut ein Ex-Spieler auf dem Trainerstuhl, unterbrochen von einem 51-tägigen Intermezzo des Belgiers Jef Vliers im Sommer 1979. Noch kürzer – von Interimstrainern abgesehen – war im Herbst 1983 das 41-tägige Engagement von Rudi Kröner. Von 1981 bis 1983 war mit Udo Klug erstmals wieder ein Trainer länger als zwei Jahre am Stück im Amt. Sein indirekter Nachfolger Heinz Höher gelang durch die Amtszeit vom 1. Januar 1984 bis 30. Juni 1988 die zweitlängste Amtszeit eines Club-Trainers. Er gehört auch zu den wenigen, die nicht vorzeitig entlassen wurden. Dies widerfuhr ihm dann erst als Manager. Die nachfolgenden Amtszeiten von Hermann Gerland (1988 bis 1990) und Arie Haan (1990 bis 1991) dauerten kürzer an. Willi Entenmann kam in zwei Versuchen auf über drei Jahre auf dem Trainerstuhl des 1. FC Nürnberg. Sein erstes Engagement endete mit einer Entlassung nach einem 2:0-Sieg über Bayern München im November 1993. Bis zu seinem zweiten Engagement ab Mai 1996 lösten sich in relativ kurzer Zeit Dieter Renner, Rainer Zobel, Günter Sebert und wieder einmal Hermann Gerland ab. Felix Magath führte den Club 1997/98 aus der 2. Bundesliga, ging dann aber selbst, weil er keine Perspektive für die Bundesliga sah. Sein Nachfolger Willi Reimann gab das Amt nach vier Monaten aus persönlichen Gründen ab. Friedel Rauschs 13-monatige Amtszeit war die vorerst letzte kurzzeitige Beschäftigung eines Trainers. Zwar trennte sich der Verein auch von seinen Nachfolgern Klaus Augenthaler und Wolfgang Wolf vorzeitig. Doch war Augenthaler über drei Jahre und Wolf immerhin zweieinhalb Jahre im Amt.
Vom 9. November 2005 bis 11. Februar 2008 war Hans Meyer der 65. Trainer des 1. FC Nürnberg. Unter seiner Führung konnte der 1. FC Nürnberg mit dem Sieg im DFB-Pokal 2006/07 den ersten nationalen Titelgewinn seit 39 Jahren feiern. Nach Misserfolg in der Liga wurde er am 12. Februar 2008 durch Thomas von Heesen ersetzt. Dieser konnte den erneuten Abstieg in die Zweite Bundesliga jedoch ebenfalls nicht mehr verhindern, die Verantwortlichen beschlossen aber trotzdem, mit von Heesen den Neustart in Liga zwei zu versuchen. Aufgrund der Situation innerhalb des Vereins gab von Heesen jedoch nach dem zweiten Spieltag, am 28. August, seinen Rücktritt bekannt. Den Trainerposten übernahm sein Co-Trainer Michael Oenning, der das erklärte Ziel Wiederaufstieg schaffte. Nach einer schlechten Hinrunde in der Bundesliga wurde seine Entlassung am 21. Dezember 2009 bekanntgegeben. Nur einen Tag nach Oennings Entlassung stellte der Verein Dieter Hecking als neuen Trainer vor. In der Winterpause 2012/13 wechselte Trainer Hecking gegen eine Ablösesumme zum VfL Wolfsburg. Neues Trainergespann wurden Michael Wiesinger und Armin Reutershahn, die jedoch nach acht sieglosen Spielen zu Beginn der Saison 2013/14 entlassen wurden.
Am 21. Oktober 2013 verpflichtete der 1. FC Nürnberg den Niederländer Gertjan Verbeek als Nachfolger von Michael Wiesinger. Dieser blieb allerdings nicht lang im Amt. Am 23. April 2014 wurde Verbeek nach acht Niederlagen in neun Spielen entlassen; drei Spieltage vor Saisonende auf einem Abstiegsplatz stehend. Vorübergehend übernahm U23-Trainer Roger Prinzen den Trainerposten.
Zur Saison 2014/15 wurde der Franzose Valérien Ismaël als Trainer vorgestellt. Am 3. August 2014 debütierte er als Trainer der Franken beim 1:0-Sieg am ersten Spieltag der Zweitliga-Spielzeit 2014/15. Am zweiten Spieltag verlor er das Frankenderby mit dem FCN mit 1:5 bei der SpVgg Greuther Fürth. Am 15. August 2014 schied der 1. FC Nürnberg in der ersten Pokalrunde gegen den Drittligisten MSV Duisburg aus. Nach insgesamt nur vier Siegen in 13 Punktspielen wurde Ismaël am 10. November 2014 vom Verein beurlaubt.
Vom November 2014 bis zum 19. Juni 2016 wurde der Club vom Schweizer René Weiler trainiert, seine Nachfolge trat Alois Schwartz vom Ligakonkurrenten SV Sandhausen an. Dieser wurde am 7. März 2017 von seinen Aufgaben entbunden. Als Nachfolger wurde der Leiter des Nachwuchsleistungszentrums Michael Köllner „bis auf Weiteres“ zum Cheftrainer erklärt. Unter ihm gelang in der Saison 2017/18 die Rückkehr in die Bundesliga. Nach 21 Spieltagen wurde Köllner von seinen Aufgaben entbunden, als die Mannschaft mit 12 Punkten auf dem letzten Tabellenplatz stand. Sein Nachfolger wurde zunächst Boris Schommers als Interimstrainer.
Im Mai 2019 gab der Verein bekannt, dass Damir Canadi zur Zweitligasaison 2019/20 den Posten des Cheftrainers bekleiden werde. Dieser wurde nach dem 12. Spieltag freigestellt, als die Mannschaft auf dem 11. Platz stand. Als Interimstrainer übernahm für ein Spiel der U21-Trainer Marek Mintál die Mannschaft, ehe Jens Keller als neuer Cheftrainer verpflichtet wurde. Nachdem der FCN die Saison unter Keller auf dem 16. Platz beendet hatte, wurde der NLZ-Leiter Michael Wiesinger für die Relegation Interimstrainer. Unter Wiesinger schaffte der FCN gegen den FC Ingolstadt 04 knapp den Klassenerhalt.
Zur Saison 2020/21 wurde der 35-jährige Robert Klauß neuer Cheftrainer, der zuvor als Jugend- und Co-Trainer bei RB Leipzig gearbeitet hatte und mit dem FCN seine erste Stelle als Cheftrainer einer Profimannschaft annahm. Unter Robert Klaus konnte sich die Mannschaft in dieser Spielzeit festigen und man belegte den 11. Platz. Nach einem soliden 8. Platz in der Folgesaison geriet der FCN in der Saison 2022/23 in einen Abwärtsstrudel. Nach zehn Spieltagen standen nur 10 Punkte auf dem Konto und der Club auf dem 14. Tabellenplatz. Daraufhin wurde Robert Klauß entlassen und Markus Weinzierl als neuer Cheftrainer am 4. Oktober 2022 vorgestellt. Nachdem sich jedoch auch unter Weinzierl keine spürbare Verbesserung eingestellt hatte, wurde dieser am 20. Februar 2023 nach einer 0:5-Niederlage beim 1. FC Heidenheim ebenfalls entlassen. Dieter Hecking übernahm den Trainerposten gleichsam interimsweise bis zum Saisonende. Der Club befand sich zu diesem Zeitpunkt bei zwei Punkten Vorsprung auf die Abstiegszone mit 22 Punkten auf dem 13. Platz.

### Wirtschaftliche Kennzahlen
Die wirtschaftlichen Kennzahlen des 1. FC Nürnberg Konzern der letzten Geschäftsjahre:
| Kenngröße                                       | 2018/19 | 2019/20 | 2020/21 | 2021/22 | 2022/23 | 2023/24 |
| ----------------------------------------------- | ------- | ------- | ------- | ------- | ------- | ------- |
| Anlagevermögen                                  | 13,6    | 14,8    | 12,4    | 9,0     | 11,2    | 9,4     |
| 000davon Immobilien/Sachanlagen                 | 8,7     | 8,4     | 7,8     | 7,2     | 7,6     | 7,2     |
| 000davon Spielerwerte (immaterielle VG)         | 4,7     | 6,2     | 4,4     | 1,6     | 3,6     | 2,2     |
| Umlaufvermögen                                  | 15,0    | 19,8    | 13,4    | 14,9    | 9,1     | 8,8     |
| Rechnungsabgrenzungsposten                      | 0,1     | 0,2     | 0,2     | 0,4     | 0,5     | 0,6     |
| Nicht durch Vereinskapital gedeckter Fehlbetrag | 0,0     | 0,0     | 0,0     | 1,4     | 6,0     | 7,4     |
| Bilanzsumme                                     | 28,7    | 34,8    | 26,0    | 25,7    | 26,8    | 26,2    |
| Eigenkapital                                    | 8,6     | 10,4    | 1,0     | 0,0     | 0,0     | 0,0     |
| Rückstellungenen                                | 7,5     | 9,4     | 9,0     | 2,9     | 2,6     | 2,6     |
| Verbindlichkeiten                               | 8,0     | 9,8     | 13,0    | 18,7    | 13,6    | 18,7    |
| Rechnungsabgrenzungsposten                      | 4,6     | 5,2     | 2,9     | 4,1     | 4,5     | 4,8     |
| Erträge                                         | 72,9    | 55,2    | 35,8    | 42,1    | 51,2    | 55,4    |
| 000davon Transfererträge                        | 0,8     | 11,8    | 1,8     | 4,7     | 2,1     | 8,6     |
| 000davon TV-Gelder                              | 34,7    | 20,4    | 17,8    | 12,9    | 15,8    | 14,2    |
| 000davon Werbeerträge                           | 9,7     | 6,7     | 6,5     | 6,7     | 7,3     | 7,0     |
| Aufwendungen                                    | 64,8    | 53,4    | 45,2    | 44,6    | 50,9    | 56,8    |
| davon Personalaufwand Lizenzmannschaft          | 22,2    | 17,7    | 14,3    | 13,7    | 16,6    | 16,2    |
| davon Abschreibungen                            | 3,7     | 6,2     | 4,0     | 3,3     | 2,0     | 3,5     |
| Jahresüberschuss nach Steuern                   | 8,1     | 1,8     | −9,4    | −2,5    | 0,3     | −1,4    |

| Sponsoren und Ausrüster des 1. FC Nürnberg seit 1967 | Sponsoren und Ausrüster des 1. FC Nürnberg seit 1967 | Sponsoren und Ausrüster des 1. FC Nürnberg seit 1967 | Sponsoren und Ausrüster des 1. FC Nürnberg seit 1967 | Sponsoren und Ausrüster des 1. FC Nürnberg seit 1967 | Sponsoren und Ausrüster des 1. FC Nürnberg seit 1967 |
| Zeitraum                                             | Ausrüster                                            | Trikotsponsor                                        | Trikotsponsor                                        | Ärmelsponsor                                         | Ärmelsponsor                                         |
| Zeitraum                                             | Ausrüster                                            | Name                                                 | Branche                                              | Name                                                 | Branche                                              |
| ---------------------------------------------------- | ---------------------------------------------------- | ---------------------------------------------------- | ---------------------------------------------------- | ---------------------------------------------------- | ---------------------------------------------------- |
| 1967–1968                                            | Umbro                                                | kein Sponsor                                         | kein Sponsor                                         | kein Sponsor                                         | kein Sponsor                                         |
| 1968–1973                                            | unbekannt                                            | kein Sponsor                                         | kein Sponsor                                         | kein Sponsor                                         | kein Sponsor                                         |
| 1973–1977                                            | unbekannt                                            | AEG                                                  | Elektrotechnik                                       | kein Sponsor                                         | kein Sponsor                                         |
| 1977–1978                                            | unbekannt                                            | Grundig                                              | Elektronik                                           | kein Sponsor                                         | kein Sponsor                                         |
| 1978–1981                                            | Adidas                                               | Grundig                                              | Elektronik                                           | kein Sponsor                                         | kein Sponsor                                         |
| 1981–1982                                            | Adidas                                               | reflecta                                             | Elektronik                                           | kein Sponsor                                         | kein Sponsor                                         |
| 1982–1985                                            | Adidas                                               | ARO                                                  | Textilien                                            | kein Sponsor                                         | kein Sponsor                                         |
| 1985–1987                                            | Adidas                                               | Patrizier Bräu                                       | Brauerei                                             | kein Sponsor                                         | kein Sponsor                                         |
| 1987–1993                                            | Adidas                                               | reflecta                                             | Elektronik                                           | kein Sponsor                                         | kein Sponsor                                         |
| 1993–1994                                            | Puma                                                 | Trigema                                              | Textilien und Tankstellen                            | kein Sponsor                                         | kein Sponsor                                         |
| 1994–1996                                            | Puma                                                 | ARO                                                  | Textilien                                            | kein Sponsor                                         | kein Sponsor                                         |
| 1996–1998                                            | Adidas                                               | ARO                                                  | Textilien                                            | kein Sponsor                                         | kein Sponsor                                         |
| 1998–2000                                            | Adidas                                               | VIAG Interkom                                        | Telekommunikation                                    | kein Sponsor                                         | kein Sponsor                                         |
| 2000–2002                                            | Adidas                                               | Adecco                                               | Personaldienstleistung                               | kein Sponsor                                         | kein Sponsor                                         |
| 2002–2003                                            | Adidas                                               | Entrium                                              | Direktbank                                           | kein Sponsor                                         | kein Sponsor                                         |
| 2003–2004                                            | Adidas                                               | DiBa                                                 | Direktbank                                           | kein Sponsor                                         | kein Sponsor                                         |
| 2004–2008                                            | Adidas                                               | mister*lady                                          | Bekleidung                                           | kein Sponsor                                         | kein Sponsor                                         |
| 2008–2012                                            | Adidas                                               | AREVA                                                | Energie                                              | kein Sponsor                                         | kein Sponsor                                         |
| 2012–2014                                            | Adidas                                               | NKD                                                  | Bekleidung                                           | kein Sponsor                                         | kein Sponsor                                         |
| 2014–2016                                            | Adidas                                               | Wolf Möbel                                           | Möbel                                                | kein Sponsor                                         | kein Sponsor                                         |
| 2016–2017                                            | Umbro                                                | Nürnberger                                           | Versicherung                                         | kein Sponsor                                         | kein Sponsor                                         |
| 2017–2020                                            | Umbro                                                | Nürnberger                                           | Versicherung                                         | Godelmann                                            | Steine                                               |
| 2020–2021                                            | Umbro                                                | Nürnberger                                           | Versicherung                                         | Exasol                                               | Software                                             |
| 2021–2023                                            | Adidas                                               | Nürnberger                                           | Versicherung                                         | Exasol                                               | Software                                             |
| 2023–2025                                            | Adidas                                               | Nürnberger                                           | Versicherung                                         | Helmsauer                                            | Versicherung                                         |
| 2025–                                                | Adidas                                               | toolcraft                                            | Fertigungstechnologie                                | Helmsauer                                            | Versicherung                                         |
| Zeitraum                                             | Ausrüster                                            | Name                                                 | Branche                                              | Name                                                 | Branche                                              |
| Zeitraum                                             | Ausrüster                                            | Trikotsponsor                                        | Trikotsponsor                                        | Ärmelsponsor                                         | Ärmelsponsor                                         |

### Sponsoren
Um den Verein wirtschaftlich besser dastehen zu lassen, bemühte man sich ab den 1970er Jahren Trikotsponsoren zu finden. Als erstes Unternehmen zierte die AEG ab der Saison 1973/74 die Brust der Trikots des 1. FC Nürnberg. Ab der Saison 1977/78 übernahm mit Grundig ebenfalls ein Nürnberger Unternehmen das Sponsoring auf dem Trikot, beendete jedoch sein Engagement mit dem Ende der Saison 1980/81. Nach einem Übergangsjahr 1981/82 mit dem Foto- und Diazubehörhersteller reflecta auf der Brust, übernahm dann Spielzeit 1982/83 der Teppichhersteller ARO das erste Mal den prominenten Platz auf dem Trikot. Ab der Spielzeit 1985/86 schmückte das Logo der Brauerei Patrizier Bräu, die jedoch mittlerweile mit Tucher Bräu fusionierte, das Trikot der Nürnberger. Ab 1987/88 kehrte dann reflecta zurück auf die Brust des Clubs. 1993/94 begann Trigema für den Namen auf dem Trikot zu zahlen, bis nur ein Jahr später 1994/95 ARO erneut das Trikotsponsoring übernahm. Ab 1998/99 strahlte das Logo des Telekommunikationsdienstleisters VIAG Interkom auf dem Leibchen des Clubs. 2000/01 bis 2001/02 zierte der Name des Zeitarbeitunternehmens Adecco den Club-Dress, ehe Entrium das Sponsoring übernahm. Da das Finanzunternehmen 2003 von der DiBa übernommen wurde, führte diese bis 2003/04 das Sponsoring weiter.
Im Vorfeld der Spielzeit 2004/05 stand der Club nun erstmals seit 1973 ohne Sponsor da, und der Schriftzug „Nürnberg“ schmückte vorübergehend das Trikot, ehe zu Saisonbeginn der neue Partner mister*lady vorgestellt wurde. Dieser führte sein Engagement bis 2008/09 fort. In der Vorbereitung stand kurz „Wir sind der Club“ auf den Trikots, ehe der französische Atomkonzern AREVA das Sponsoring bis 2011/12 übernahm. In der Vorbereitungszeit zur Saison 2012/13 stand man erneut ohne Unterstützer da, weshalb vorübergehend der Schriftzug „Der Club“ das Trikot zierte, ehe zwei Tage vor dem ersten Meisterschaftsspiel der fränkische Textildiscounter NKD als neuer Hauptsponsor präsentiert werden konnte. Diese auf vier Jahre angelegte Zusammenarbeit wurde seitens NKD zum Saisonende 2013/14 vorzeitig aufgekündigt. Das neue Auswärtstrikot wurde daher wieder mit dem Schriftzug „Der Club“ versehen.
Zur Saison 2014/15 wurde das Schweinfurter Unternehmen Wolf Möbel als neuer Trikotsponsor bekanntgegeben. Das zunächst eine Saison geltende Trikotsponsoring wurde im März 2015 um ein weiteres Jahr verlängert. Für die Saison 2016/17 wurde am 20. Juli 2016 die Nürnberger Versicherung als neuer Partner vorgestellt. Das Engagement als Haupt- und Trikotsponsor sollte vorerst drei Jahre laufen, über die wirtschaftlichen Konditionen wurde Stillschweigen vereinbart. Im März 2019 verlängerte die Nürnberger ihr Sponsoring um weitere drei Jahre bis 2022.
Am 3. Juli 2017 wurde von Vereinsseite bekannt gegeben, dass aber der Saison 2017/18 die regionale Betonsteinfirma Godelmann der erste Ärmelsponsor des Clubs, sowie neuer Premium-Partner wird. Zur Saison 2020/21 löste das Nürnberger Softwareunternehmen Exasol Godelmann als Ärmel- und Innovationspartner ab. Anfang Mai 2022 wurde vorzeitig bekannt gegeben, dass die Partnerschaft mit der Nürnberger Versicherung als Hauptsponsor um weitere drei Jahre bis 2025 verlängert wurde.
- Vorstand
  - Panagiotis "Joti" Chatzialexiou (Sport)
  - Niels Rossow (Strategie & Marketing)
  - Stefan Heim (Finanzen)
- Aufsichtsrat
  - Peter Meier (Vorsitzender)
  - Matthias Fifka (1. stellvertretender Vorsitzender)
  - Chhunly Pagenburg (2. stellvertretender Vorsitzender)
  - Johannes Bisping
  - Christian Ehrenberg
  - Norbert Gunkler
  - Sandra Hummel
  - Ulrich Maly
  - Raphael Schäfer
- Stadionsprecher
  - Jörg Dippold
  - Guido Seibelt

## Zweite Mannschaft
→ Siehe auch 1. FC Nürnberg II/Saisonbilanzen

### Geschichte
Die zweite Mannschaft des Club hat wie auch anderswo ihre Hauptfunktion, Talente an die erste Mannschaft heranzuführen. Um diesen möglichst gute Spielpraxis zu bieten, soll die Mannschaft nebenbei auch so hochklassig wie möglich spielen. Dies gelang in der Vergangenheit nicht immer.
Erstmals gelang dem Club-Unterbau 1955 der Aufstieg in die drittklassige Amateurliga Bayern. Nach vier Spielzeiten mit den Platzierungen 6, 13, 8 und zuletzt 14 ging es jedoch zurück in die lokale Ligastruktur. Im Schatten der Meistermannschaft von 1961 reifte auch eine gute zweite Mannschaft heran, die 1965 in die bayerische Amateurliga zurückkehrte und als Neuling gleich die Vizemeisterschaft errang. Damit waren die Club-Amateure auch für die Amateurmeisterschaft qualifiziert, scheiterten dort aber in der 1. Runde an der SG Westend Frankfurt mit 1:1 und 0:1. In der Bayernliga rutschte die Mannschaft zugleich von Saison zu Saison immer tiefer in der Tabelle ab. Über die Platzierungen 5, 7, 10, 13, 12 und 15 landete das Team 1973 schließlich auf dem 18. Platz und stieg mit 103 Gegentreffern wieder in die Landesliga ab. Während die A-Junioren ein Jahr später die deutsche Meisterschaft errangen, konnten sie nach dem Wechsel in den Seniorenbereich der zweiten Mannschaft nicht weiterhelfen. Erst 1980 kehrten sie mit Schwung in die nunmehr zur Amateur-Oberliga reformierte Bayernliga zurück. Im selben Jahr waren die Club-Amateure erstmals in der Hauptrunde des DFB-Pokals vertreten, schieden in der 1. Runde jedoch bei TuS Schloß Neuhaus mit 2:3 n. V. aus. In der Oberliga stürmte der Nachwuchs auf den zweiten Tabellenplatz. Nachdem die besten Spieler in die Bundesligamannschaft abgewandert waren, erfolgte jedoch nach einem 13. Platz 1982 nach der Saison 1982/83 erneut der Abstieg. Im DFB-Pokal 1981/82 war die Mannschaft am SSV Ulm 1846 im Wiederholungsspiel gescheitert.
Während die Bundesligamannschaft 1983/84 einen Negativrekord nach dem nächsten aufstellte und am Saisonende ohne jeden Auswärtspunkt abstieg, reifte in der Viertklassigkeit der Landesliga Mitte bei den abgestiegenen Amateuren ein Jahrgang heran, der nicht nur die sofortige Rückkehr in die Bayernliga schaffte, sondern in Gestalt seiner wichtigsten Spieler wie Roland Grahammer und Dieter Eckstein auch der ersten Mannschaft zum Bundesligaaufstieg verhalf. Der talentiertesten Spieler beraubt hielt sich die zweite Mannschaft erneut nur drei Jahre in der Amateuroberliga und stieg 1987 schließlich wieder ab. Zwischendurch gelang dem Team der bis heute größte Erfolg im DFB-Pokal, als in der Pokalrunde 1984/85 in der 1. Hauptrunde daheim Südwest Ludwigshafen besiegt wurde. In der 2. Runde verlor der Club daheim gegen den SC Jülich 1910.
In den folgenden Jahren verpasste die zweite Mannschaft nicht nur die Rückkehr in die Oberliga Bayern, sondern wurde durch die Einführung der Regionalliga 1994 sogar in die Fünftklassigkeit herabgestuft. Der Sprung in die erste Mannschaft wurde für die Spieler der Zweiten nur durch deren Absturz bis in die Regionalliga 1996 vereinfacht. Für Aufsehen und den bis heute wohl größten Zuschauerandrang sorgten die Club-Amateure durch ihr Aufeinandertreffen mit Borussia Mönchengladbach in der 1. Hauptrunde des DFB-Pokals 1995/96, das im Frankenstadion mit 0:3 verloren ging. Als der ersten 1998 der Durchmarsch in die Bundesliga gelang, kehrte auch die zweite Mannschaft wieder in die bayerische Amateuroberliga zurück. Die letzte prominente Verstärkung aus der zweiten Mannschaft war Cacau. Ansonsten dient die durch die Auflagen des DFB für zweite Mannschaften von Bundesligisten zur „U23“ umfunktionierte Mannschaft vor allem Talenten aus der A-Jugend als Warteraum für den Durchbruch in der ersten Mannschaft und als Möglichkeit für Profispieler, nach Verletzungen wieder Spielpraxis zu gewinnen. In der Saison 2007/08 gelang der Aufstieg in die Regionalliga. Damit gehörte die zweite Mannschaft des 1. FC Nürnberg zu den ersten Mannschaften, die in der nach Einführung der 3. Liga nun viertklassigen Regionalliga spielten. Die Saison 2008/09 verlief erfolgreich. Die Mannschaft war vier Spieltage lang Tabellenführer und beendete die Spielzeit schließlich auf Rang fünf. Ahmet Kulabas wurde mit seinen 18 Treffern der zweitbeste Schütze der Liga, Markus Fuchs belegte mit 16 Toren den sechsten Platz. Außerdem wurde der Abwehrspieler Dominic Maroh schon nach acht Einsätzen in die Lizenzspielermannschaft befördert, wo er sich sofort zum Leistungsträger entwickelte. In der Saison 2009/10 errang der FCN II sogar die Herbstmeisterschaft und beendete die Saison auf Platz zwei.
Auch nach der Einführung der Fußball-Regionalliga Bayern spielt die zweite Mannschaft in der weiterhin viertklassigen Regionalliga. In der Saison 2012/2013 beendete Marek Mintál seine aktive Karriere als Fußballspieler mit einem Liga-Spiel gegen die zweite Mannschaft des TSV 1860 München.

### Erfolge
- Vizemeister Amateurliga Bayern 1965
- Teilnahme am DFB-Pokal 1979/80, 1981/82, 1984/85, 1995/96

### Kader 2025/26
Stand: 20. August 2025
| Spieler          | Nat.        | Jahrgang |
| Leon Kickler     | Deutschland | 2006     |
| Robin Lisewski I | Polen       | 2006     |
| Lennart Pohlmann | Deutschland | 2006     |

| Spieler                | Nat.            | Jahrgang |
| Khalid Abu El Haija    | Staat Palästina | 2005     |
| Lucas Beetz            | Deutschland     | 2005     |
| Leo Eberle             | Deutschland     | 2005     |
| Tobias Heß             | Deutschland     | 2006     |
| Noel Kaiser            | Deutschland     | 2006     |
| Fabian Menig           | Deutschland     | 1994     |
| Eric Porstner I/ U19   | Deutschland     | 2007     |
| Kristian Mandić I/ U19 | Kroatien        | 2007     |

| Spieler               | Nat.        | Jahrgang |
| Ayoub Chaikhoun I     | Marokko     | 2006     |
| Gil Ebner             | Deutschland | 2006     |
| Pascal Fuchs          | Deutschland | 2005     |
| Eryk Grzywacz I       | Polen       | 2006     |
| Justin von der Hitz I | Deutschland | 2006     |
| Luca Horst            | Deutschland | 2005     |
| Simon Joachims        | Deutschland | 2001     |
| Benedikt Kirsch       | Deutschland | 1996     |
| Winners Osawe I       | Deutschland | 2006     |
| Nizar Üstel           | Deutschland | 2006     |
| Moritz Wiezorrek      | Deutschland | 2004     |

| Spieler               | Nat.            | Jahrgang |
| Levin Chiumento U19   | Deutschland     | 2007     |
| Ion Ciobanu           | Moldau Republik | 2006     |
| Jeroen Krupa          | Deutschland     | 2003     |
| Tino Kusanović I/ U19 | Kroatien        | 2008     |
| Jesper Penterman      | Deutschland     | 2005     |
| Eliyah Rau            | Deutschland     | 2006     |
| Piet Scobel I         | Deutschland     | 2005     |
| Joel Skowronek        | Deutschland     | 2006     |

| Andreas Wolf    | Deutschland |
| Dominik Tekeser | Deutschland |

## Jugendmannschaften
In der Saison 2019/20 stellte der 1. FC Nürnberg Juniorenmannschaften der Altersklassen U8 bis U19. Sowohl die A- als auch die B-Jugend nehmen trotz einiger Abstiege häufig am Spielbetrieb der jeweiligen Juniorenbundesligen teil. In der jüngeren Vergangenheit war der US-Amerikaner und spätere Zweitligatrainer Pellegrino Matarazzo am längsten Trainer der A-Junioren und führte sie durch vier Spielzeiten.

### Erfolge der A-Jugend
- Deutscher A-Juniorenmeister (1): 1974
- DFB-Junioren-Vereinspokalsieger (3): 1987, 1988, 1993
- Meister der Bayernliga Nord (4): 2008, 2009, 2014, 2020
- Bayerischer Pokalsieger (4): 2005, 2008, 2011, 2012

### Erfolge der B-Jugend
- Deutscher Vizemeister (1): 1987
- Bayerischer Hallenmeister (1): 2011

Viele spätere Profis durchliefen mindestens einen Jahrgang der Nürnberger Nachwuchsabteilung. Darunter waren:
- Patrick Erras (2007–2014)
- Jann George (2002–2011)
- Michael Heinloth, U21-Europameister (2003–2011)
- Philipp Hercher (2011–2015)
- Pascal Itter, U19-Europameister (2009–2013)
- Finn Jeltsch, U17-Europa- und Weltmeister (2015–2023)
- Patrick Kammerbauer (2007–2016)
- Stefan Kießling, 403 Bundesligaspiele, Zweitligameister und Nationalspieler (2001–2002)
- Pascal Köpke (2011–2013)
- Marvin Plattenhardt, CONFED-Cupsieger und U17-Europameister (2008–2010)
- Dominik Reinhardt, DFB-Pokalsieger und Zweitligameister (1999–2003)
- Erik Shuranov (2010–2020)
- Niklas Stark, U19- und U21-Europameister (2004–2013)
- Cedric Teuchert (2009–2016)
- Philipp Tschauner (1995–2004)
- Marius Wolf, DFB-Pokal- und DFL-Supercupsieger (2007–2012)

## Frauenfußball
Am 24. August 1988 wurde eine Frauen- und Mädchenfußball-Abteilung innerhalb des 1. FC Nürnberg ins Leben gerufen. Im Zuge der Umstrukturierung des Vereins und der Ausgliederung der Abteilungen in selbständige Vereine gründeten sieben Personen in den Geschäftsräumen des 1. FC Nürnberg im Frühjahr 1995 einen eigenständigen Verein, den 1. Fußball-Club Nürnberg Frauen- und Mädchenfußball e. V. Dieser etablierte sich in den 1990er Jahren als größter Verein des nordbayerischen Frauenfußballs und wurde 2023 wieder in den Hauptverein eingegliedert. Die sportlich größten Erfolge waren die Aufstiege in die Bundesliga 1999 und 2023, auch wenn beide Male im Jahr darauf der Abstieg folgte. 2025 stieg man zum dritten Mal in die höchste Spielklasse auf.
Zudem absolvierten die Club-Damen im Achtelfinale des DFB-Pokals 2022/23 gegen den VfL Wolfsburg ein Heimspiel im Max-Morlock-Stadion mit 17.302 Besuchenden, das einen Besucherrekord für Heimspiele der Frauen des 1. FC Nürnberg aufstellte.

## Die Spielstätten

Von den ersten Gehversuchen auf der Deutschherrnwiese an der Pegnitz inmitten Nürnbergs über das vereinseigene Stadion in Zerzabelshof bis hin zum heutigen Max-Morlock-Stadion blickt der 1. FC Nürnberg auf insgesamt neun unterschiedliche Spielstätten zurück.

### Deutschherrnwiese
Als erster Platz für Fußballspiele diente dem neugegründeten Verein ein Exerzierplatz im Pegnitzgrund, die sogenannte Deutschherrnwiese. Wie heute noch bei vielen Bolzplätzen mussten die Spieler zu jedem Spiel Torstangen und Eckpfosten selbst mitbringen. Ein besonderer Vorzug des Platzes war das nahegelegene Lokal „Burenhütte“. Hier fand nicht nur am 4. Mai 1900 die Gründung des Vereins statt, das Lokal diente auch als Vereinsheim und Umkleideraum. Als der Club für seine ersten Spiele gegen auswärtige Gegner Eintritt verlangen wollte, zeigte sich die Notwendigkeit einer Umzäunung des Geländes. Der Magistrat der Stadt Nürnberg verweigerte sich jedoch diesem Ansinnen.

### Ziegelgasse
Der Verein pachtete nun ein 10.000 Quadratmeter großes Sportfeld in der Ziegelgasse im Nürnberger Stadtteil Steinbühl und baute für insgesamt 14.000 Mark eine Umkleidehütte, Kassenhäuschen, eine Holztribüne mit 300 Sitzplätzen und natürlich einen Zaun. Mit dem beginnenden Ligabetrieb im Jahr 1905 gab es regelmäßige Spiele und ausreichenden Besuch, um die Kosten schnell zu decken. Das größte Ereignis an der Ziegelgasse war das Endspiel um die vierte deutsche Meisterschaft 1906 zwischen dem VfB Leipzig und dem 1. FC Pforzheim. Der Andrang von 1.100 Zuschauern zeigte bereits die Grenzen des Platzes auf.

### Schweinau
Der Verein war bei der Suche nach einem größeren Gelände schnell fündig geworden und eröffnete bereits am 28. Februar 1908 einen neuen, doppelt so großen Platz im 1899 eingemeindeten Vorort Schweinau. Die Pachtsumme für fünf Jahre betrug 25.000 Mark. Der Platz mit Laufbahn war von Erdwällen für Zuschauer umgeben und verfügte über eine kleine überdachte Holztribüne, die auch Umkleideräume mit sanitären Anlagen beherbergte. Im Herbst 1911 strömten zum Derby gegen die SpVgg Fürth 6.000 Zuschauer. Damit war auch dieser Platz rasch zu klein geworden.

### Zerzabelshof I
Im September 1910 hatte der Lokalrivale aus Fürth mit dem Sportplatz am Ronhofer Weg ein 8.000 Zuschauer fassendes Stadion eröffnet, das als modernstes Stadion Deutschlands galt und den Fürthern hohe regelmäßige Zuschauereinnahmen garantierte. So war es eine Mischung aus Konkurrenzdenken und praktischer Notwendigkeit, die den 1. FC Nürnberg unter dem Vorsitz des Gründungsvorstandes Christoph Heinz dazu bewog, ein eigenes Grundstück zu kaufen. Denn bereits zweimal hatte der Verein Geld in gepachtete Grundstücke investiert, die rasch zu klein geworden waren. Im außerhalb der Stadtgrenzen gelegenen Zerzabelshof, das erst 1923 nach Nürnberg eingemeindet wurde, kaufte der Verein seinem Mitglied Karl Hertel für 130.000 Mark ein 47.000 Quadratmeter großes Grundstück ab. Ein Nebeneffekt war, dass die Gemeinde Zerzabelshof auf den Eintrittspreis für Fußballspiele keine Lustbarkeitssteuer erhob. Für 300.000 Mark errichtete der Club Übungsplätze, ein Vereinsheim, Tennisplätze für die Tennisabteilung und schließlich ein Stadion. Die Ausgaben refinanzierte der Club auf eine vielfältige Weise. Ein Mitglied übernahm einen Teil der Kosten, Anteilsscheine von der Investition in den Schweinauer Platz wurden nicht voll ausgezahlt, Reklamemarken mit der Darstellung der Sportarten im FCN erlösten 1200 Mark. Die Freiherrlich von Tucher’sche Brauerei gewährte dem Verein eine günstig verzinste Hypothek, die Nürnberger Lebensversicherungsbank übernahm die erste Hypothek. Schließlich wurde der Preis für Dauerkarten erhöht und die Ermäßigung auf den Vorverkauf abgeschafft. Am 24. September 1913 wurde das 8000 Zuschauer fassende Rund gegen Eintracht Braunschweig eingeweiht. Die Architekten Heinz und Richard Gerling hatten nicht nur ein Stadion mit Laufbahn errichtet, sondern für den Verein einen Sportpark mit Schwimmbad und Tennisplätzen errichtet. Während in anderen Städten wie Köln, Frankfurt am Main oder Altona die Kommunen Sportparks errichteten, war die Finanzierung aus Vereinsmitteln durch den 1. FC Nürnberg die Ausnahme in Deutschland. Zudem ließ sich die Stadt Nürnberg nicht davon abhalten, nach dem Ersten Weltkrieg rund um das Städtische Stadion ebenfalls einen kommunalen Sportpark zu bauen (siehe unten). Während der Ort Zerzabelshof im Volksmund „Zabala“ genannt wurde, prägte ein Vereinsmitglied im Jahr 1915 den Begriff „Zabo“ als Kosenamen für das Stadion. Bis 1926 wurde das Stadion auf eine Kapazität von 25.000 Zuschauern erweitert. Hinter einem der beiden Spielfeldtore überragte ein eindrucksvolles Kriegsmahnmal die Zuschauertribünen.

### Zerzabelshof II
Das Stadion war 1943 bei einem Bombenangriff schwer zerstört worden und zudem nach dem Krieg von der amerikanischen Militärregierung beschlagnahmt worden. Daher trug der Club seine Heimspiele zunächst ausgerechnet im Fürther Ronhof aus. Auch das 1925 errichtete Städtische Stadion am Dutzendteich kontrollierte das amerikanische Militär. Im September 1948 kehrte der Verein auf sein eigenes Gelände zurück und entschied sich für den Wiederaufbau des Zabo. Unter der Planung von Franz Ruff, der u. a. den Bau der Kongresshalle Nürnberg auf dem Reichsparteitagsgelände geführt hatte, entstand ein Stadion für 35.000 Zuschauer. Die Haupttribüne war ein Eisenbetonskelettbau mit einem Betondach, das zwei je 28 Zentimeter starke Stahlrohre trugen, die die Last von je 250 Tonnen tragen konnten. Beide Stützen hatten bewegliche Lagerungen, um größere Spannungen zu vermeiden. Die Tribüne selbst bot 2.450 Zuschauern auf 80 cm breiten Sitzen Platz. Im Innenraum der Tribüne waren 22 Kabinen, sechs Duschräume, eine Turnhalle sowie Räume für den Platzwart und den Rundfunk untergebracht. Die Tribüne und damit das gesamte Stadion wurde an Pfingsten 1950 eröffnet. In den Oberligajahren und dem damit einhergehenden Zuschauerandrang – der Schnitt schwankte zwischen 11.067 1954/55 und 21.867 1961/62 – erwies sich weniger das Stadion selbst als zu klein. Vielmehr wurde der An- und Abreiseverkehr, der im Zuge der zunehmenden Motorisierung des Individualverkehrs verstärkt mit dem Personenkraftwagen erfolgte, zum Problem. Im engen Zerzabelshof gab es schlicht zu wenig Parkplätze. Ursprünglich hatte die Stadt den Bau der Tribünen nur genehmigen wollen, wenn für 2.000 Stellplätze gesorgt worden wäre. 1957 wurde der Verein von dieser Forderung jedoch befreit, da die Stadt die Forderung erst nach Baubeginn erhoben hatte. Allerdings war dieser ohne Genehmigung erfolgt, rechtlich abgesegnet wurde das Stadion erst sechs Jahre nach der Einweihung. Da bei anderen Abteilungen des Vereins ebenfalls der Wunsch nach moderneren Sportanlagen laut wurde, entschloss sich der Verein unter Präsident Walter Luther zum Verkauf des Geländes. Am 1. September 1966 begann der Abriss. Heute befindet sich auf dem Gelände eine Wohnanlage.

### Valznerweiher

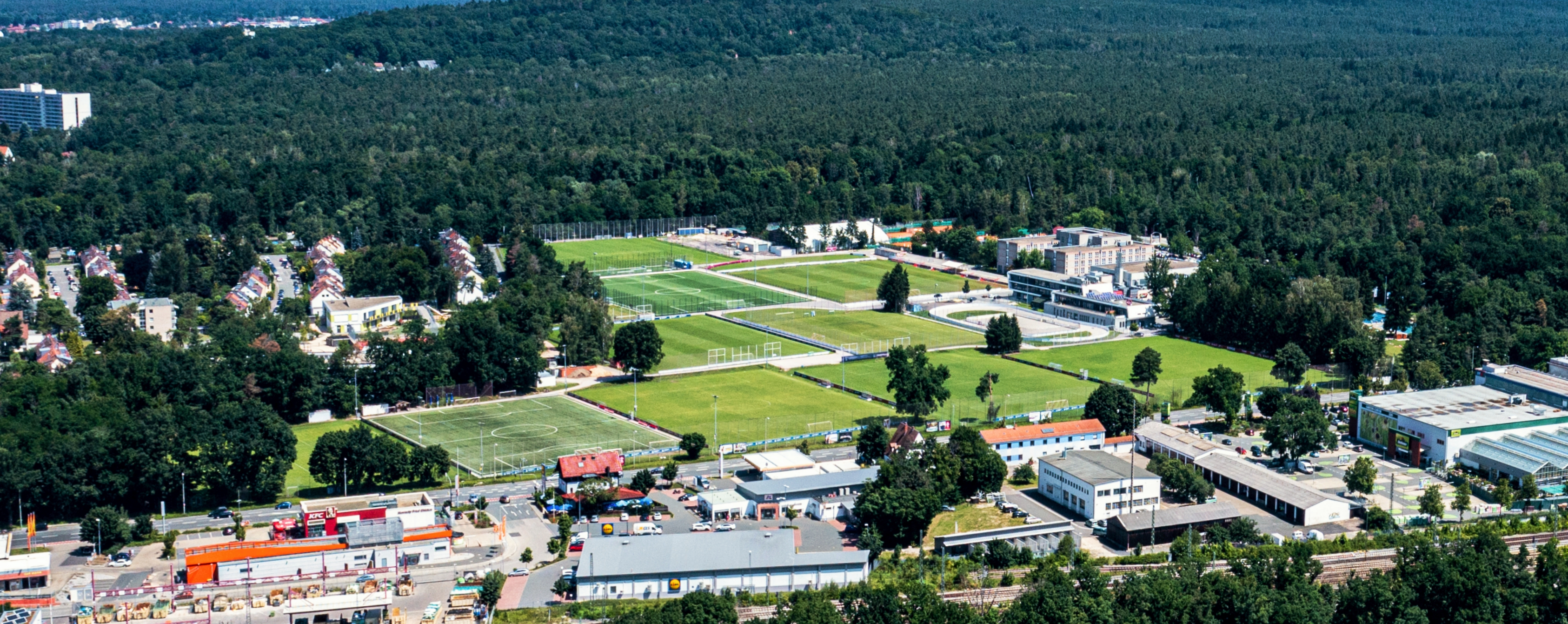
Sportpark Valznerweiher

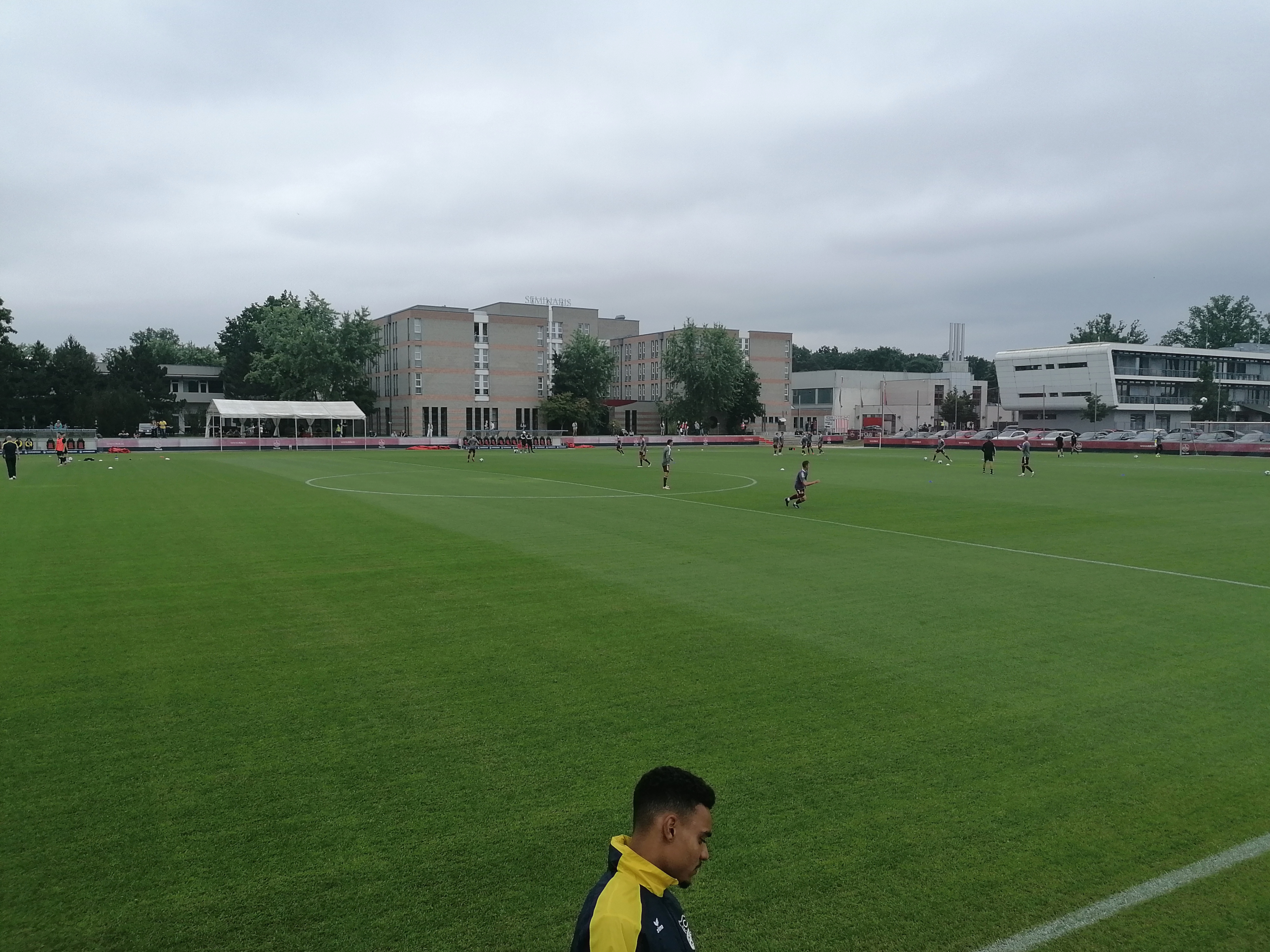
Max-Morlock-Platz

Aus dem Erlös des Zaboverkaufs erwarb der Verein am 8. Juli 1965 das Gelände der ehemaligen Kraft-durch-Freude-Stadt am Valznerweiher. Auf dem Schutt der ehemaligen Unterkünfte für Teilnehmer an den Reichsparteitagen baute der Club eines der für damalige Verhältnisse modernsten Vereinsgelände. Neben Trainingsanlagen für die Fußballer und einem 7.000 Zuschauer Platz bietenden Fußballplatz, der Max-Morlock-Platz heißt und auf dem die zweite Mannschaft, die Frauenmannschaft und die Jugend ihre Heimspiele austrägt, umfasst das Gelände auch ein Schwimmbad, das sogenannte Clubbad, sowie Tennisplätze. Der Verein musste sogar den bayerischen Landwirtschaftsminister Alois Hundhammer einschalten, um den Freistaat Bayern überzeugen zu können, das Gelände nicht zu spekulativen, sondern zu gemeinnützigen Zwecken zu erwerben. Dadurch konnte der Verein die 210.000 m² für 6 DM/m² statt 52 DM, wie es dem Verkehrswert entsprochen hätte, kaufen. Die Einweihung fand am 31. Oktober 1968 statt.

### Städtisches Stadion
Die Stadt Nürnberg beauftragte 1923 den Architekten Otto Ernst Schweizer als Kern des neuen städtischen Sport- und Erholungsgeländes zwischen Luitpoldhain, Schmausenbuck und Dutzendteich ein Stadion zu errichten. Am 10. Juni 1928 wurde das durch seinen charakteristischen achteckigen Grundriss geprägte Stadion eröffnet. Im Rahmen der Olympischen Spiele 1928 in Amsterdam wurde das Stadion mit einer Goldmedaille für den besonderen Entwurf ausgezeichnet. Insbesondere die 100 Meter lange Haupttribüne war durch die Dachkonstruktion eine Besonderheit. Sechs gusseiserne Säulen mit einem Durchmesser von 18 bis 20 cm trugen ein ausladendes Betondach. Hinter den 15 Sitzreihen für 2.544 Zuschauer war Raum für einen sieben Meter breiten Wandelgang, der auch für die Bewirtung genutzt werden konnte. Das Stadion mit Aschenbahn bot 37.000 Zuschauern Platz. Zunächst diente das Stadion vor allem für Turnfeste und Leichtathletikveranstaltungen. Nur selten fanden Fußballspiele wie das Endspiel um die deutsche Meisterschaft 1929, das ausgerechnet die SpVgg Fürth gewann, statt. Während der Zeit des Nationalsozialismus integrierte es Albert Speer als „Stadion der Hitlerjugend“ in die Anlagen für die Reichsparteitage. Während der Beschlagnahme durch die Amerikaner von 1945 bis 1961 hieß das Stadion „Victory Stadium“.

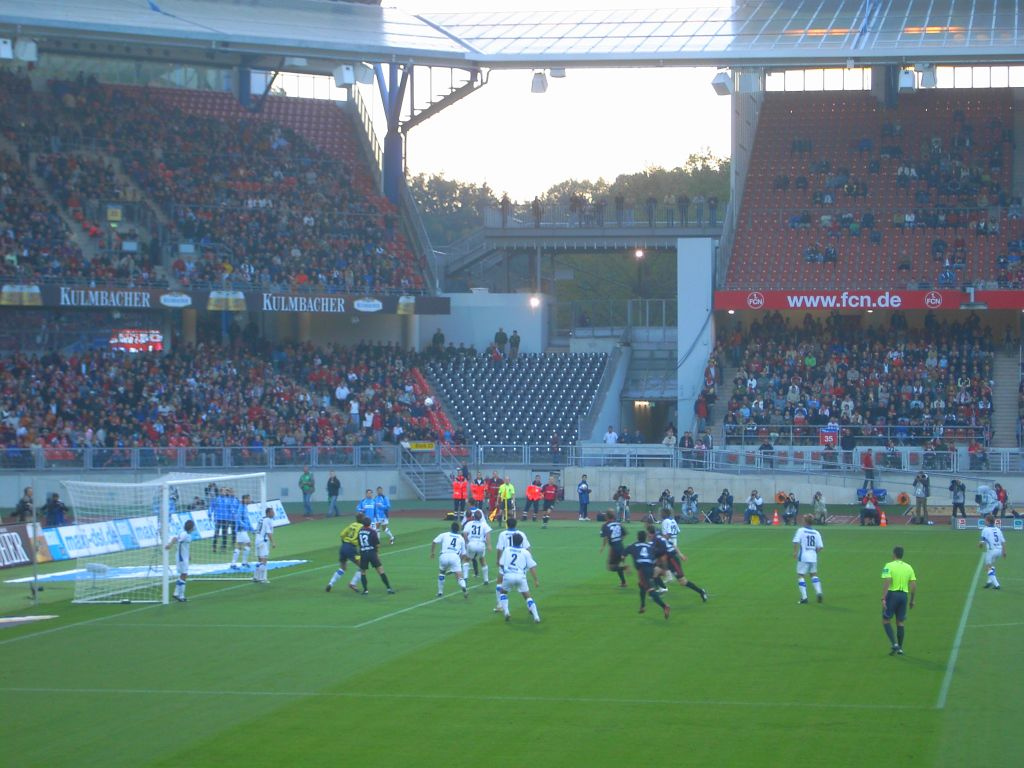
Offene Ecke zwischen Südkurve und Haupttribüne.

Während sich der 1. FC Nürnberg 1950 noch gegen einen Umzug von Zerzabelshof in das städtische Stadion entschieden hatte, einigte sich die Vereinsführung nach dem Gewinn der deutschen Meisterschaft 1961 mit der Stadt über einen Ausbau des Stadions. Im Sommer 1963 begann die Renovierung der Haupttribüne und des Flutlichtes sowie eine Verkürzung der Aschenbahn. Weitere Baumaßnahmen im Gesamtwert von acht Millionen D-Mark folgten. 1965 fasste das Stadion 64.238 Zuschauer (14.700 Sitzplätze), durch Stahlrohrtribünen an den offenen Ecken (siehe Foto) konnte die Kapazität um 7.000 Plätze erhöht werden. Bereits während der Meisterschaftssaison 1967/68 erwies sich das Stadion als unmodern. Doch die Stadt Nürnberg verzichtete auf die Möglichkeit, für einen Umbau zur Fußball-Weltmeisterschaft 1974 in Deutschland günstige Finanzierungsmittel zu erhalten. 1986 stellte die Landesgewerbeanstalt fest, dass das Tribünendach baufällig sei, weshalb eine Modernisierung des Stadions endgültig erforderlich wurde.

### Frankenstadion
Die Politik spielte bei der Entscheidung für die Totalsanierung des Stadions eine entscheidende Rolle. Der Oberbürgermeisterkandidat der CSU Günther Beckstein überredete kurz vor den anstehenden Wahlen Bayerns Ministerpräsident Franz Josef Strauß zur Zusage, dass der Freistaat Bayern die Hälfte der Umbaukosten von 52 Millionen D-Mark übernehme. Während des laufenden Spielbetriebs wurden bis September 1991 die alten Tribünen durch neue ersetzt, einzig die Grundform des Stadions blieb erhalten. Die Kosten für den versuchten, letztlich aber gescheiterten Erhalt der denkmalgeschützten Haupttribüne trieben den Gesamtpreis am Ende auf 68 Millionen D-Mark. Nach der Sanierung war das Stadion komplett überdacht und bot 52.500 Zuschauern Platz.
Der Sieger des Architektenwettbewerbs war der Nürnberger Architekt Günther Wörrlein, nach dessen Plänen der Umbau durchgeführt wurde. Nach einer späteren Reduzierung der Stehplätze sank das Fassungsvermögen auf 44.600 Plätze.

### easyCredit-Stadion, Stadion Nürnberg, Grundig Stadion und Max-Morlock-Stadion

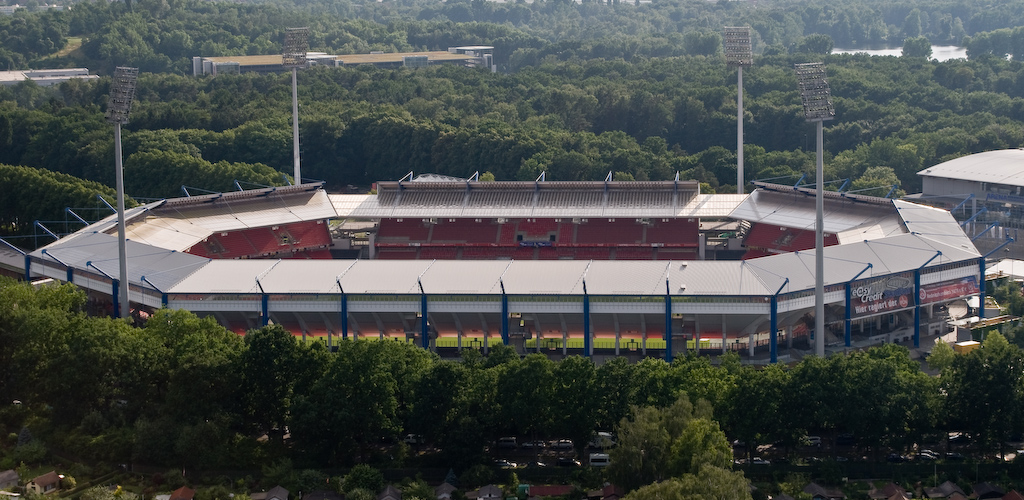
Das Max-Morlock-Stadion im Juni 2008

Der Schritt zum easyCredit-Stadion beinhaltete mehr als nur die Umbenennung des Stadions. Die Stadt Nürnberg legte vor der Fußball-Weltmeisterschaft 2006 alles daran, nicht noch einmal wie 1974 die Chance zu einem Umbau zu verpassen. Durch die Absenkung des Spielfeldes wurde die Sicht verbessert – das Stadion verfügt noch immer über eine Tartanbahn und ist kein reines Fußballstadion. Zudem wurden in den Tribünen VIP-Logen eingebaut und das Stadion mit modernen Videoanzeigetafeln ausgestattet. Während internationaler Spiele können 44.308 Zuschauer auf überdachten Sitzplätzen das Stadion besuchen. Bei Bundesligaspielen erhöht sich die Kapazität durch die Umwandlung einiger Sitzplatzblöcke in Stehplätze für 7.800 Fans auf 46.780 Personen (38.980 Sitzplätze). Durch die Umwandlung der Blöcke 1 und 3 in Stehplätze stieg die Kapazität in der Winterpause 2009/10 auf 48.548 Plätze.
Mit Auslaufen des Sponsorenvertrages am 30. Juni 2012 erhielt das Stadion ab dem 1. Juli übergangsweise den Namen „Stadion Nürnberg“. Im Jahr 2012 wurden die Blöcke im Gästebereich umgestaltet. Dadurch beträgt die Zuschauerkapazität bei Bundesligaspielen 50.000 Personen (Steh- und Sitzplätze).
Mitte Februar 2013 konnte ein neuer Namenssponsor für die Heimstätte des FCN gewonnen werden. Der Elektronik-Konzern Grundig Intermedia erwarb die Namensrechte am Nürnberger Stadion bis Mitte 2016. Ab 17. Februar 2013 gegen Hannover 96 trug die Spielstätte den neuen Namen Grundig-Stadion.
Der Vertrag mit Grundig lief am 1. Juli 2016 aus. Bis ein neuer Sponsor gefunden wurde, hieß das Stadion wieder Stadion Nürnberg.
Zur Saison 2017/18 sicherte sich die Consorsbank die Namensrechte am Stadion für drei Jahre, verzichtete jedoch auf ein klassisches Namens-Sponsoring, sondern rief zu einem Crowdfunding auf, um die Umbenennung in Max-Morlock-Stadion zu ermöglichen. Unterstützer beteiligten sich mit insgesamt 330.000 €, die Bank übernahm 2,4 Millionen €.

## Anhänger

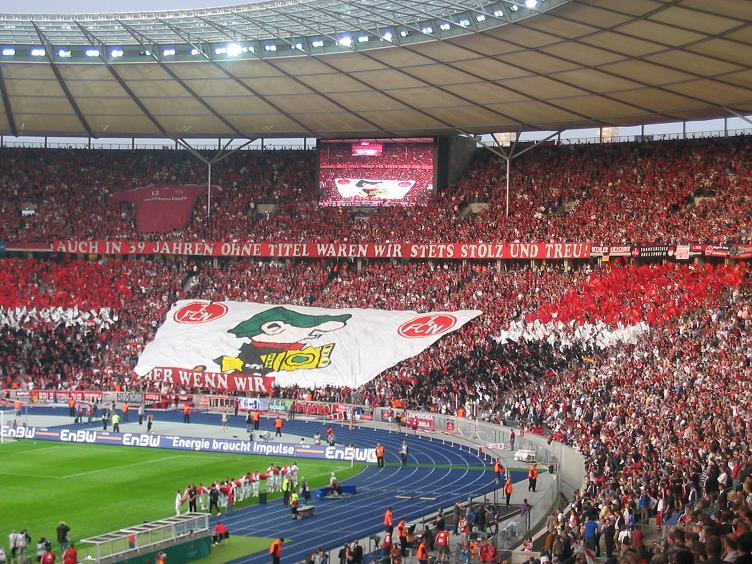
Choreografie der Clubfans vor dem DFB-Pokalfinale 2007

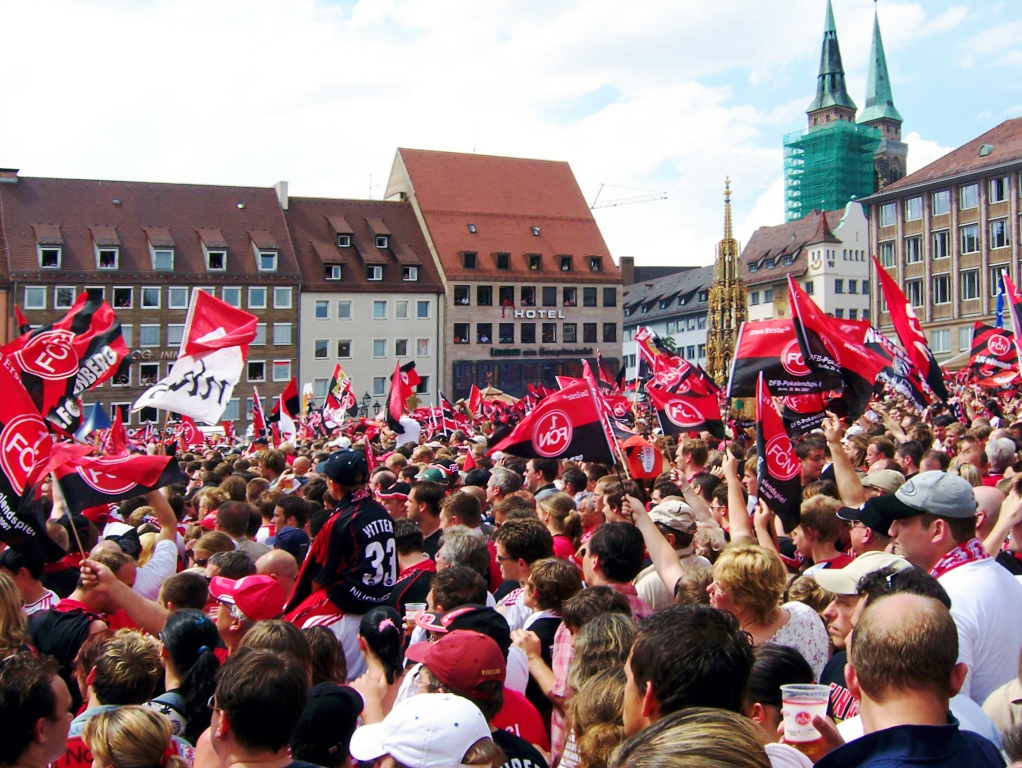
DFB-Pokalsiegerfeier am Hauptmarkt in Nürnberg

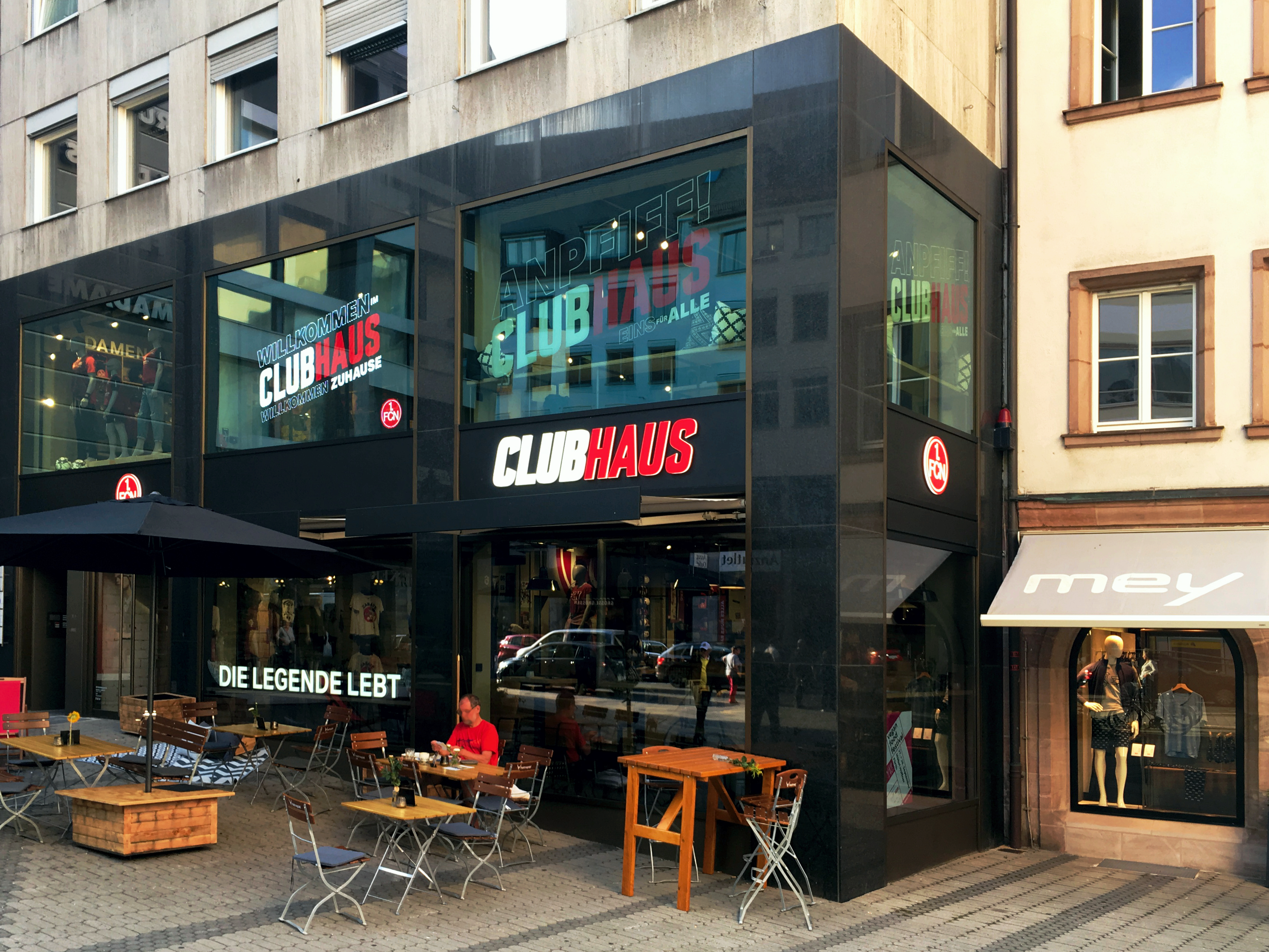
Im August 2019 eingeweihter, neuer Fanshop „Clubhaus“ am Nürnberger Josephsplatz

### Kennzeichen
Die Anhänger des 1. FC Nürnberg, die auch Cluberer (fränkisch: Glubberer) genannt werden, kennzeichnen sich selbst durch eine besonders ausgeprägte Leidensfähigkeit. Diese findet im Selbsturteil „Der Glubb is a Debb!“ ihren besonderen Ausdruck, seit es dem Club als amtierenden Meister 1969 gelang, aus der Bundesliga abzusteigen. Dazu stieg man 2008 auch als Vorjahres-Pokalsieger ab. In diesem Zusammenhang steht beispielsweise in Im Bann der Legende Folgendes geschrieben:

„Und gerade das, die Faszination des Unvollendeten, ist wohl auch der Grund für die Faszination des FCN. Grandios im Triumph. Grandios im Scheitern. Die Legende wurde eben nicht nur durch die vielen großartigen Siege begründet, sondern auch durch die vernichtenden Niederlagen. Denn wenn der Club verliert, dann tut er dies nicht einfach nur so. Er erhebt es zu einer Kunstform und wurde so legendärer als die Titel, die er jagt.“

Darüber hinaus sind die Clubfans in ihrer Geschichte durch drei Charakteristika gekennzeichnet: Massenbewegung, Gewaltbereitschaft und Kreativität. Diese drei Elemente finden sich bereits in der frühen Geschichte des 1. FC Nürnberg:
1. Es war am 1. Juni 1908, als das Gastspiel der englischen Spitzenmannschaft aus Sunderland mit 3.000 Zuschauern erstmals eine Vorahnung auf den späteren Massenansturm gab. 9.000 Zuschauer wollten 1913 den Vergleich zwischen dem Club und der SpVgg Fürth im neuen Stadion in Zerzabelshof sehen. Doch zu einem echten Massenphänomen wurde der 1. FC Nürnberg erst nach dem Ersten Weltkrieg. Einerseits entwickelte sich Fußball in dieser Zeit generell zu einem Zuschauersport, andererseits erlebte der Club mit den fünf deutschen Meisterschaften zwischen 1920 und 1927 seine erfolgreichste Zeit. Begeisterte Empfänge für erfolgreiche Helden sind dabei kein Phänomen der Neuzeit. So erwarteten 40.000 bis 50.000 Nürnberger die Titelverteidiger von 1921 bei ihrer Rückkehr am Nürnberger Hauptbahnhof. Auch auf der Strecke zur Meisterfeier blieb der Tross immer wieder in den begeisternden Massen stecken. Eugen Seybold, Herausgeber der Zeitschrift Fußball, berichtete von Menschen, die „mit einer Begeisterung, wie es kein Fürst und kein Kaiser … in Nürnberg je erlebt haben“ schrien.[112] Tausende warteten auch spontan nach der Meisterschaftsentscheidung 1967/68 noch um 22:30 Uhr vor dem Nürnberger Hauptbahnhof auf die Rückkehr der Mannschaft. Diese wurde so jubelnd empfangen, dass beispielsweise Franz Brungs nur unter Hilfe der Polizei dem Gedränge entkommen konnte. Zuvor stürmten bereits 10.000 mitgereiste Club-Fans direkt nach dem 2:0-Sieg gegen den FC Bayern das Grünwalder Stadion.[113] Ebenso empfingen 2007 rund 200.000 Menschen die Pokalsieger nach ihrer Rückkehr aus Berlin.[114]
2. Nicht nur Massenbegeisterung, sondern auch Ausschreitungen beim Fußball waren bereits in den 1920ern bekannt. Beim ersten der endlosen Endspiele von 1922 in Leipzig bewarfen die Nürnberger Fans, die auf einer Nottribüne zusammengepfercht waren, vor ihnen postierte Zuschauer mit Steinen und Flaschen. Ein Nürnberger Fan schrieb zwei Jahre später noch beeindruckt: „Wie das flog, klirrte und in der Sonne glitzerte, als so einige tausend Sodawasserflaschen auf einem Frontabschnitt von 200 Meter hoch im Bogen auf die vorderen Reihen niederprasselten. Es war lieblich anzusehen, wie sie da im schwarzen Dreck zur Deckung gegen die feindlichen Geschosse niedergestreckt lagen, die Damen mit den weißen Sommer-Kleidern. So was muss man gesehen haben. Da muss man dabei gewesen sein!“[115] Bei den Derbys gegen die SpVgg Fürth gab es bei der An- und Abreise nach Fürth immer wieder gewalttätige Auseinandersetzungen zwischen Clubfans und ihnen auflauernden Fürthern.[116]
3. 1924 waren es Clubfans, die beim Endspiel in Berlin ihre zahlenmäßige Unterlegenheit durch Wimpel und Fahnen auszugleichen versuchten. Beim Endspiel 1925 in Frankfurt verwandelten die Nürnberger das Frankfurter Waldstadion in ein schwarz-rotes Fahnenmeer. Während die Clubberer diese Tradition begründeten, erlernten sie ihrerseits beim Endspiel 1927 von den Berlinern organisierte Schlachtrufe. Das „Ha-ho-he, Hertha BSC“ der Berliner beantworteten die Clubfans noch im selben Spiel nach dem 2:0-Sieg mit dem ersten überlieferten Fanruf „Hi-ha-ho, Hertha ist k.o. “.[116]

### Fan-Clubs
Bis zum Beginn der Bundesligazeiten war das Verhältnis zwischen den Spielern und den Anhängern überwiegend familiär geprägt. Die meisten Spieler, aber auch die Gegner, kamen aus der Region. Die Fans konnten einigen Spielern auch im Alltag in deren Lotto-Toto-Annahmestellen und Schreibwarenläden begegnen. Die langjährige Zweitklassigkeit während der 1970er Jahre gilt heute mitunter als eine Ursache für die Verwurzelung des Club mit seinen 732 Fanklubs (Stand: August 2024) und über 44.000 Mitgliedern (Stand: Juli 2016) nicht nur in der Metropolregion Nürnberg, sondern auch in Gesamtfranken und weit darüber hinaus. So gibt es auch auf allen Kontinenten Fan-Clubs des Vereins.

„Während aus Fußballern Popstars wurden, das Spiel sich immer mehr zu Geschäft wandelte, entstand eine starke Verankerung des 1. FC Nürnberg in Franken, die sich bis heute in den zahlreichen Fanklubs widerspiegelt.“

Den ersten offiziellen Fan-Club bilden „Die Club-Senioren“, die am 5. November 1932 gegründet worden sind. Mit dem fünften Fanklub „Seerose“ entstand in der Meisterschaftssaison 1967/68 am 12. Mai 1968 ein Fanklub nach dem Vorbild des „Fanklub Hessen Kassel“. Das Lokal Seerose am Dutzendteich war damals ein Treffpunkt für die sogenannten Kuttenfans. Da die Zweitklassigkeit mit der Regionalliga Süd zunächst noch sehr kleinräumig organisiert war, konnten auch zu den Auswärtsspielen stets vier bis fünf Tausend Cluberer mitreisen. Während die Seerosenfans immer wieder in Schlägereien verwickelt waren, war der Kern der entstehenden Hooligan-Szene im 1980 gegründeten Fanklub Red Devils organisiert. Dieser umfasste 1981/82 etwa 100 Mitglieder und galt in der Bundesliga bis zum Mauerfall 1989 als „führend“.

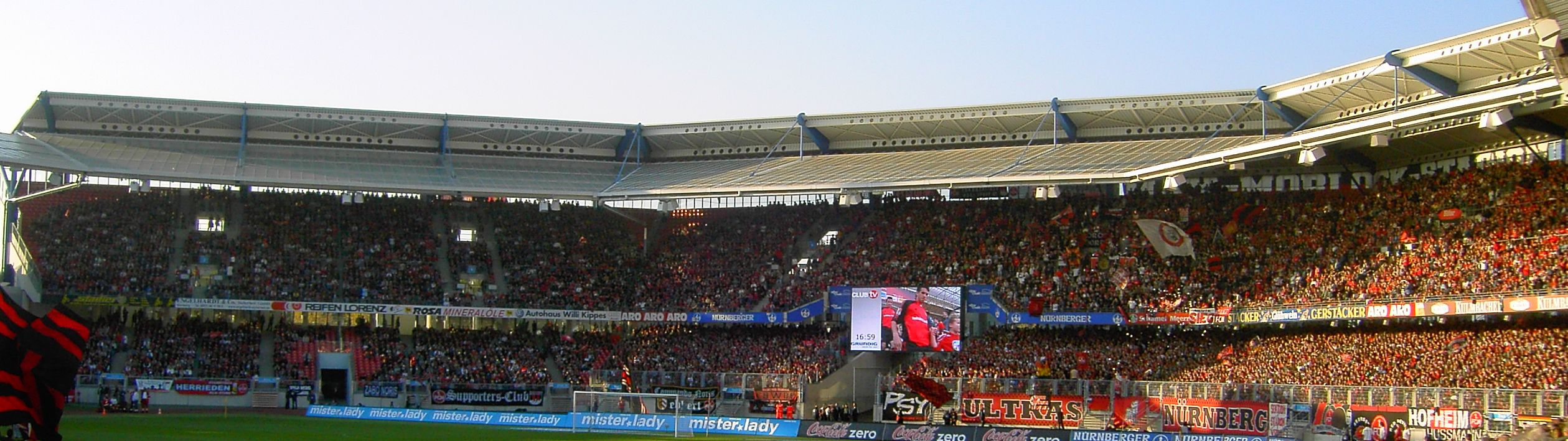
Die Nordkurve beim Heimspiel gegen Arminia Bielefeld am 15. Oktober 2006

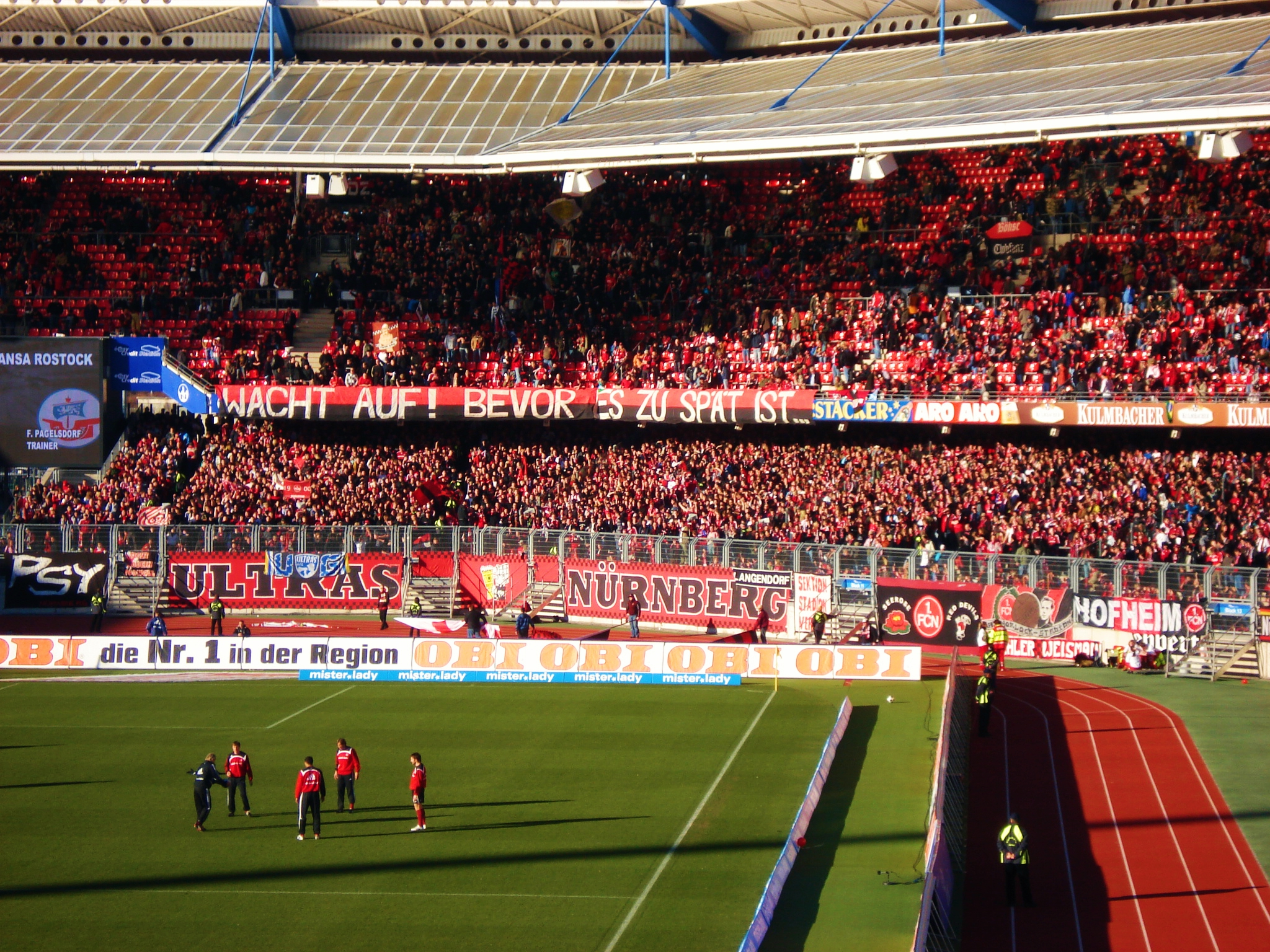
Die östliche Nordkurve vor einem Heimspiel gegen Hansa Rostock in der Bundesliga-Saison 2007/08 am 19. Spieltag

Der Verein setzte erstmals in der Regionalligasaison 1996/97 einen hauptamtlichen Fanbeauftragten ein, im Jahr 2006 arbeiteten drei Fanbeauftragte beim FCN. Seit Ende der 1990er Jahre hat der Verein die Betreuung der Fanklubs auf zehn Fanbezirke aufgeteilt, denen jeweils ein Koordinator vorsteht. In den Bezirken 1 bis 6 sind Fanklubs aus unterschiedlichen Regionen Frankens organisiert. Der 1998 gegründete Supporters-Club bildet den Bezirk 7. In den weiteren Bezirken sind die Rollstuhlfahrer, das Fanprojekt Nürnberg und das Internet/Weltweit, das Fanklubs aus aller Welt betreut, organisiert. Seit 2002 gibt es den FCN-Fanverband, dem überwiegend Fanklubs der Bezirke 1, 2, 3 und 4 angehören. Insgesamt 260 Fanklubs mit über 17.000 Mitgliedern sind hier verbunden. Der Fanverband unterstützt die Arbeit und Interessen der Fanklubs, arbeitet bezirksübergreifend und koordiniert Aktivitäten. Insbesondere die über 1500 im Supporters-Club organisierten Fans standen der Arbeit des Fanverbands anfangs kritisch gegenüber und lehnten eine Zusammenarbeit ab. Seit einigen Jahren hat sich das Verhältnis normalisiert und die Interessensgruppen arbeiten konstruktiv miteinander im 2014 erneut ins Leben gerufenen „Fanbeirat“. Dieser besteht aus sechs gewählten Delegierten und je einem Vertreter aus den Gruppen Supporters Club Nürnberg, Ultras Nürnberg, Fanverband, Bündnis aktiver Clubmitglieder (BAC) und Rot-Schwarze-Hilfe (RSH).

### Ultras
Unabhängig von diesen Strukturen organisierten sich seit 1994 die Anhänger der Ultràs als „Ultràs Nürnberg 1994“. Deren Mitgliederzahl wuchs bis 2005 auf rund 1000 Personen an. Bei den Heimspielen versammelt sich der Kern der Anhänger in der Nordkurve des Stadions. War früher der „Block 4“ des Städtischen Stadions das Zentrum der Unterstützung, sind es im Max-Morlock-Stadion die Blöcke 7, 9 und 11, sowie seit der Saison 2005/06 durch den Umzug der Ultras aus Block 7 vor allem auch im Oberrangblock 8. Der Block 8 musste zur Rückrunde 2009/10 allerdings wegen Sicherheitsbedenken des Bauamts verlassen werden. Die Nordkurve wurde somit völlig neu strukturiert. Die bisherigen Sitzplatzblöcke 1 und 3 wurden zu Stehplätzen, die Blöcke 9 und 11 werden zum neuen Block 9 und der bisherige Block 13 wird zum Block 11. Der neue Stimmungsbereich werden die neuen Blöcke 9 und 11. Einen Block 13 wird es vorerst nicht mehr geben.

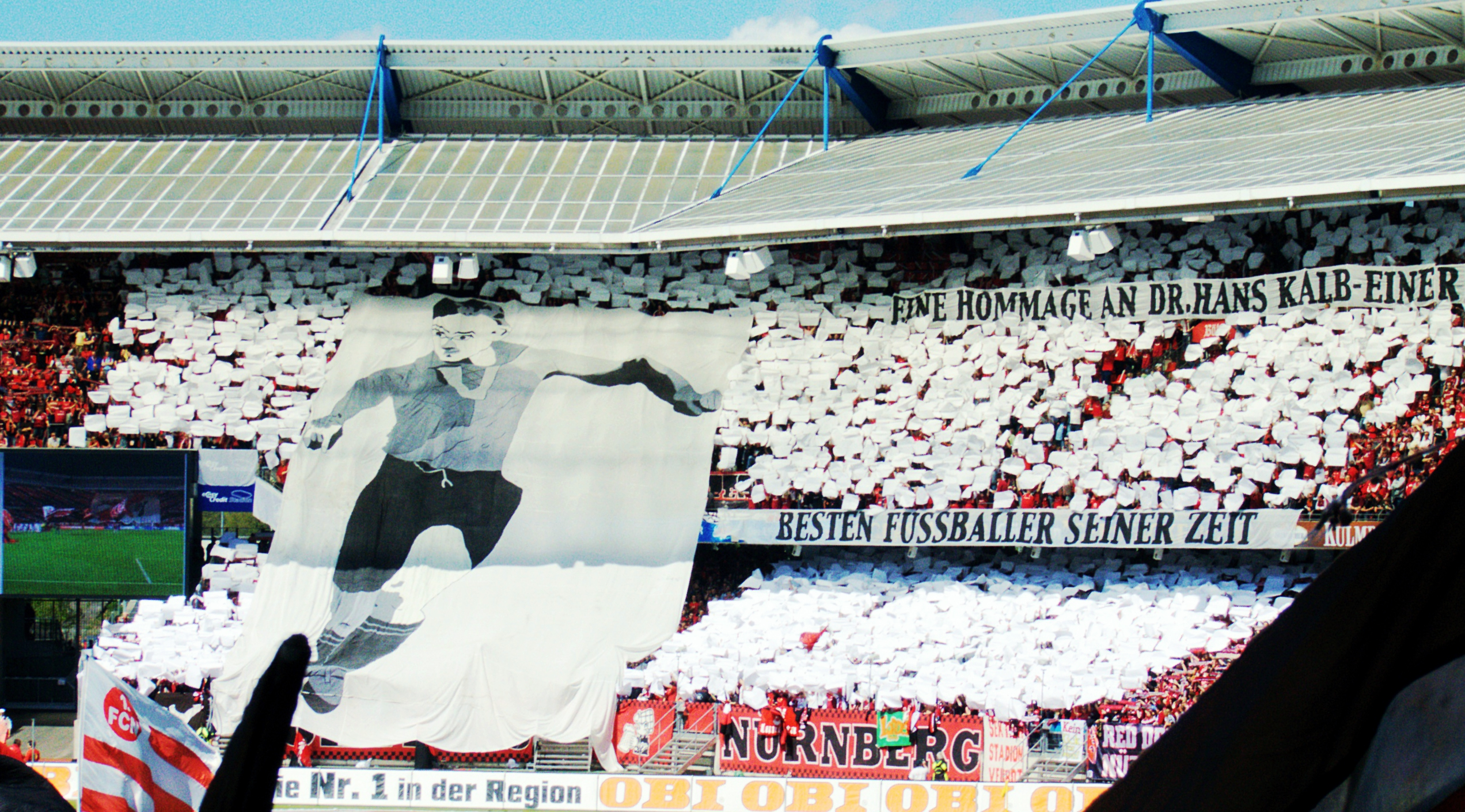
Die östliche Nordkurve mit einer Choreographie zu Ehren Hans Kalbs

### Vereinslieder
Die offizielle Clubhymne trägt den Namen Die Legende lebt und wird vor jedem Heimspiel während des Einlaufens der Mannschaft gespielt. Das Lied wurde 2000 von Mark Bender, Steve Summer und Pete Winter komponiert. Stets nach exakt einer Stunde Spielzeit wird bei Spielen des 1. FC Nürnberg von den Clubfans, insbesondere den Ultras, das Lied Als ich noch ein ganz kleiner Bub war intoniert. Es behandelt das Leben eines Cluberers, vom kleinen Jungen, der von seinem Vater mit zum FCN genommen wird, bis zu der Zeit, als dieser selbst Vater ist und seine Kinder ebenfalls zum Club gehen. Im Jahr 2007 wurde das Lied als Rockversion von der Nürnberger Band Wassd scho? Bassd scho! aufgenommen. Im Buch Im Bann der Legende von Matthias Hunger tauchen die jeweils ersten Textzeilen der fünf Liedstrophen als Überschriften der fünf Buchabschnitte auf.

### Freundschaften

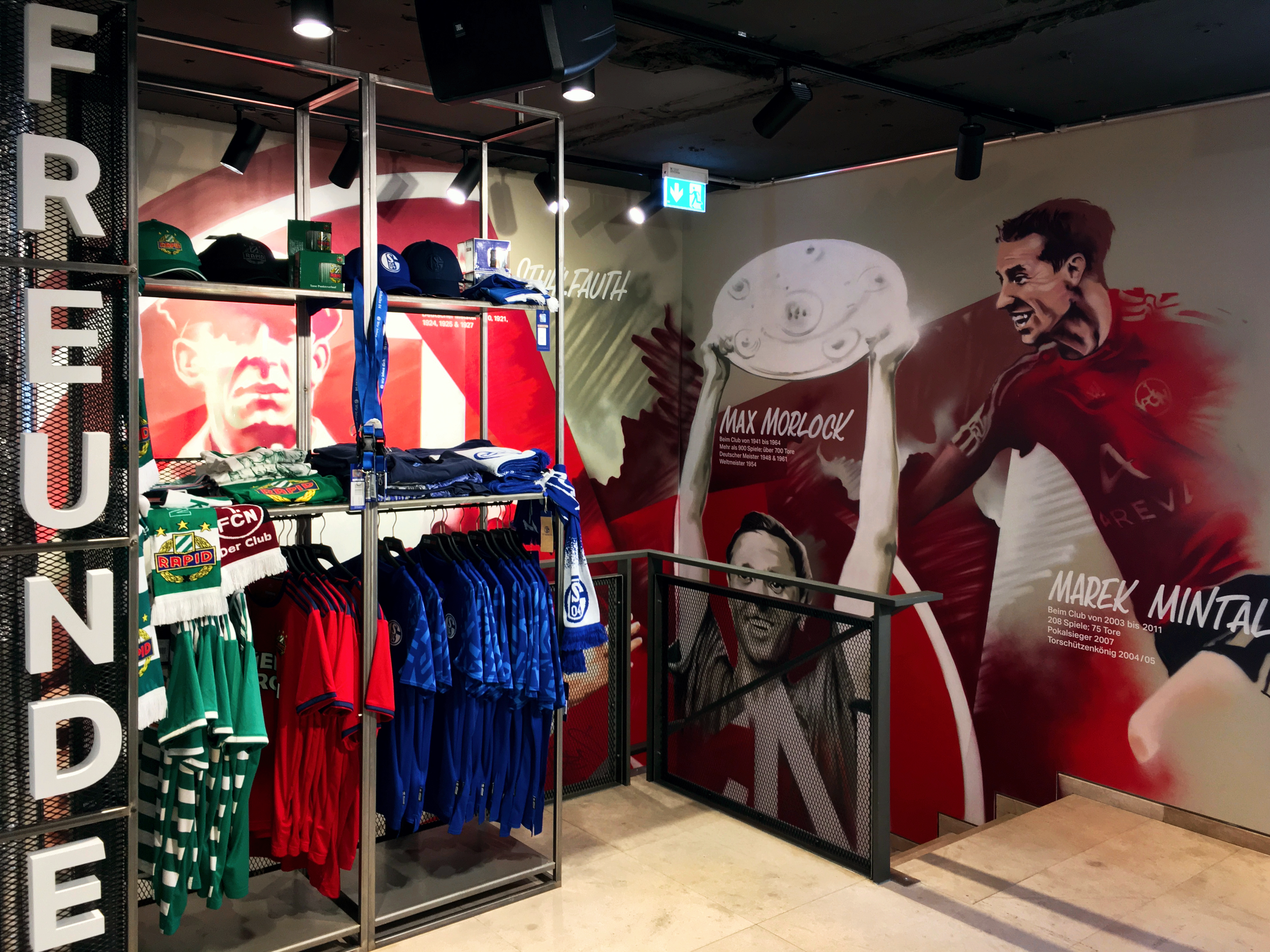
Freundschaftsecke mit Trikots von FC Schalke 04 und Rapid Wien im Clubhaus am Josephsplatz.

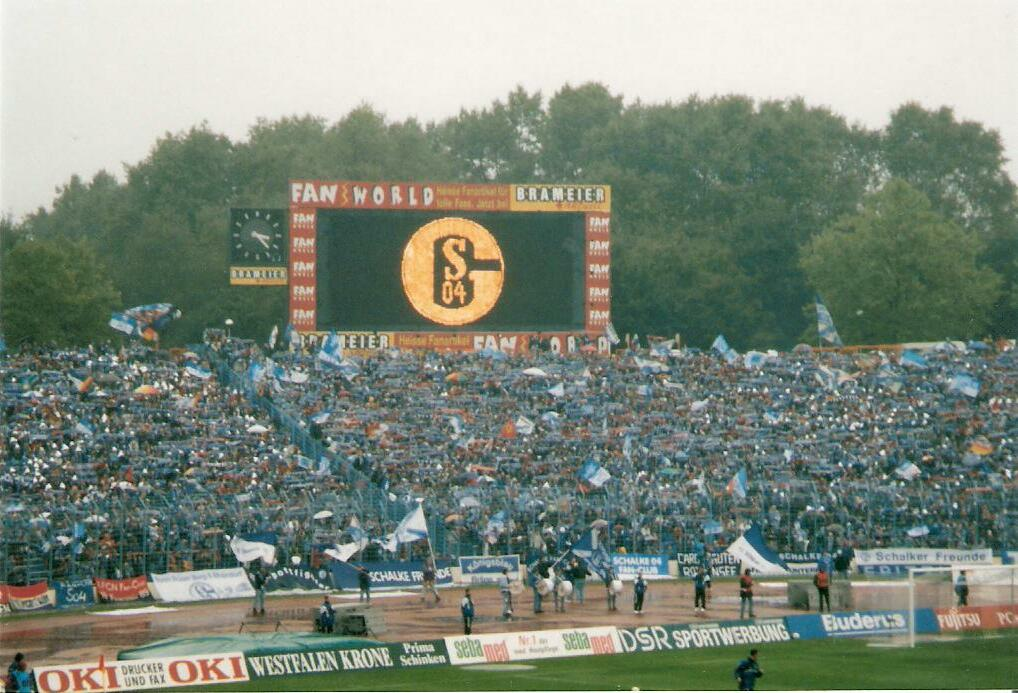
Gemischte Blöcke und Fahnen bei einem Spiel beim FC Schalke 04.

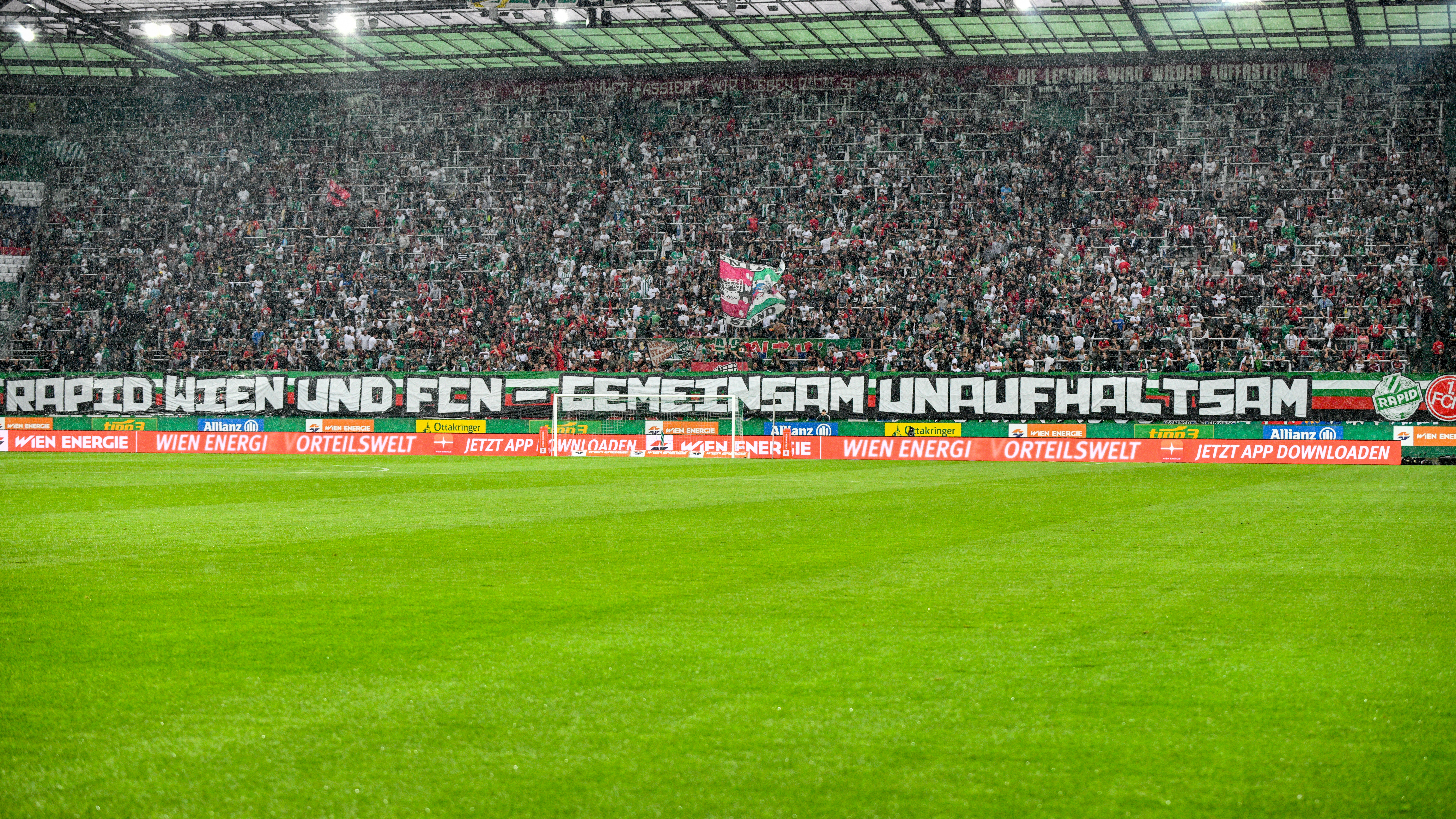
Gemischter Heimblock bei einem Freundschaftsspiel im Stadion des SK Rapid Wien.

Die Fans des FCN unterhalten seit Anfang der 1980er Jahre eine innige Fanfreundschaft mit den Anhängern des FC Schalke 04. So kann man bei fast jedem Spiel des FCN im Ruhrgebiet Schalker im Block der Nürnberger antreffen. Umgekehrt wird der FC Schalke 04 von den Cluberern im Süden, zum Beispiel in München oder Stuttgart, unterstützt. Ebenso werden beim Aufeinandertreffen der beiden Mannschaften beide Vereinshymnen abgespielt, und das vom Spielort unabhängig. Für die Ursache dieser ersten intensiven Fanfreundschaft in Deutschland gibt es zahlreiche Varianten, deren gemeinsamer Kern eine Begegnung zwischen Nürnberger Mitgliedern des Fanklubs Red Devils und Schalker Gelsen-Szene ist. Einmal war es eine zufällige Begegnung bei einer Zugfahrt, ein anderes Mal die gemeinsame Verbrüderung bei einer Auseinandersetzung mit Fans des FC Bayern München. Eine weitere Variante geht auf eine erste indirekte Begegnung durch eine Reportage des Stern über Schalke-Fans zurück, die auf den Fotos auch Aufnäher des 1. FCN trugen. Bis heute gilt die Qualität der Verbundenheit zwischen Clubfans und Anhängern von Schalke 04 als „in der deutschen Fußballlandschaft einmalig“. Erstmals offiziell zelebriert wurde die Freundschaft am 14. Dezember 1991 mit offiziell genehmigten bengalischen Feuern und Fahnenkorso im Frankenstadion. Darüber hinaus pflegt die Gruppe Ultras Nürnberg 1994 seit 2002 eine Brüderschaft zu den Ultras des SK Rapid Wien sowie innige Freundschaften zu den Fanszenen des FC Schalke 04 und des IFK Göteborg. Schon vor dem Spiel des Clubs gegen den FC Bayern München am 28. April 2019, als in der Nordkurve ein Banner mit dem Aufdruck „Kultstätte statt Einöde – Sechzig im Sechzger!“ zu sehen war, pflegten einige Ultras des FCN und des TSV 1860 München ein freundschaftliches Verhältnis. Seit diesem Ereignis erhält diese Freundschaft immer größeren Anklang in beiden Lagern und wurde zuletzt durch einen weiteren Banner der Nürnberger weiter gepflegt. Seit dem UEFA-Cup-Auswärtsspiel in der Saison 2007/08 bei AE Larisa sind gute Kontakte zu der dort ansässigen Fanszene entstanden. Weitere Kontakte bestehen noch zu diversen Einzelpersonen aus der Fanszene der italienischen Fußballclubs Brescia Calcio (insbesondere zur Gruppe Brixia) und des AC Mantova.

### Rivalitäten
In der Vereinsgeschichte des 1. FC Nürnberg haben sich auch Feindschaften zu anderen Vereinen beziehungsweise Fanszenen gebildet. Die größten Rivalen sind hierbei zum einen der FC Bayern München, der den FCN als Rekordmeister im Jahre 1987 ablöste und als Symbol für die Unterdrückung Frankens durch Bayern gesehen wird, zum anderen die SpVgg Greuther Fürth, die Anfang des zwanzigsten Jahrhunderts ebenso wie der 1. FC Nürnberg gegründet wurde. Aufgrund der Nähe der Städte, die seit 1899 direkt aneinandergrenzen und beinahe verwachsen sind, und der Tatsache, dass beide Mannschaften lange Zeit zu den besten Fußballvereinen in Deutschland gehörten, entwickelte sich hier besonders schnell eine Feindschaft. Das Lokalderby gegen Fürth ist im Übrigen das meistausgespielte Derby ganz Deutschlands.

#### Statistiken

##### FC Bayern München
192 Fränkisch-Bayerische Derbys brachten folgende Spielausgänge mit sich:

Im 27. Frankenderby besiegte der 1. FC Nürnberg die SpVgg Fürth mit 3:0 (1912)

| Wettbewerb      | Spiele | Siege Nürnberg | Remis | Siege Bayern | Tore Nürnberg | Tore Bayern | Zuschauer  | Zuschauerschnitt |
| --------------- | ------ | -------------- | ----- | ------------ | ------------- | ----------- | ---------- | ---------------- |
| Oberliga        | 34     | 17             | 9     | 8            | 69            | 40          |            |                  |
| Bundesliga      | 62     | 11             | 13    | 38           | 63            | 113         | 3.295.0000 | 53.136           |
| DFB-Pokal       | 8      | 1              | 2     | 5            | 8             | 16          | 404.000    | 50.500           |
| sonstige Spiele | 88     | 36             | 13    | 35           | 197           | 154         |            |                  |
| Gesamt          | 192    | 65             | 37    | 90           | 337           | 323         | 3.699.0000 | 51.776           |

Stand: 12. Januar 2020

##### SpVgg Greuther Fürth
Nach dem 274. Frankenderby gegen die SpVgg Greuther Fürth sieht die Bilanz wie folgt aus:
| Wettbewerb                        | Spiele | Siege Nürnberg | Remis | Siege Fürth | Tore Nürnberg | Tore Fürth | Zuschauer | Zuschauerschnitt |
| --------------------------------- | ------ | -------------- | ----- | ----------- | ------------- | ---------- | --------- | ---------------- |
| Nürnberg-Fürther Meisterschaft    | 5      | 4              | 1     | 0           | 21            | 2          | 065.000   | 13.000           |
| Nordbayrische Gaumeisterschaft    | 9      | 8              | 1     | 0           | 57            | 21         | 012.600   | 01.400           |
| Ostkreisliga                      | 11     | 6              | 2     | 3           | 35            | 21         | 064.900   | 05.900           |
| Mittelfränkische Gaumeisterschaft | 14     | 6              | 2     | 6           | 31            | 23         | 071.554   | 05.111           |
| Kreisliga Nordbayern              | 8      | 3              | 1     | 4           | 10            | 10         | 0180.000  | 22.500           |
| Bezirksliga Bayern                | 8      | 6              | 2     | 0           | 19            | 3          | 0120.000  | 15.000           |
| Deutsche Meisterschaft            | 1      | 1              | 0     | 0           | 2             | 0          | 035.000   | 35.000           |
| Süddeutsche Meisterschaft         | 9      | 2              | 3     | 4           | 10            | 14         | 0153.000  | 17.000           |
| Bezirksliga Nordbayern            | 13     | 6              | 3     | 4           | 19            | 14         | 0231.000  | 17.769           |
| Gauliga Bayern                    | 18     | 9              | 3     | 6           | 29            | 21         | 0179.500  | 09.972           |
| Gauliga Nordbayern                | 4      | 4              | 0     | 0           | 20            | 2          | 019.000   | 04.750           |
| Gauliga Mittelfranken             | 2      | 1              | 0     | 1           | 3             | 3          | 04.000    | 04.000           |
| Oberliga                          | 34     | 16             | 8     | 10          | 69            | 50         | 0845.000  | 24.853           |
| Sport-Magazin-Pokal               | 6      | 4              | 2     | 0           | 19            | 8          | 0108.000  | 18.000           |
| Regionalliga Süd                  | 12     | 7              | 1     | 4           | 15            | 11         | 0283.500  | 23.625           |
| 2. Bundesliga Süd                 | 10     | 7              | 2     | 1           | 21            | 10         | 0251.000  | 25.100           |
| 2. Bundesliga                     | 28     | 7              | 10    | 11          | 34            | 35         | 0693.509  | 24.768           |
| Bundesliga                        | 2      | 0              | 1     | 1           | 0             | 1          | 068.000   | 34.000           |
| DFB-Pokal                         | 8      | 4              | 1     | 3           | 24            | 8          | 0116.986  | 14.623           |
| Süddeutscher Pokal                | 4      | 2              | 0     | 2           | 3             | 4          | 035.000   | 08.750           |
| Bezirkspokal                      | 1      | 0              | 0     | 1           | 1             | 3          | 05.600    | 05.600           |
| sonstige Spiele                   | 67     | 40             | 6     | 21          | 150           | 92         | 0551.482  | 08.231           |
| Gesamt                            | 274    | 142            | 50    | 82          | 592           | 356        | 4.052.480 | 14.790           |

Stand: 17. März 2025

### Prominente Fans des 1. FC Nürnberg
Prominente Fans des 1. FC Nürnberg sind unter anderem die Moderatoren Katrin Müller-Hohenstein, Markus Othmer, Stefan Hempel, Vanessa Meisinger oder Waldemar Hartmann.
Ebenfalls zu den Club-Fans zählen die Politiker Andrea Ypsilanti, Markus Söder, Marcus König, Günther Beckstein, Ulrich Maly, Dagmar Wöhrl, der Präsident des Internationalen Olympischen Komitees Thomas Bach, der Kabarettist Hannes Ringlstetter und die Journalisten Klaus Schamberger, Ulf Poschardt und Claus Strunz, der Schauspieler Sebastian Ströbel, der Bischof von Eichstätt Gregor Maria Hanke, der Schmuckhersteller Thomas Sabo, oder der Autor Bernd Regenauer., die schwedische Band Mando Diao.
Anhänger aus der Sportwelt sind die Trainer Holger Stanislawski, Hans Meyer sowie Michael Köllner, der Basketballprofi Bastian Doreth, der Big-Wave-Surfer Sebastian Steudtner, der Hockeyspieler Maximilian Müller sowie beispielsweise die ehemaligen Clubspieler Dieter Eckstein, Javier Pinola, oder İlkay Gündoğan.

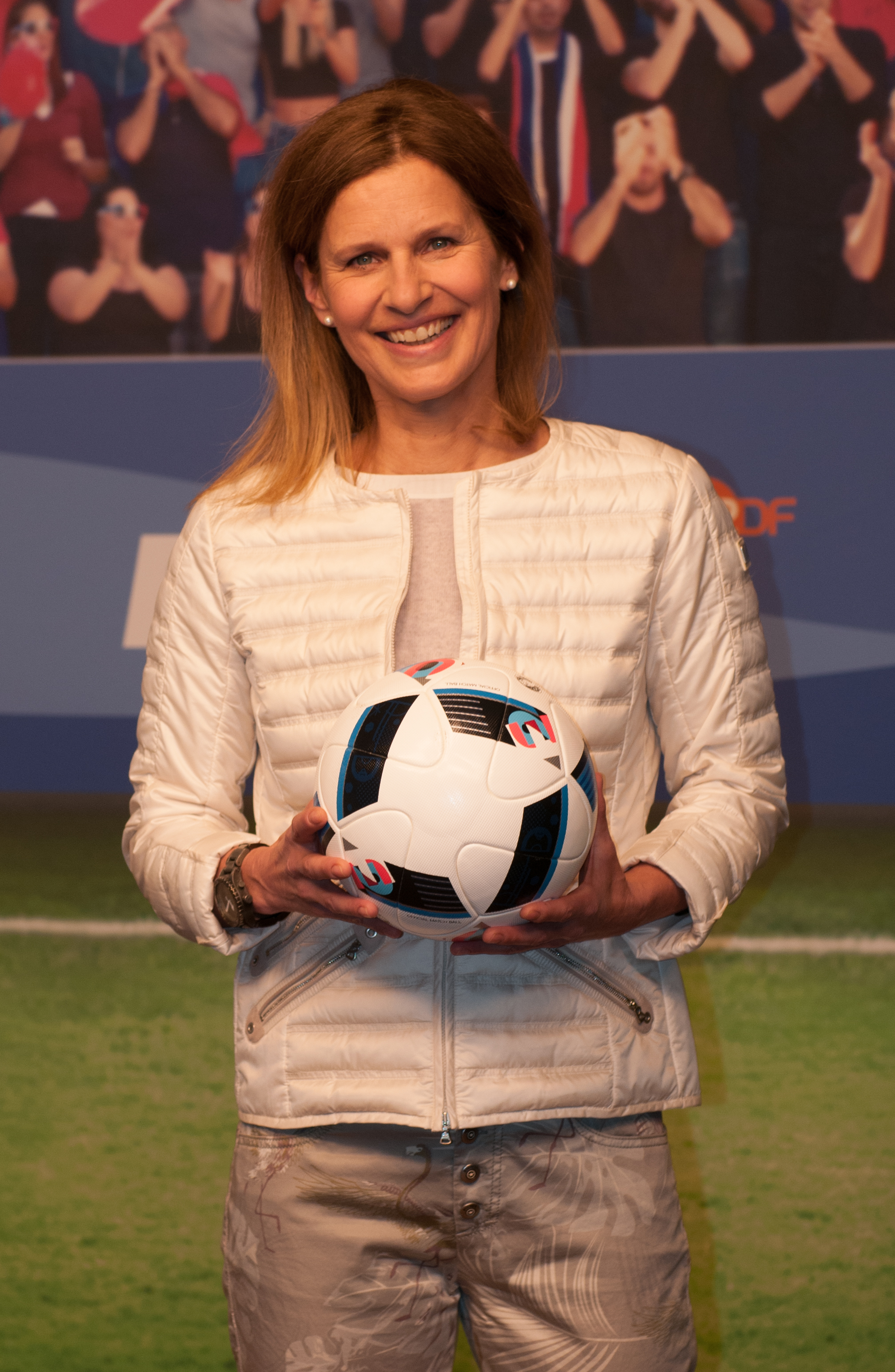
Katrin Müller-Hohenstein
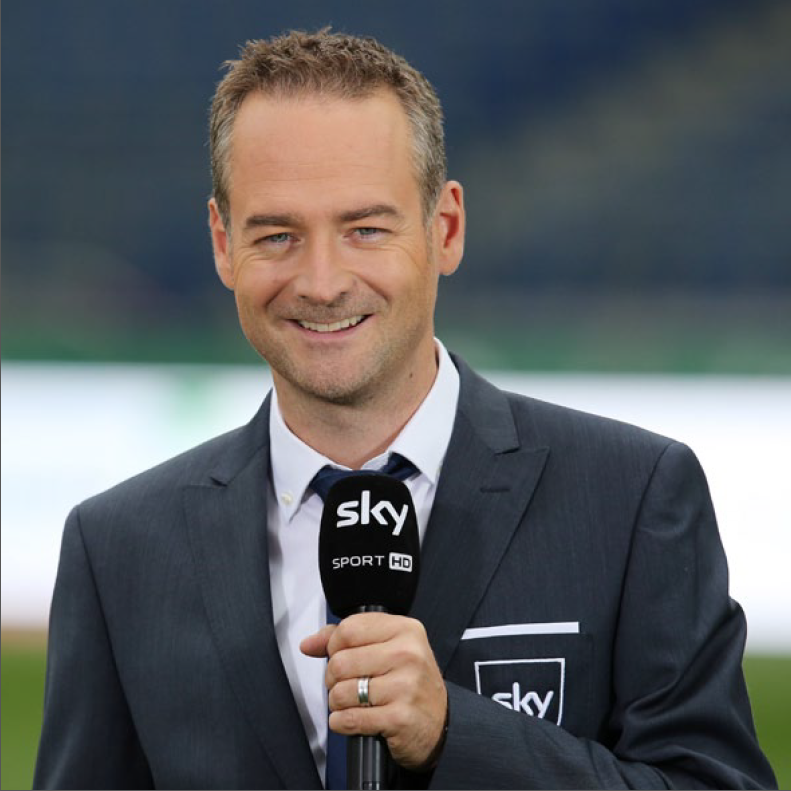
Stefan Hempel
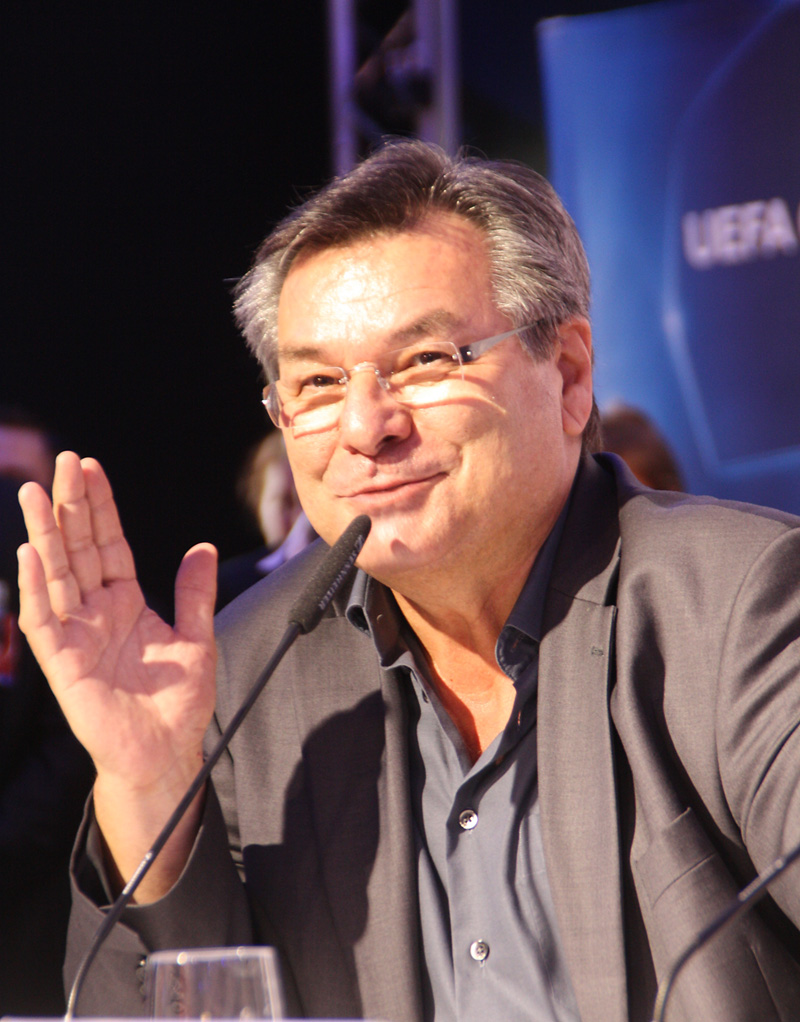
Waldemar Hartmann
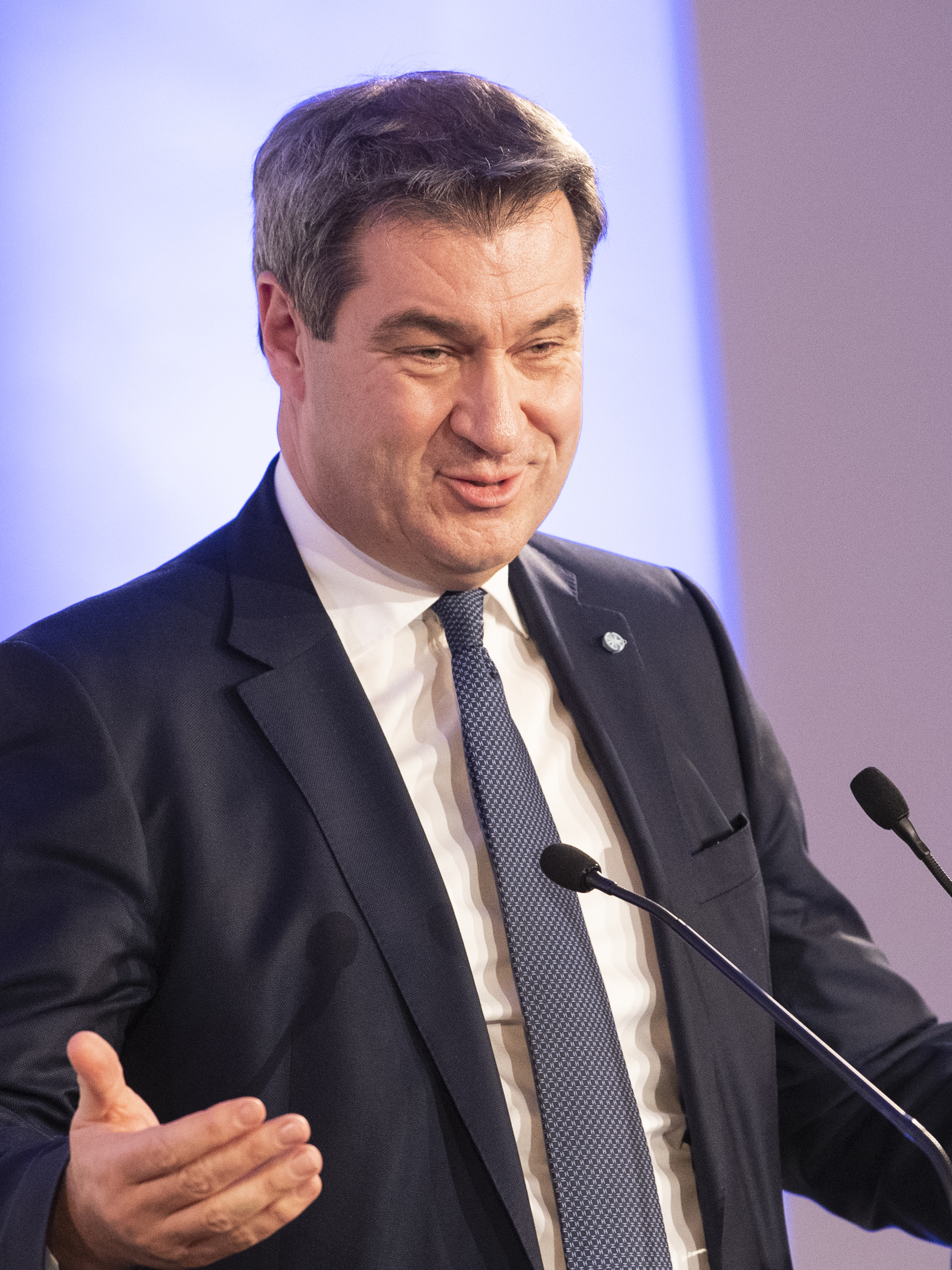
Markus Söder
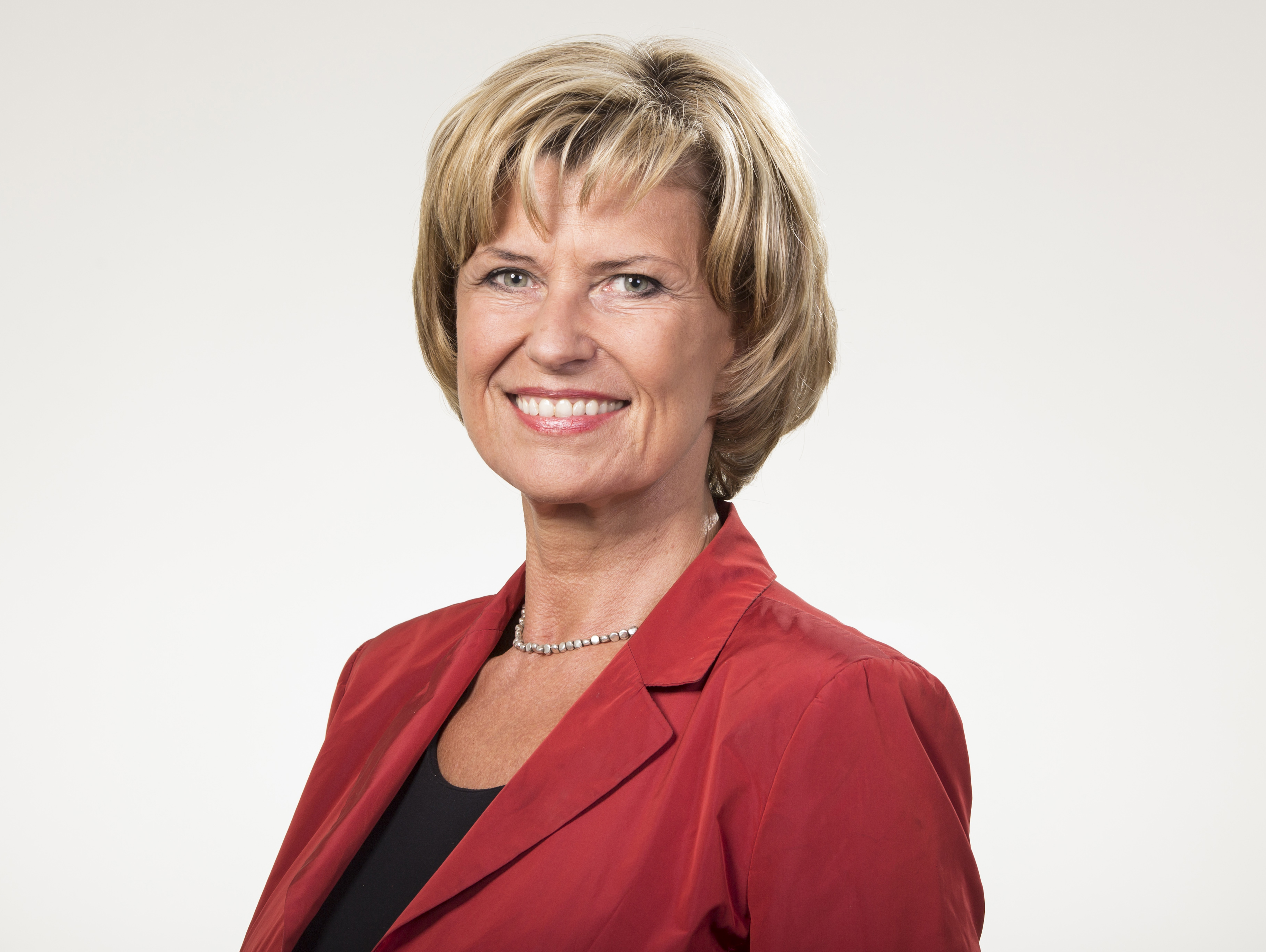
Dagmar Wöhrl
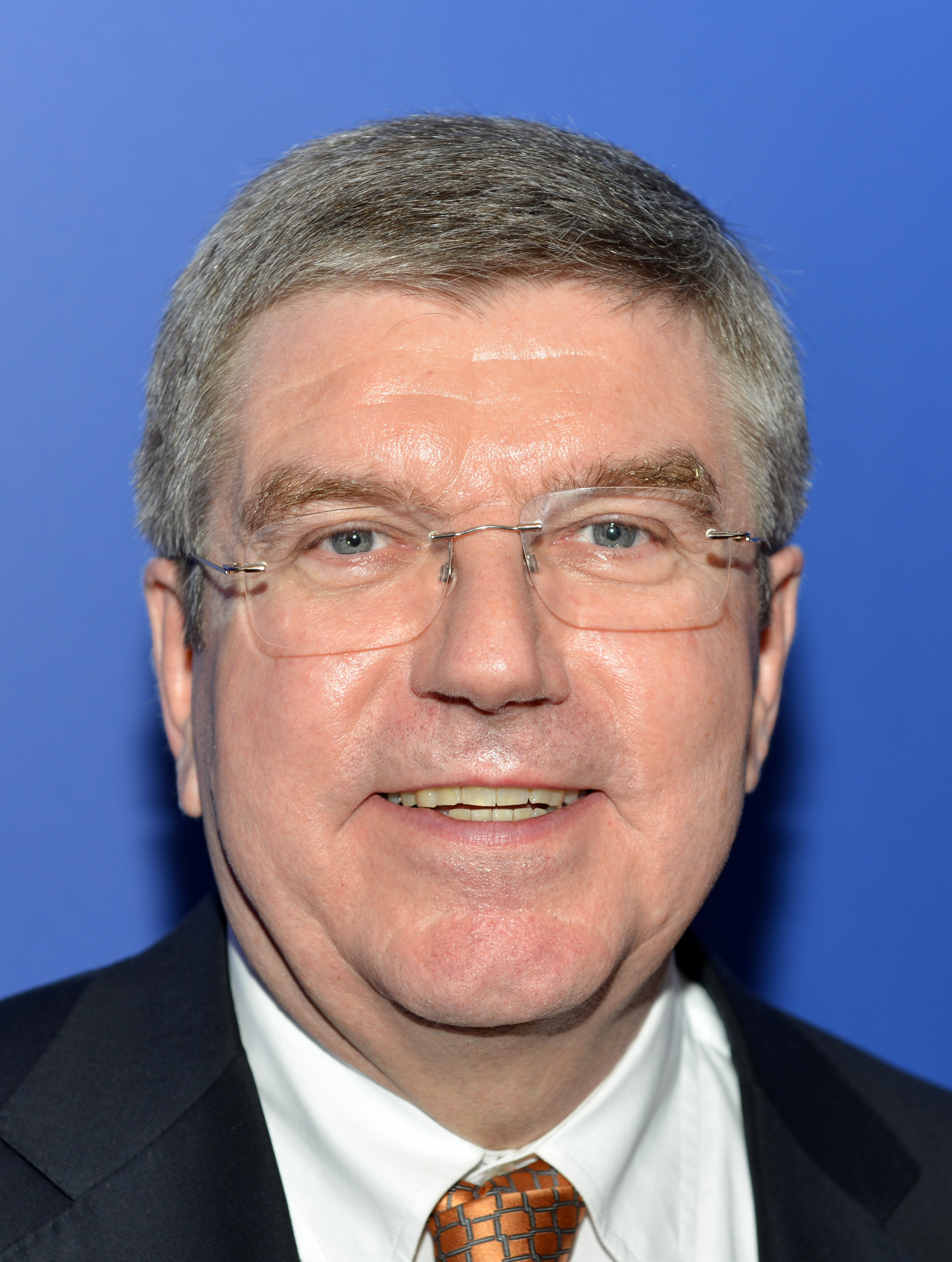
Thomas Bach
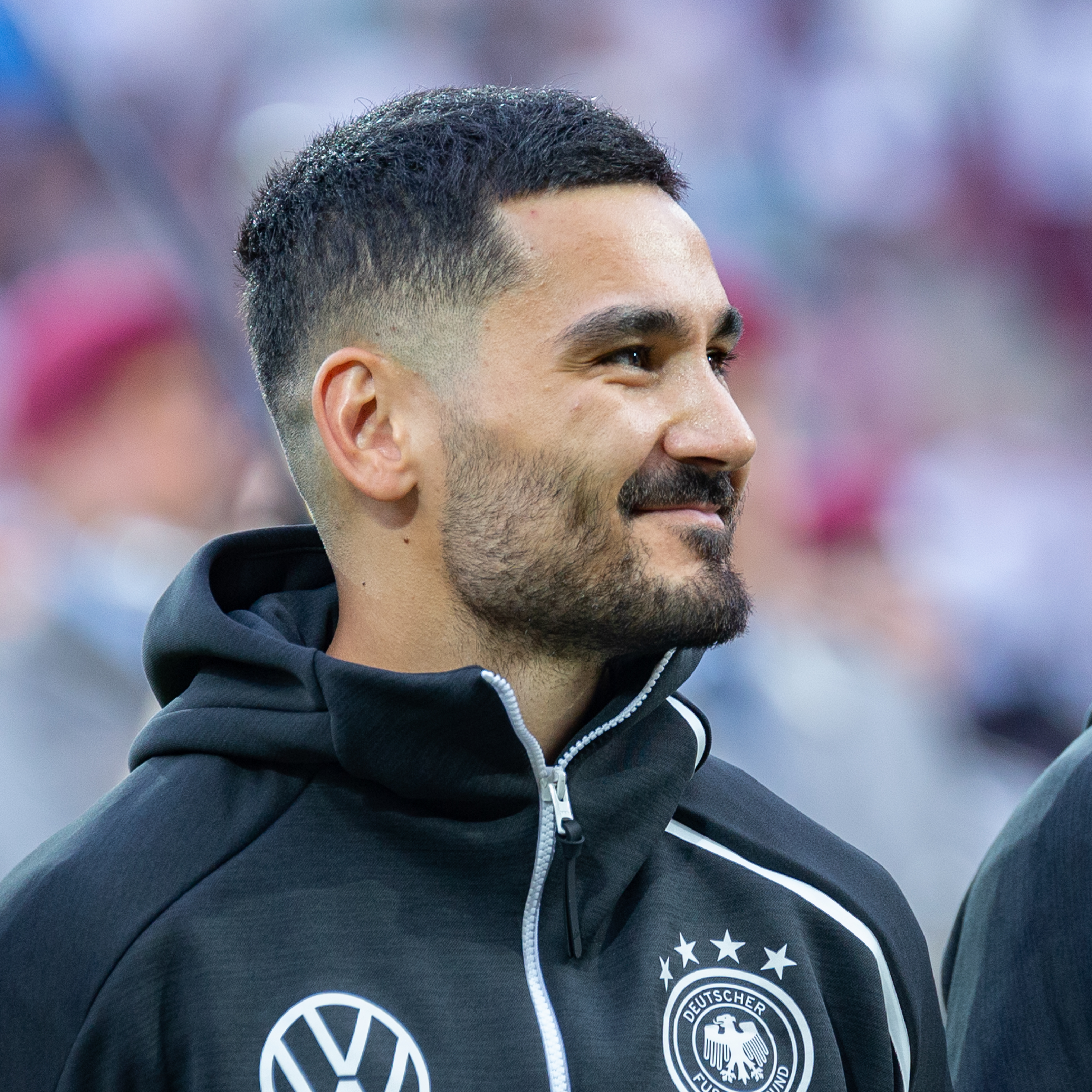
İlkay Gündoğan
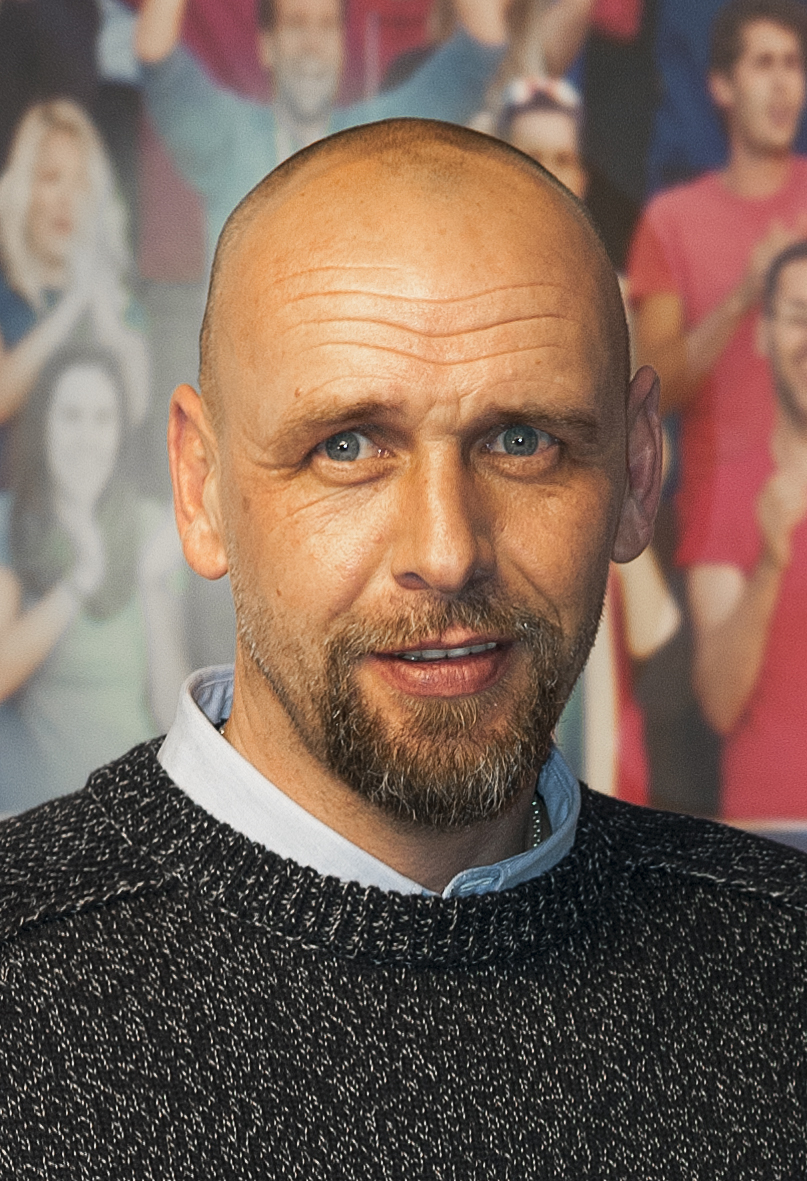
Holger Stanislawski
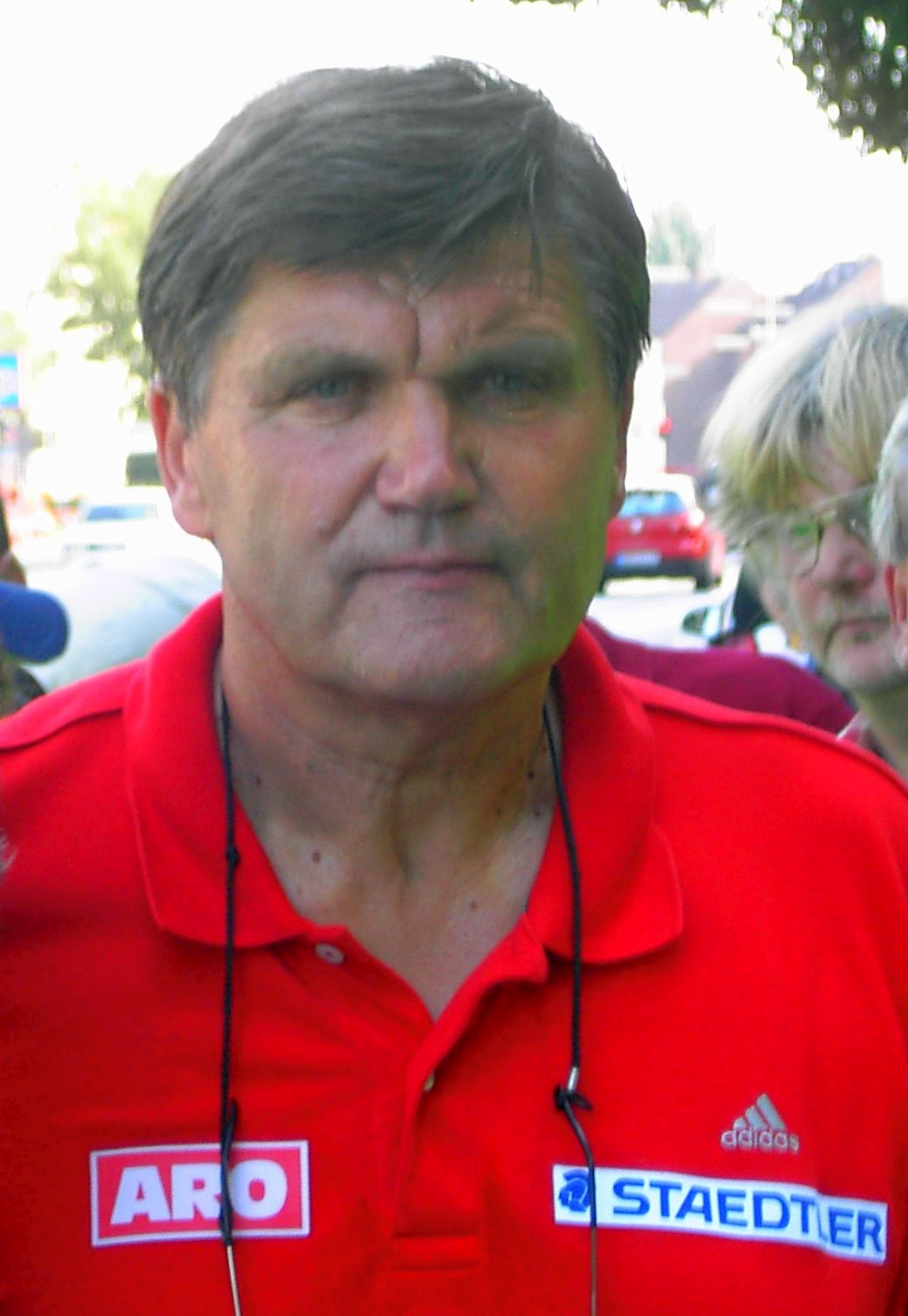
Hans Meyer

## Weitere Abteilungen

### Boxen
Die Wurzeln des von Karl Hertel innerhalb des Vereins gegründeten Box-Clubs FCN gehen bis ins Jahr 1925 zurück. Die Boxabteilung stellte verteilt auf drei Gewichtsklassen vier deutsche Meister und richtete im Jahr 1987 auch selbst diesen Wettbewerb aus. Darüber hinaus wurde je ein Clubberer in den Jahren 1968 und 2017 bayerischer Vizemeister sowie Manfred Hopf Goldmedaillengewinner bei den Militärweltmeisterschaften in Ghana im Jahr 1978.

### Handball
Mit Stand vom August 2021 spielen eine Damen- sowie drei Juniorinnenmannschaften unter der Flagge des 1. FCN Handball. Die Handballabteilung wurde innerhalb des Vereins im Jahr 1921 gegründet, 1925 ein eigenständiger Verein und nach dessen Insolvenz 2009 innerhalb des 1. FCN neu gegründet. Zwischen den Spielzeiten 2002/03 und 2008/09 spielte die Damenmannschaft in der höchsten Spielklasse, der Bundesliga.

### Leichtathletik
In seiner Geschichte brachte der 1. FC Nürnberg eine Reihe erfolgreicher Leichtathleten hervor. Die Leichtathletik innerhalb des 1. FCN nahm bereits 1902 ihren Anfang. Eine eigene Abteilung besteht jedoch länger nicht mehr. Daher gibt es auch unter dem Dachverein keinen eigenständigen Leichtathletikverein in Nachfolge dieser Abteilung.
Bei deutschen Meisterschaften stand bereits 1920 mit H. Bischof als Dritter über 3000 Meter Hindernis ein Athlet des Club auf dem Treppchen.
Zu den erfolgreichsten Athletinnen des 1. FCN gehörte vor dem Zweiten Weltkrieg Marie Dollinger, die dreimal an Olympischen Spielen teilnahm (1928, 1932 und 1936) und 1931 einen Weltrekord über 800 Meter aufstellte. Auf der Langstrecke gehörte Heinrich Hönninger über 10.000 Meter zu den besten Athleten Deutschlands und wurde 1937 und 1939 jeweils Dritter bei den deutschen Meisterschaften. Auch der Dreispringer Konrad Engelhard, DM-Dritter von 1932 ist wie der Hürdenläufer Reinhold Boehm, 1933 DM-Dritter über 400 Meter, zu erwähnen.
Noch während des Krieges begann die Karriere der Speerwerferin Inge Wolf, die zwischen 1941 und 1949 viermal Deutsche Meisterin wurde. Ihr eiferte Elisabeth Groß nach, die 1951 jedoch nur Vizemeisterin wurde und 1954 sowie 1955 DM-Dritte wurde. Auch die Diskuswerferin Else Graf oder später Else Hümmer stand 1942 erstmals bei deutschen Meisterschaften auf dem Treppchen, als sie Zweite wurde. Danach trat die spätere Meisterin jedoch für den SV Nürnberg-Süd an.
Die Damenmannschaft wurden von 1950 bis 1957 achtmal hintereinander deutsche Mannschaftsmeister. Zu diesem Team gehörte Anneliese Seonbuchner, die im 80-Meter-Hürdenlauf 1950 Deutsche Meisterin und dabei ihre Teamkameradin Lotte Wackersreuther auf den zweiten Platz verwies. Seonbuchers größter Erfolg war die Silbermedaille 1954 über 80 Meter Hürden bei den Europameisterschaften. Auch zwei der besten Hochspringerinnen gehörten dazu: Maria Sturm, Deutsche Meisterin 1954 und 1955 sowie 1956 Vizemeisterin sowie Wilhelmine Schubert, 1955 und 1957 Deutsche Vizemeisterin und 1958 DM-Dritte. Maria Sturm wurde auch 1955 und 1956 Mehrkampfmeisterin, eine Disziplin, in der auch Anneliese Seonbuchner mehrmals bei deutschen Meisterschaften auf dem Treppchen stand. 1957 holte die 4-mal-100-Meter-Staffel in der Besetzung Marika Otting, Anneliese Seonbuchner, Brunhilde Hendrix, Barbara Ebert den Titel bei den deutschen Meisterschaften.
Bei den Herren erzielte vor allem der Sprinter Karl-Friedrich Haas herausragende Ergebnisse. Bei den Olympischen Spielen 1952 holte er mit der 4-mal-400-Meter-Staffel die Bronzemedaille, 1956 war er über 400 Meter solo erfolgreich und kehrte mit der Silbermedaille zurück. Im Weitsprung war es Herbert Vatter, der 1950 bei den deutschen Meisterschaften immerhin Dritter wurde. Der Hürdenläufer Herbert Stürmer über 110 Meter und der Stabhochspringer Rudolf Zech trugen sich 1957 bei den deutschen Meisterschaften jeweils als Dritte in die Siegerliste ein. Zech wurden 1958 dann sogar deutscher Hallenmeister im Stabhochsprung.
Nach den großen Erfolgen der 1950er Jahre traten Leichtathleten des 1. FC Nürnberg nur noch vereinzelt hervor. Helga Kraus holte 1961 bei den deutschen Meisterschaften über 60 Meter Hürden den zweiten Platz. 1965 wurde Jürgen Kalfelder deutscher Vizemeister über 400 Meter, über 200 Meter gelang Martin Jellinghaus dieselbe Platzierung. 1971 holte der Weitspringer Hans Pfister ebenso einen dritten Platz bei den deutschen Meisterschaften wie Christine Tackenberg über 200 Meter Sprint. Die letzte vordere Platzierung gab es 1975, als Udo Haffer bei den deutschen Hallenmeisterschaften im Hochsprung Zweiter wurde.

### Roll- und Eissport
Der sowohl auf Breiten- als auch Leistungssport ausgelegte Bereich bietet die Sportarten Rollkunstlauf, Speedskating (Inlineskaten und Eisschnelllauf), Hockey (Skater- und Eishockey) sowie Bikepolo und Roller Derby an.

### Schwimmen
Die Schwimmabteilung, deren Mitglieder hier auch Wasserball (Barracudas) spielen oder an Aquafitnesskursen teilnehmen können, gehört ebenfalls zum 1. FCN-Dachverband. Die Schwimmer brachten seit ihrer Gründung im Jahr 1913 unter anderem drei süddeutsche und zwei deutsche Meister hervor. Die mit Abstand erfolgreichste Schwimmerin des 1. FCN war die Welt- und zweifache Europameisterin Claudia Stich.

### Ski
Der älteste Skiverein Nürnbergs kann auf Erfolge bei den bayerischen und deutschen Städtemeisterschaften, den deutschen Hochschulmeisterschaften oder beim Deutschland-Cup sowie bei den bayerischen und deutschen Meisterschaften zurückblicken.

### Tennis
Der im Jahr 1924 gegründete, seit 1995 ebenfalls eigenständige Tennisclub verfügt über mehrere Mannschaften aller Altersklassen. Zwischen 2013 und 2019 war er Ausrichter eines internationalen Damentennis-Turniers der WTA. Die erste Herrenmannschaft spielte insgesamt 17 Jahre in der Bundesliga, konnte dort jedoch nie den Meistertitel erringen. Dafür wurden die Mannschaften des Vereins zwischen 1952 und 2000 zehnmal bayerischer sowie fünfmal süddeutscher Mannschaftsmeister.

## E-Sport
Als siebter deutscher Fußballverein hat der 1. FC Nürnberg eine Abteilung für E-Sport gegründet. Zur Gründung wurde der Sieger der Virtuellen Bundesliga, Daniel „Bubu“ Butenko, 2016 engagiert. Der Verein erhofft sich dadurch junges Publikum anzusprechen und Werbepartner für den E-Sport gewinnen zu können. In der Saison 2017/18 konnte mit dem Gewinn des kicker eSport Cup durch Kai „Hensoo“ Hense ein erster Titel errungen werden.

### Spieler
Die aktuelle Aufstellung des FIFA-Teams besteht aus:
| Nat.        | Name                      | seit         |
| ----------- | ------------------------- | ------------ |
| Deutschland | Daniel „Bubu“ Butenko     | Oktober 2017 |
| Kroatien    | Antonio „Radelja“ Radelja | Oktober 2020 |
| Deutschland | Nico „NicSonish“ Köhler   | Oktober 2020 |
| Deutschland | Yannick „Klastocky“ Grum  | Oktober 2020 |

### Erfolge
- 2018: kicker eSport Cup

## Soziales Engagement
Seit Februar 2017 beteiligt sich der 1 FC Nürnberg mit weiteren Bundesliga-Clubs am ersten „Präventionsprogramm für (X)XL-Fußballfans im Training“, das die Stiftung Deutsche Krebshilfe bundesweit unterstützt.
Im selben Jahr rief der Verein das Modellprojekt „1. FC Niño“ ins Leben, um gesundheitsfördernde Bewegung an Grundschulen zu fördern. Teilnehmende Schulen im Jahr 2018 waren die Konrad-Groß-Schule, die Holzgartenschule, die Wilhelm-Löhe-Schule, die Gretel-Bergmann-Schule, die Reutersbrunnenschule, die Bartholomäusschule sowie die Maiacher Schule.
Während der COVID-19-Pandemie in Deutschland rief der FCN im März 2020 die Initiative „Club-Einkaufshelfer“ ins Leben. Bürger, die das Haus nicht verlassen konnten oder sollten, konnten telefonisch um die Besorgung von Lebensmitteln bitten. Neben Mitarbeitern des Vereins nahmen auch Fans als Einkäufer oder Lieferanten sowie die Einzelhandelskette Kaufland an der Aktion teil.
In Reaktion auf den russischen Überfall auf die Ukraine 2022 schloss der FCN eine Kooperation mit Metalist 1925 Charkiw ab, um den Klub finanziell zu unterstützen. Nürnberg und Charkiw sind Partnerstädte.

## Trivia
- Die elf Teufel, 1927 einer der ersten Fußballfilme überhaupt, hatte mit Heiner Stuhlfauth, der Torhüterlegende des 1. FC Nürnberg, einen prominenten Mitwirkenden.[182]

- An das Schicksal des jüdischen Trainers Jenő Konrád und seinen Abschied beim 1. FC Nürnberg wird im 2016 uraufgeführten Theaterstück Linke Läufer (Erster sein) von Albert Ostermaier erinnert.[183]

- Im 2017 erschienenen Buch Wir Wochenendrebellen von Mirco von Juterczenka,[184] das 2023 verfilmt wurde,[185] spielt auch der 1. FC Nürnberg eine Rolle.[186] Ferner sind die Hauptfiguren in den Romanen Nie wieder Fußball! von Stefan Tillmann aus dem Jahr 2014[187] und Abseits der Kreisklasse von Matthias Hunger aus dem Jahr 2010 Fans des 1. FC Nürnberg.[188]

- Im Film Five Eyes des Regisseurs Guy Ritchie aus dem Jahr 2021, mit Jason Statham in der Hauptrolle, ist ein Verkehrsflugzeug mit dem Schriftzug 1. FC Nürnberg zu sehen.[189]

- In den 90er-Jahren wurde der Verein für kurze Zeit durch das Maskottchen Frankie, einen Ritter, unterstützt.[190] Im Herbst 2024 führte man mit dem Nashorn Rhinola wieder ein Maskottchen ein.[191]

## Filme
- Christian Mössner, Bernd Siegler, Alexander Diezinger, Matthias Hunger, Bernhard Weise, Maximilian von Stromberg: Aura einer Legende - 125 Jahre Erster Fußball-Club Nürnberg. Aura Film GmbH, Nürnberg 2025.
- Jörg Dahlmann, Manfred Müller: 90 Jahre 1. FC Nürnberg. MM Video Produktion, Nürnberg 1990.